# Правила шаха
Правила шаха доноси Комитет за правила и прописе ФИДЕ. Важећа Правила шаха ФИДЕ усвојена су на 75. Конгресу ФИДЕ одржаном у Калвији (Мајорка) у октобру 2004. године, а ступила су на снагу 1. јула 2005. године.
Први пут званично, Правила шаха усвојена су 1929. године и касније су у више наврата допуњавана.
- Правила шаха ФИДЕ обухватају игру за таблом.

## Основна правила игре
Шаховска партија се игра између два противника који наизменично померају своје фигуре на квадратној плочи која се зове шаховска табла. Играч са белим фигурама започиње партију. За играча се каже да је „на потезу“ када његов противник заврши потез.

### Циљ игре
Циљ сваког играча је изложити противничког краља „нападу“ на такав начин да противник не може исправним потезом избећи „освајање“ свог краља у следећем потезу. За играча који то постигне, каже се да је „матирао“ противника и да је добио партију. Остављање сопственог краља под нападом, излагање сопственог краља нападу и узимање противничког краља нису дозвољени. Противник чији је краљ матиран, изгубио је партију.
Ако је позиција таква да ниједан играч не може матирати другог, партија је реми (нерешено).

### Шаховска табла
|   | a              | b              | c              | d              | e              | f              | g              | h              |   |
| 8 | h1 black cross | h1 black cross | h1 black cross | h1 black cross | h1 black cross | h1 black cross | h1 black cross | h1 black cross | 8 |
| 7 | h1 black cross | h1 black cross | h1 black cross | h1 black cross | h1 black cross | h1 black cross | h1 black cross | h1 black cross | 7 |
| 6 | h1 black cross | h1 black cross | h1 black cross | h1 black cross | h1 black cross | h1 black cross | h1 black cross | h1 black cross | 6 |
| 5 | h1 black cross | h1 black cross | h1 black cross | h1 black cross | h1 black cross | h1 black cross | h1 black cross | h1 black cross | 5 |
| 4 | h1 black cross | h1 black cross | h1 black cross | h1 black cross | h1 black cross | h1 black cross | h1 black cross | h1 black cross | 4 |
| 3 | h1 black cross | h1 black cross | h1 black cross | h1 black cross | h1 black cross | h1 black cross | h1 black cross | h1 black cross | 3 |
| 2 | h1 black cross | h1 black cross | h1 black cross | h1 black cross | h1 black cross | h1 black cross | h1 black cross | h1 black cross | 2 |
| 1 | h1 black cross | h1 black cross | h1 black cross | h1 black cross | h1 black cross | h1 black cross | h1 black cross | h1 black cross | 1 |
|   | a              | b              | c              | d              | e              | f              | g              | h              |   |

Шаховска табла представља систем мреже 8х8 са укупно 64 једнака квадратна поља наизменично светла („беле боје“) и тамна („црне боје“). Поставља се између играча тако да доње угаоно поље на десној страни сваког играча буде беле боје.
Осам вертикалних колона поља називају се „линије“. Осам хоризонталних низова поља називају се „редови“. Праве линија исте боје које се додирују угловима, називају се „дијагонале“.
|   | a | b | c | d | e | f | g | h |   |
| 8 | c8 black cross · c7 black cross · c6 black cross · c5 black cross · c4 black cross · c3 black cross · c2 black cross · c1 black cross | c8 black cross · c7 black cross · c6 black cross · c5 black cross · c4 black cross · c3 black cross · c2 black cross · c1 black cross | c8 black cross · c7 black cross · c6 black cross · c5 black cross · c4 black cross · c3 black cross · c2 black cross · c1 black cross | c8 black cross · c7 black cross · c6 black cross · c5 black cross · c4 black cross · c3 black cross · c2 black cross · c1 black cross | c8 black cross · c7 black cross · c6 black cross · c5 black cross · c4 black cross · c3 black cross · c2 black cross · c1 black cross | c8 black cross · c7 black cross · c6 black cross · c5 black cross · c4 black cross · c3 black cross · c2 black cross · c1 black cross | c8 black cross · c7 black cross · c6 black cross · c5 black cross · c4 black cross · c3 black cross · c2 black cross · c1 black cross | c8 black cross · c7 black cross · c6 black cross · c5 black cross · c4 black cross · c3 black cross · c2 black cross · c1 black cross | 8 |
| 7 | c8 black cross · c7 black cross · c6 black cross · c5 black cross · c4 black cross · c3 black cross · c2 black cross · c1 black cross | c8 black cross · c7 black cross · c6 black cross · c5 black cross · c4 black cross · c3 black cross · c2 black cross · c1 black cross | c8 black cross · c7 black cross · c6 black cross · c5 black cross · c4 black cross · c3 black cross · c2 black cross · c1 black cross | c8 black cross · c7 black cross · c6 black cross · c5 black cross · c4 black cross · c3 black cross · c2 black cross · c1 black cross | c8 black cross · c7 black cross · c6 black cross · c5 black cross · c4 black cross · c3 black cross · c2 black cross · c1 black cross | c8 black cross · c7 black cross · c6 black cross · c5 black cross · c4 black cross · c3 black cross · c2 black cross · c1 black cross | c8 black cross · c7 black cross · c6 black cross · c5 black cross · c4 black cross · c3 black cross · c2 black cross · c1 black cross | c8 black cross · c7 black cross · c6 black cross · c5 black cross · c4 black cross · c3 black cross · c2 black cross · c1 black cross | 7 |
| 6 | c8 black cross · c7 black cross · c6 black cross · c5 black cross · c4 black cross · c3 black cross · c2 black cross · c1 black cross | c8 black cross · c7 black cross · c6 black cross · c5 black cross · c4 black cross · c3 black cross · c2 black cross · c1 black cross | c8 black cross · c7 black cross · c6 black cross · c5 black cross · c4 black cross · c3 black cross · c2 black cross · c1 black cross | c8 black cross · c7 black cross · c6 black cross · c5 black cross · c4 black cross · c3 black cross · c2 black cross · c1 black cross | c8 black cross · c7 black cross · c6 black cross · c5 black cross · c4 black cross · c3 black cross · c2 black cross · c1 black cross | c8 black cross · c7 black cross · c6 black cross · c5 black cross · c4 black cross · c3 black cross · c2 black cross · c1 black cross | c8 black cross · c7 black cross · c6 black cross · c5 black cross · c4 black cross · c3 black cross · c2 black cross · c1 black cross | c8 black cross · c7 black cross · c6 black cross · c5 black cross · c4 black cross · c3 black cross · c2 black cross · c1 black cross | 6 |
| 5 | c8 black cross · c7 black cross · c6 black cross · c5 black cross · c4 black cross · c3 black cross · c2 black cross · c1 black cross | c8 black cross · c7 black cross · c6 black cross · c5 black cross · c4 black cross · c3 black cross · c2 black cross · c1 black cross | c8 black cross · c7 black cross · c6 black cross · c5 black cross · c4 black cross · c3 black cross · c2 black cross · c1 black cross | c8 black cross · c7 black cross · c6 black cross · c5 black cross · c4 black cross · c3 black cross · c2 black cross · c1 black cross | c8 black cross · c7 black cross · c6 black cross · c5 black cross · c4 black cross · c3 black cross · c2 black cross · c1 black cross | c8 black cross · c7 black cross · c6 black cross · c5 black cross · c4 black cross · c3 black cross · c2 black cross · c1 black cross | c8 black cross · c7 black cross · c6 black cross · c5 black cross · c4 black cross · c3 black cross · c2 black cross · c1 black cross | c8 black cross · c7 black cross · c6 black cross · c5 black cross · c4 black cross · c3 black cross · c2 black cross · c1 black cross | 5 |
| 4 | c8 black cross · c7 black cross · c6 black cross · c5 black cross · c4 black cross · c3 black cross · c2 black cross · c1 black cross | c8 black cross · c7 black cross · c6 black cross · c5 black cross · c4 black cross · c3 black cross · c2 black cross · c1 black cross | c8 black cross · c7 black cross · c6 black cross · c5 black cross · c4 black cross · c3 black cross · c2 black cross · c1 black cross | c8 black cross · c7 black cross · c6 black cross · c5 black cross · c4 black cross · c3 black cross · c2 black cross · c1 black cross | c8 black cross · c7 black cross · c6 black cross · c5 black cross · c4 black cross · c3 black cross · c2 black cross · c1 black cross | c8 black cross · c7 black cross · c6 black cross · c5 black cross · c4 black cross · c3 black cross · c2 black cross · c1 black cross | c8 black cross · c7 black cross · c6 black cross · c5 black cross · c4 black cross · c3 black cross · c2 black cross · c1 black cross | c8 black cross · c7 black cross · c6 black cross · c5 black cross · c4 black cross · c3 black cross · c2 black cross · c1 black cross | 4 |
| 3 | c8 black cross · c7 black cross · c6 black cross · c5 black cross · c4 black cross · c3 black cross · c2 black cross · c1 black cross | c8 black cross · c7 black cross · c6 black cross · c5 black cross · c4 black cross · c3 black cross · c2 black cross · c1 black cross | c8 black cross · c7 black cross · c6 black cross · c5 black cross · c4 black cross · c3 black cross · c2 black cross · c1 black cross | c8 black cross · c7 black cross · c6 black cross · c5 black cross · c4 black cross · c3 black cross · c2 black cross · c1 black cross | c8 black cross · c7 black cross · c6 black cross · c5 black cross · c4 black cross · c3 black cross · c2 black cross · c1 black cross | c8 black cross · c7 black cross · c6 black cross · c5 black cross · c4 black cross · c3 black cross · c2 black cross · c1 black cross | c8 black cross · c7 black cross · c6 black cross · c5 black cross · c4 black cross · c3 black cross · c2 black cross · c1 black cross | c8 black cross · c7 black cross · c6 black cross · c5 black cross · c4 black cross · c3 black cross · c2 black cross · c1 black cross | 3 |
| 2 | c8 black cross · c7 black cross · c6 black cross · c5 black cross · c4 black cross · c3 black cross · c2 black cross · c1 black cross | c8 black cross · c7 black cross · c6 black cross · c5 black cross · c4 black cross · c3 black cross · c2 black cross · c1 black cross | c8 black cross · c7 black cross · c6 black cross · c5 black cross · c4 black cross · c3 black cross · c2 black cross · c1 black cross | c8 black cross · c7 black cross · c6 black cross · c5 black cross · c4 black cross · c3 black cross · c2 black cross · c1 black cross | c8 black cross · c7 black cross · c6 black cross · c5 black cross · c4 black cross · c3 black cross · c2 black cross · c1 black cross | c8 black cross · c7 black cross · c6 black cross · c5 black cross · c4 black cross · c3 black cross · c2 black cross · c1 black cross | c8 black cross · c7 black cross · c6 black cross · c5 black cross · c4 black cross · c3 black cross · c2 black cross · c1 black cross | c8 black cross · c7 black cross · c6 black cross · c5 black cross · c4 black cross · c3 black cross · c2 black cross · c1 black cross | 2 |
| 1 | c8 black cross · c7 black cross · c6 black cross · c5 black cross · c4 black cross · c3 black cross · c2 black cross · c1 black cross | c8 black cross · c7 black cross · c6 black cross · c5 black cross · c4 black cross · c3 black cross · c2 black cross · c1 black cross | c8 black cross · c7 black cross · c6 black cross · c5 black cross · c4 black cross · c3 black cross · c2 black cross · c1 black cross | c8 black cross · c7 black cross · c6 black cross · c5 black cross · c4 black cross · c3 black cross · c2 black cross · c1 black cross | c8 black cross · c7 black cross · c6 black cross · c5 black cross · c4 black cross · c3 black cross · c2 black cross · c1 black cross | c8 black cross · c7 black cross · c6 black cross · c5 black cross · c4 black cross · c3 black cross · c2 black cross · c1 black cross | c8 black cross · c7 black cross · c6 black cross · c5 black cross · c4 black cross · c3 black cross · c2 black cross · c1 black cross | c8 black cross · c7 black cross · c6 black cross · c5 black cross · c4 black cross · c3 black cross · c2 black cross · c1 black cross | 1 |
|   | a | b | c | d | e | f | g | h |   |

|   | a | b | c | d | e | f | g | h |   |
| 8 | a5 black cross · b5 black cross · c5 black cross · d5 black cross · e5 black cross · f5 black cross · g5 black cross · h5 black cross | a5 black cross · b5 black cross · c5 black cross · d5 black cross · e5 black cross · f5 black cross · g5 black cross · h5 black cross | a5 black cross · b5 black cross · c5 black cross · d5 black cross · e5 black cross · f5 black cross · g5 black cross · h5 black cross | a5 black cross · b5 black cross · c5 black cross · d5 black cross · e5 black cross · f5 black cross · g5 black cross · h5 black cross | a5 black cross · b5 black cross · c5 black cross · d5 black cross · e5 black cross · f5 black cross · g5 black cross · h5 black cross | a5 black cross · b5 black cross · c5 black cross · d5 black cross · e5 black cross · f5 black cross · g5 black cross · h5 black cross | a5 black cross · b5 black cross · c5 black cross · d5 black cross · e5 black cross · f5 black cross · g5 black cross · h5 black cross | a5 black cross · b5 black cross · c5 black cross · d5 black cross · e5 black cross · f5 black cross · g5 black cross · h5 black cross | 8 |
| 7 | a5 black cross · b5 black cross · c5 black cross · d5 black cross · e5 black cross · f5 black cross · g5 black cross · h5 black cross | a5 black cross · b5 black cross · c5 black cross · d5 black cross · e5 black cross · f5 black cross · g5 black cross · h5 black cross | a5 black cross · b5 black cross · c5 black cross · d5 black cross · e5 black cross · f5 black cross · g5 black cross · h5 black cross | a5 black cross · b5 black cross · c5 black cross · d5 black cross · e5 black cross · f5 black cross · g5 black cross · h5 black cross | a5 black cross · b5 black cross · c5 black cross · d5 black cross · e5 black cross · f5 black cross · g5 black cross · h5 black cross | a5 black cross · b5 black cross · c5 black cross · d5 black cross · e5 black cross · f5 black cross · g5 black cross · h5 black cross | a5 black cross · b5 black cross · c5 black cross · d5 black cross · e5 black cross · f5 black cross · g5 black cross · h5 black cross | a5 black cross · b5 black cross · c5 black cross · d5 black cross · e5 black cross · f5 black cross · g5 black cross · h5 black cross | 7 |
| 6 | a5 black cross · b5 black cross · c5 black cross · d5 black cross · e5 black cross · f5 black cross · g5 black cross · h5 black cross | a5 black cross · b5 black cross · c5 black cross · d5 black cross · e5 black cross · f5 black cross · g5 black cross · h5 black cross | a5 black cross · b5 black cross · c5 black cross · d5 black cross · e5 black cross · f5 black cross · g5 black cross · h5 black cross | a5 black cross · b5 black cross · c5 black cross · d5 black cross · e5 black cross · f5 black cross · g5 black cross · h5 black cross | a5 black cross · b5 black cross · c5 black cross · d5 black cross · e5 black cross · f5 black cross · g5 black cross · h5 black cross | a5 black cross · b5 black cross · c5 black cross · d5 black cross · e5 black cross · f5 black cross · g5 black cross · h5 black cross | a5 black cross · b5 black cross · c5 black cross · d5 black cross · e5 black cross · f5 black cross · g5 black cross · h5 black cross | a5 black cross · b5 black cross · c5 black cross · d5 black cross · e5 black cross · f5 black cross · g5 black cross · h5 black cross | 6 |
| 5 | a5 black cross · b5 black cross · c5 black cross · d5 black cross · e5 black cross · f5 black cross · g5 black cross · h5 black cross | a5 black cross · b5 black cross · c5 black cross · d5 black cross · e5 black cross · f5 black cross · g5 black cross · h5 black cross | a5 black cross · b5 black cross · c5 black cross · d5 black cross · e5 black cross · f5 black cross · g5 black cross · h5 black cross | a5 black cross · b5 black cross · c5 black cross · d5 black cross · e5 black cross · f5 black cross · g5 black cross · h5 black cross | a5 black cross · b5 black cross · c5 black cross · d5 black cross · e5 black cross · f5 black cross · g5 black cross · h5 black cross | a5 black cross · b5 black cross · c5 black cross · d5 black cross · e5 black cross · f5 black cross · g5 black cross · h5 black cross | a5 black cross · b5 black cross · c5 black cross · d5 black cross · e5 black cross · f5 black cross · g5 black cross · h5 black cross | a5 black cross · b5 black cross · c5 black cross · d5 black cross · e5 black cross · f5 black cross · g5 black cross · h5 black cross | 5 |
| 4 | a5 black cross · b5 black cross · c5 black cross · d5 black cross · e5 black cross · f5 black cross · g5 black cross · h5 black cross | a5 black cross · b5 black cross · c5 black cross · d5 black cross · e5 black cross · f5 black cross · g5 black cross · h5 black cross | a5 black cross · b5 black cross · c5 black cross · d5 black cross · e5 black cross · f5 black cross · g5 black cross · h5 black cross | a5 black cross · b5 black cross · c5 black cross · d5 black cross · e5 black cross · f5 black cross · g5 black cross · h5 black cross | a5 black cross · b5 black cross · c5 black cross · d5 black cross · e5 black cross · f5 black cross · g5 black cross · h5 black cross | a5 black cross · b5 black cross · c5 black cross · d5 black cross · e5 black cross · f5 black cross · g5 black cross · h5 black cross | a5 black cross · b5 black cross · c5 black cross · d5 black cross · e5 black cross · f5 black cross · g5 black cross · h5 black cross | a5 black cross · b5 black cross · c5 black cross · d5 black cross · e5 black cross · f5 black cross · g5 black cross · h5 black cross | 4 |
| 3 | a5 black cross · b5 black cross · c5 black cross · d5 black cross · e5 black cross · f5 black cross · g5 black cross · h5 black cross | a5 black cross · b5 black cross · c5 black cross · d5 black cross · e5 black cross · f5 black cross · g5 black cross · h5 black cross | a5 black cross · b5 black cross · c5 black cross · d5 black cross · e5 black cross · f5 black cross · g5 black cross · h5 black cross | a5 black cross · b5 black cross · c5 black cross · d5 black cross · e5 black cross · f5 black cross · g5 black cross · h5 black cross | a5 black cross · b5 black cross · c5 black cross · d5 black cross · e5 black cross · f5 black cross · g5 black cross · h5 black cross | a5 black cross · b5 black cross · c5 black cross · d5 black cross · e5 black cross · f5 black cross · g5 black cross · h5 black cross | a5 black cross · b5 black cross · c5 black cross · d5 black cross · e5 black cross · f5 black cross · g5 black cross · h5 black cross | a5 black cross · b5 black cross · c5 black cross · d5 black cross · e5 black cross · f5 black cross · g5 black cross · h5 black cross | 3 |
| 2 | a5 black cross · b5 black cross · c5 black cross · d5 black cross · e5 black cross · f5 black cross · g5 black cross · h5 black cross | a5 black cross · b5 black cross · c5 black cross · d5 black cross · e5 black cross · f5 black cross · g5 black cross · h5 black cross | a5 black cross · b5 black cross · c5 black cross · d5 black cross · e5 black cross · f5 black cross · g5 black cross · h5 black cross | a5 black cross · b5 black cross · c5 black cross · d5 black cross · e5 black cross · f5 black cross · g5 black cross · h5 black cross | a5 black cross · b5 black cross · c5 black cross · d5 black cross · e5 black cross · f5 black cross · g5 black cross · h5 black cross | a5 black cross · b5 black cross · c5 black cross · d5 black cross · e5 black cross · f5 black cross · g5 black cross · h5 black cross | a5 black cross · b5 black cross · c5 black cross · d5 black cross · e5 black cross · f5 black cross · g5 black cross · h5 black cross | a5 black cross · b5 black cross · c5 black cross · d5 black cross · e5 black cross · f5 black cross · g5 black cross · h5 black cross | 2 |
| 1 | a5 black cross · b5 black cross · c5 black cross · d5 black cross · e5 black cross · f5 black cross · g5 black cross · h5 black cross | a5 black cross · b5 black cross · c5 black cross · d5 black cross · e5 black cross · f5 black cross · g5 black cross · h5 black cross | a5 black cross · b5 black cross · c5 black cross · d5 black cross · e5 black cross · f5 black cross · g5 black cross · h5 black cross | a5 black cross · b5 black cross · c5 black cross · d5 black cross · e5 black cross · f5 black cross · g5 black cross · h5 black cross | a5 black cross · b5 black cross · c5 black cross · d5 black cross · e5 black cross · f5 black cross · g5 black cross · h5 black cross | a5 black cross · b5 black cross · c5 black cross · d5 black cross · e5 black cross · f5 black cross · g5 black cross · h5 black cross | a5 black cross · b5 black cross · c5 black cross · d5 black cross · e5 black cross · f5 black cross · g5 black cross · h5 black cross | a5 black cross · b5 black cross · c5 black cross · d5 black cross · e5 black cross · f5 black cross · g5 black cross · h5 black cross | 1 |
|   | a | b | c | d | e | f | g | h |   |

|   | a | b | c | d | e | f | g | h |   |
| 8 | a7 black cross · b6 black cross · c5 black cross · d4 black cross · e3 black cross · f2 black cross · g1 black cross | a7 black cross · b6 black cross · c5 black cross · d4 black cross · e3 black cross · f2 black cross · g1 black cross | a7 black cross · b6 black cross · c5 black cross · d4 black cross · e3 black cross · f2 black cross · g1 black cross | a7 black cross · b6 black cross · c5 black cross · d4 black cross · e3 black cross · f2 black cross · g1 black cross | a7 black cross · b6 black cross · c5 black cross · d4 black cross · e3 black cross · f2 black cross · g1 black cross | a7 black cross · b6 black cross · c5 black cross · d4 black cross · e3 black cross · f2 black cross · g1 black cross | a7 black cross · b6 black cross · c5 black cross · d4 black cross · e3 black cross · f2 black cross · g1 black cross | a7 black cross · b6 black cross · c5 black cross · d4 black cross · e3 black cross · f2 black cross · g1 black cross | 8 |
| 7 | a7 black cross · b6 black cross · c5 black cross · d4 black cross · e3 black cross · f2 black cross · g1 black cross | a7 black cross · b6 black cross · c5 black cross · d4 black cross · e3 black cross · f2 black cross · g1 black cross | a7 black cross · b6 black cross · c5 black cross · d4 black cross · e3 black cross · f2 black cross · g1 black cross | a7 black cross · b6 black cross · c5 black cross · d4 black cross · e3 black cross · f2 black cross · g1 black cross | a7 black cross · b6 black cross · c5 black cross · d4 black cross · e3 black cross · f2 black cross · g1 black cross | a7 black cross · b6 black cross · c5 black cross · d4 black cross · e3 black cross · f2 black cross · g1 black cross | a7 black cross · b6 black cross · c5 black cross · d4 black cross · e3 black cross · f2 black cross · g1 black cross | a7 black cross · b6 black cross · c5 black cross · d4 black cross · e3 black cross · f2 black cross · g1 black cross | 7 |
| 6 | a7 black cross · b6 black cross · c5 black cross · d4 black cross · e3 black cross · f2 black cross · g1 black cross | a7 black cross · b6 black cross · c5 black cross · d4 black cross · e3 black cross · f2 black cross · g1 black cross | a7 black cross · b6 black cross · c5 black cross · d4 black cross · e3 black cross · f2 black cross · g1 black cross | a7 black cross · b6 black cross · c5 black cross · d4 black cross · e3 black cross · f2 black cross · g1 black cross | a7 black cross · b6 black cross · c5 black cross · d4 black cross · e3 black cross · f2 black cross · g1 black cross | a7 black cross · b6 black cross · c5 black cross · d4 black cross · e3 black cross · f2 black cross · g1 black cross | a7 black cross · b6 black cross · c5 black cross · d4 black cross · e3 black cross · f2 black cross · g1 black cross | a7 black cross · b6 black cross · c5 black cross · d4 black cross · e3 black cross · f2 black cross · g1 black cross | 6 |
| 5 | a7 black cross · b6 black cross · c5 black cross · d4 black cross · e3 black cross · f2 black cross · g1 black cross | a7 black cross · b6 black cross · c5 black cross · d4 black cross · e3 black cross · f2 black cross · g1 black cross | a7 black cross · b6 black cross · c5 black cross · d4 black cross · e3 black cross · f2 black cross · g1 black cross | a7 black cross · b6 black cross · c5 black cross · d4 black cross · e3 black cross · f2 black cross · g1 black cross | a7 black cross · b6 black cross · c5 black cross · d4 black cross · e3 black cross · f2 black cross · g1 black cross | a7 black cross · b6 black cross · c5 black cross · d4 black cross · e3 black cross · f2 black cross · g1 black cross | a7 black cross · b6 black cross · c5 black cross · d4 black cross · e3 black cross · f2 black cross · g1 black cross | a7 black cross · b6 black cross · c5 black cross · d4 black cross · e3 black cross · f2 black cross · g1 black cross | 5 |
| 4 | a7 black cross · b6 black cross · c5 black cross · d4 black cross · e3 black cross · f2 black cross · g1 black cross | a7 black cross · b6 black cross · c5 black cross · d4 black cross · e3 black cross · f2 black cross · g1 black cross | a7 black cross · b6 black cross · c5 black cross · d4 black cross · e3 black cross · f2 black cross · g1 black cross | a7 black cross · b6 black cross · c5 black cross · d4 black cross · e3 black cross · f2 black cross · g1 black cross | a7 black cross · b6 black cross · c5 black cross · d4 black cross · e3 black cross · f2 black cross · g1 black cross | a7 black cross · b6 black cross · c5 black cross · d4 black cross · e3 black cross · f2 black cross · g1 black cross | a7 black cross · b6 black cross · c5 black cross · d4 black cross · e3 black cross · f2 black cross · g1 black cross | a7 black cross · b6 black cross · c5 black cross · d4 black cross · e3 black cross · f2 black cross · g1 black cross | 4 |
| 3 | a7 black cross · b6 black cross · c5 black cross · d4 black cross · e3 black cross · f2 black cross · g1 black cross | a7 black cross · b6 black cross · c5 black cross · d4 black cross · e3 black cross · f2 black cross · g1 black cross | a7 black cross · b6 black cross · c5 black cross · d4 black cross · e3 black cross · f2 black cross · g1 black cross | a7 black cross · b6 black cross · c5 black cross · d4 black cross · e3 black cross · f2 black cross · g1 black cross | a7 black cross · b6 black cross · c5 black cross · d4 black cross · e3 black cross · f2 black cross · g1 black cross | a7 black cross · b6 black cross · c5 black cross · d4 black cross · e3 black cross · f2 black cross · g1 black cross | a7 black cross · b6 black cross · c5 black cross · d4 black cross · e3 black cross · f2 black cross · g1 black cross | a7 black cross · b6 black cross · c5 black cross · d4 black cross · e3 black cross · f2 black cross · g1 black cross | 3 |
| 2 | a7 black cross · b6 black cross · c5 black cross · d4 black cross · e3 black cross · f2 black cross · g1 black cross | a7 black cross · b6 black cross · c5 black cross · d4 black cross · e3 black cross · f2 black cross · g1 black cross | a7 black cross · b6 black cross · c5 black cross · d4 black cross · e3 black cross · f2 black cross · g1 black cross | a7 black cross · b6 black cross · c5 black cross · d4 black cross · e3 black cross · f2 black cross · g1 black cross | a7 black cross · b6 black cross · c5 black cross · d4 black cross · e3 black cross · f2 black cross · g1 black cross | a7 black cross · b6 black cross · c5 black cross · d4 black cross · e3 black cross · f2 black cross · g1 black cross | a7 black cross · b6 black cross · c5 black cross · d4 black cross · e3 black cross · f2 black cross · g1 black cross | a7 black cross · b6 black cross · c5 black cross · d4 black cross · e3 black cross · f2 black cross · g1 black cross | 2 |
| 1 | a7 black cross · b6 black cross · c5 black cross · d4 black cross · e3 black cross · f2 black cross · g1 black cross | a7 black cross · b6 black cross · c5 black cross · d4 black cross · e3 black cross · f2 black cross · g1 black cross | a7 black cross · b6 black cross · c5 black cross · d4 black cross · e3 black cross · f2 black cross · g1 black cross | a7 black cross · b6 black cross · c5 black cross · d4 black cross · e3 black cross · f2 black cross · g1 black cross | a7 black cross · b6 black cross · c5 black cross · d4 black cross · e3 black cross · f2 black cross · g1 black cross | a7 black cross · b6 black cross · c5 black cross · d4 black cross · e3 black cross · f2 black cross · g1 black cross | a7 black cross · b6 black cross · c5 black cross · d4 black cross · e3 black cross · f2 black cross · g1 black cross | a7 black cross · b6 black cross · c5 black cross · d4 black cross · e3 black cross · f2 black cross · g1 black cross | 1 |
|   | a | b | c | d | e | f | g | h |   |

### Почетна позиција
|   | a | b | c | d | e | f | g | h |   |
| 8 | a8 black rook · b8 black knight · c8 black bishop · d8 black queen · e8 black king · f8 black bishop · g8 black knight · h8 black rook · a7 black pawn · b7 black pawn · c7 black pawn · d7 black pawn · e7 black pawn · f7 black pawn · g7 black pawn · h7 black pawn · a2 white pawn · b2 white pawn · c2 white pawn · d2 white pawn · e2 white pawn · f2 white pawn · g2 white pawn · h2 white pawn · a1 white rook · b1 white knight · c1 white bishop · d1 white queen · e1 white king · f1 white bishop · g1 white knight · h1 white rook | a8 black rook · b8 black knight · c8 black bishop · d8 black queen · e8 black king · f8 black bishop · g8 black knight · h8 black rook · a7 black pawn · b7 black pawn · c7 black pawn · d7 black pawn · e7 black pawn · f7 black pawn · g7 black pawn · h7 black pawn · a2 white pawn · b2 white pawn · c2 white pawn · d2 white pawn · e2 white pawn · f2 white pawn · g2 white pawn · h2 white pawn · a1 white rook · b1 white knight · c1 white bishop · d1 white queen · e1 white king · f1 white bishop · g1 white knight · h1 white rook | a8 black rook · b8 black knight · c8 black bishop · d8 black queen · e8 black king · f8 black bishop · g8 black knight · h8 black rook · a7 black pawn · b7 black pawn · c7 black pawn · d7 black pawn · e7 black pawn · f7 black pawn · g7 black pawn · h7 black pawn · a2 white pawn · b2 white pawn · c2 white pawn · d2 white pawn · e2 white pawn · f2 white pawn · g2 white pawn · h2 white pawn · a1 white rook · b1 white knight · c1 white bishop · d1 white queen · e1 white king · f1 white bishop · g1 white knight · h1 white rook | a8 black rook · b8 black knight · c8 black bishop · d8 black queen · e8 black king · f8 black bishop · g8 black knight · h8 black rook · a7 black pawn · b7 black pawn · c7 black pawn · d7 black pawn · e7 black pawn · f7 black pawn · g7 black pawn · h7 black pawn · a2 white pawn · b2 white pawn · c2 white pawn · d2 white pawn · e2 white pawn · f2 white pawn · g2 white pawn · h2 white pawn · a1 white rook · b1 white knight · c1 white bishop · d1 white queen · e1 white king · f1 white bishop · g1 white knight · h1 white rook | a8 black rook · b8 black knight · c8 black bishop · d8 black queen · e8 black king · f8 black bishop · g8 black knight · h8 black rook · a7 black pawn · b7 black pawn · c7 black pawn · d7 black pawn · e7 black pawn · f7 black pawn · g7 black pawn · h7 black pawn · a2 white pawn · b2 white pawn · c2 white pawn · d2 white pawn · e2 white pawn · f2 white pawn · g2 white pawn · h2 white pawn · a1 white rook · b1 white knight · c1 white bishop · d1 white queen · e1 white king · f1 white bishop · g1 white knight · h1 white rook | a8 black rook · b8 black knight · c8 black bishop · d8 black queen · e8 black king · f8 black bishop · g8 black knight · h8 black rook · a7 black pawn · b7 black pawn · c7 black pawn · d7 black pawn · e7 black pawn · f7 black pawn · g7 black pawn · h7 black pawn · a2 white pawn · b2 white pawn · c2 white pawn · d2 white pawn · e2 white pawn · f2 white pawn · g2 white pawn · h2 white pawn · a1 white rook · b1 white knight · c1 white bishop · d1 white queen · e1 white king · f1 white bishop · g1 white knight · h1 white rook | a8 black rook · b8 black knight · c8 black bishop · d8 black queen · e8 black king · f8 black bishop · g8 black knight · h8 black rook · a7 black pawn · b7 black pawn · c7 black pawn · d7 black pawn · e7 black pawn · f7 black pawn · g7 black pawn · h7 black pawn · a2 white pawn · b2 white pawn · c2 white pawn · d2 white pawn · e2 white pawn · f2 white pawn · g2 white pawn · h2 white pawn · a1 white rook · b1 white knight · c1 white bishop · d1 white queen · e1 white king · f1 white bishop · g1 white knight · h1 white rook | a8 black rook · b8 black knight · c8 black bishop · d8 black queen · e8 black king · f8 black bishop · g8 black knight · h8 black rook · a7 black pawn · b7 black pawn · c7 black pawn · d7 black pawn · e7 black pawn · f7 black pawn · g7 black pawn · h7 black pawn · a2 white pawn · b2 white pawn · c2 white pawn · d2 white pawn · e2 white pawn · f2 white pawn · g2 white pawn · h2 white pawn · a1 white rook · b1 white knight · c1 white bishop · d1 white queen · e1 white king · f1 white bishop · g1 white knight · h1 white rook | 8 |
| 7 | a8 black rook · b8 black knight · c8 black bishop · d8 black queen · e8 black king · f8 black bishop · g8 black knight · h8 black rook · a7 black pawn · b7 black pawn · c7 black pawn · d7 black pawn · e7 black pawn · f7 black pawn · g7 black pawn · h7 black pawn · a2 white pawn · b2 white pawn · c2 white pawn · d2 white pawn · e2 white pawn · f2 white pawn · g2 white pawn · h2 white pawn · a1 white rook · b1 white knight · c1 white bishop · d1 white queen · e1 white king · f1 white bishop · g1 white knight · h1 white rook | a8 black rook · b8 black knight · c8 black bishop · d8 black queen · e8 black king · f8 black bishop · g8 black knight · h8 black rook · a7 black pawn · b7 black pawn · c7 black pawn · d7 black pawn · e7 black pawn · f7 black pawn · g7 black pawn · h7 black pawn · a2 white pawn · b2 white pawn · c2 white pawn · d2 white pawn · e2 white pawn · f2 white pawn · g2 white pawn · h2 white pawn · a1 white rook · b1 white knight · c1 white bishop · d1 white queen · e1 white king · f1 white bishop · g1 white knight · h1 white rook | a8 black rook · b8 black knight · c8 black bishop · d8 black queen · e8 black king · f8 black bishop · g8 black knight · h8 black rook · a7 black pawn · b7 black pawn · c7 black pawn · d7 black pawn · e7 black pawn · f7 black pawn · g7 black pawn · h7 black pawn · a2 white pawn · b2 white pawn · c2 white pawn · d2 white pawn · e2 white pawn · f2 white pawn · g2 white pawn · h2 white pawn · a1 white rook · b1 white knight · c1 white bishop · d1 white queen · e1 white king · f1 white bishop · g1 white knight · h1 white rook | a8 black rook · b8 black knight · c8 black bishop · d8 black queen · e8 black king · f8 black bishop · g8 black knight · h8 black rook · a7 black pawn · b7 black pawn · c7 black pawn · d7 black pawn · e7 black pawn · f7 black pawn · g7 black pawn · h7 black pawn · a2 white pawn · b2 white pawn · c2 white pawn · d2 white pawn · e2 white pawn · f2 white pawn · g2 white pawn · h2 white pawn · a1 white rook · b1 white knight · c1 white bishop · d1 white queen · e1 white king · f1 white bishop · g1 white knight · h1 white rook | a8 black rook · b8 black knight · c8 black bishop · d8 black queen · e8 black king · f8 black bishop · g8 black knight · h8 black rook · a7 black pawn · b7 black pawn · c7 black pawn · d7 black pawn · e7 black pawn · f7 black pawn · g7 black pawn · h7 black pawn · a2 white pawn · b2 white pawn · c2 white pawn · d2 white pawn · e2 white pawn · f2 white pawn · g2 white pawn · h2 white pawn · a1 white rook · b1 white knight · c1 white bishop · d1 white queen · e1 white king · f1 white bishop · g1 white knight · h1 white rook | a8 black rook · b8 black knight · c8 black bishop · d8 black queen · e8 black king · f8 black bishop · g8 black knight · h8 black rook · a7 black pawn · b7 black pawn · c7 black pawn · d7 black pawn · e7 black pawn · f7 black pawn · g7 black pawn · h7 black pawn · a2 white pawn · b2 white pawn · c2 white pawn · d2 white pawn · e2 white pawn · f2 white pawn · g2 white pawn · h2 white pawn · a1 white rook · b1 white knight · c1 white bishop · d1 white queen · e1 white king · f1 white bishop · g1 white knight · h1 white rook | a8 black rook · b8 black knight · c8 black bishop · d8 black queen · e8 black king · f8 black bishop · g8 black knight · h8 black rook · a7 black pawn · b7 black pawn · c7 black pawn · d7 black pawn · e7 black pawn · f7 black pawn · g7 black pawn · h7 black pawn · a2 white pawn · b2 white pawn · c2 white pawn · d2 white pawn · e2 white pawn · f2 white pawn · g2 white pawn · h2 white pawn · a1 white rook · b1 white knight · c1 white bishop · d1 white queen · e1 white king · f1 white bishop · g1 white knight · h1 white rook | a8 black rook · b8 black knight · c8 black bishop · d8 black queen · e8 black king · f8 black bishop · g8 black knight · h8 black rook · a7 black pawn · b7 black pawn · c7 black pawn · d7 black pawn · e7 black pawn · f7 black pawn · g7 black pawn · h7 black pawn · a2 white pawn · b2 white pawn · c2 white pawn · d2 white pawn · e2 white pawn · f2 white pawn · g2 white pawn · h2 white pawn · a1 white rook · b1 white knight · c1 white bishop · d1 white queen · e1 white king · f1 white bishop · g1 white knight · h1 white rook | 7 |
| 6 | a8 black rook · b8 black knight · c8 black bishop · d8 black queen · e8 black king · f8 black bishop · g8 black knight · h8 black rook · a7 black pawn · b7 black pawn · c7 black pawn · d7 black pawn · e7 black pawn · f7 black pawn · g7 black pawn · h7 black pawn · a2 white pawn · b2 white pawn · c2 white pawn · d2 white pawn · e2 white pawn · f2 white pawn · g2 white pawn · h2 white pawn · a1 white rook · b1 white knight · c1 white bishop · d1 white queen · e1 white king · f1 white bishop · g1 white knight · h1 white rook | a8 black rook · b8 black knight · c8 black bishop · d8 black queen · e8 black king · f8 black bishop · g8 black knight · h8 black rook · a7 black pawn · b7 black pawn · c7 black pawn · d7 black pawn · e7 black pawn · f7 black pawn · g7 black pawn · h7 black pawn · a2 white pawn · b2 white pawn · c2 white pawn · d2 white pawn · e2 white pawn · f2 white pawn · g2 white pawn · h2 white pawn · a1 white rook · b1 white knight · c1 white bishop · d1 white queen · e1 white king · f1 white bishop · g1 white knight · h1 white rook | a8 black rook · b8 black knight · c8 black bishop · d8 black queen · e8 black king · f8 black bishop · g8 black knight · h8 black rook · a7 black pawn · b7 black pawn · c7 black pawn · d7 black pawn · e7 black pawn · f7 black pawn · g7 black pawn · h7 black pawn · a2 white pawn · b2 white pawn · c2 white pawn · d2 white pawn · e2 white pawn · f2 white pawn · g2 white pawn · h2 white pawn · a1 white rook · b1 white knight · c1 white bishop · d1 white queen · e1 white king · f1 white bishop · g1 white knight · h1 white rook | a8 black rook · b8 black knight · c8 black bishop · d8 black queen · e8 black king · f8 black bishop · g8 black knight · h8 black rook · a7 black pawn · b7 black pawn · c7 black pawn · d7 black pawn · e7 black pawn · f7 black pawn · g7 black pawn · h7 black pawn · a2 white pawn · b2 white pawn · c2 white pawn · d2 white pawn · e2 white pawn · f2 white pawn · g2 white pawn · h2 white pawn · a1 white rook · b1 white knight · c1 white bishop · d1 white queen · e1 white king · f1 white bishop · g1 white knight · h1 white rook | a8 black rook · b8 black knight · c8 black bishop · d8 black queen · e8 black king · f8 black bishop · g8 black knight · h8 black rook · a7 black pawn · b7 black pawn · c7 black pawn · d7 black pawn · e7 black pawn · f7 black pawn · g7 black pawn · h7 black pawn · a2 white pawn · b2 white pawn · c2 white pawn · d2 white pawn · e2 white pawn · f2 white pawn · g2 white pawn · h2 white pawn · a1 white rook · b1 white knight · c1 white bishop · d1 white queen · e1 white king · f1 white bishop · g1 white knight · h1 white rook | a8 black rook · b8 black knight · c8 black bishop · d8 black queen · e8 black king · f8 black bishop · g8 black knight · h8 black rook · a7 black pawn · b7 black pawn · c7 black pawn · d7 black pawn · e7 black pawn · f7 black pawn · g7 black pawn · h7 black pawn · a2 white pawn · b2 white pawn · c2 white pawn · d2 white pawn · e2 white pawn · f2 white pawn · g2 white pawn · h2 white pawn · a1 white rook · b1 white knight · c1 white bishop · d1 white queen · e1 white king · f1 white bishop · g1 white knight · h1 white rook | a8 black rook · b8 black knight · c8 black bishop · d8 black queen · e8 black king · f8 black bishop · g8 black knight · h8 black rook · a7 black pawn · b7 black pawn · c7 black pawn · d7 black pawn · e7 black pawn · f7 black pawn · g7 black pawn · h7 black pawn · a2 white pawn · b2 white pawn · c2 white pawn · d2 white pawn · e2 white pawn · f2 white pawn · g2 white pawn · h2 white pawn · a1 white rook · b1 white knight · c1 white bishop · d1 white queen · e1 white king · f1 white bishop · g1 white knight · h1 white rook | a8 black rook · b8 black knight · c8 black bishop · d8 black queen · e8 black king · f8 black bishop · g8 black knight · h8 black rook · a7 black pawn · b7 black pawn · c7 black pawn · d7 black pawn · e7 black pawn · f7 black pawn · g7 black pawn · h7 black pawn · a2 white pawn · b2 white pawn · c2 white pawn · d2 white pawn · e2 white pawn · f2 white pawn · g2 white pawn · h2 white pawn · a1 white rook · b1 white knight · c1 white bishop · d1 white queen · e1 white king · f1 white bishop · g1 white knight · h1 white rook | 6 |
| 5 | a8 black rook · b8 black knight · c8 black bishop · d8 black queen · e8 black king · f8 black bishop · g8 black knight · h8 black rook · a7 black pawn · b7 black pawn · c7 black pawn · d7 black pawn · e7 black pawn · f7 black pawn · g7 black pawn · h7 black pawn · a2 white pawn · b2 white pawn · c2 white pawn · d2 white pawn · e2 white pawn · f2 white pawn · g2 white pawn · h2 white pawn · a1 white rook · b1 white knight · c1 white bishop · d1 white queen · e1 white king · f1 white bishop · g1 white knight · h1 white rook | a8 black rook · b8 black knight · c8 black bishop · d8 black queen · e8 black king · f8 black bishop · g8 black knight · h8 black rook · a7 black pawn · b7 black pawn · c7 black pawn · d7 black pawn · e7 black pawn · f7 black pawn · g7 black pawn · h7 black pawn · a2 white pawn · b2 white pawn · c2 white pawn · d2 white pawn · e2 white pawn · f2 white pawn · g2 white pawn · h2 white pawn · a1 white rook · b1 white knight · c1 white bishop · d1 white queen · e1 white king · f1 white bishop · g1 white knight · h1 white rook | a8 black rook · b8 black knight · c8 black bishop · d8 black queen · e8 black king · f8 black bishop · g8 black knight · h8 black rook · a7 black pawn · b7 black pawn · c7 black pawn · d7 black pawn · e7 black pawn · f7 black pawn · g7 black pawn · h7 black pawn · a2 white pawn · b2 white pawn · c2 white pawn · d2 white pawn · e2 white pawn · f2 white pawn · g2 white pawn · h2 white pawn · a1 white rook · b1 white knight · c1 white bishop · d1 white queen · e1 white king · f1 white bishop · g1 white knight · h1 white rook | a8 black rook · b8 black knight · c8 black bishop · d8 black queen · e8 black king · f8 black bishop · g8 black knight · h8 black rook · a7 black pawn · b7 black pawn · c7 black pawn · d7 black pawn · e7 black pawn · f7 black pawn · g7 black pawn · h7 black pawn · a2 white pawn · b2 white pawn · c2 white pawn · d2 white pawn · e2 white pawn · f2 white pawn · g2 white pawn · h2 white pawn · a1 white rook · b1 white knight · c1 white bishop · d1 white queen · e1 white king · f1 white bishop · g1 white knight · h1 white rook | a8 black rook · b8 black knight · c8 black bishop · d8 black queen · e8 black king · f8 black bishop · g8 black knight · h8 black rook · a7 black pawn · b7 black pawn · c7 black pawn · d7 black pawn · e7 black pawn · f7 black pawn · g7 black pawn · h7 black pawn · a2 white pawn · b2 white pawn · c2 white pawn · d2 white pawn · e2 white pawn · f2 white pawn · g2 white pawn · h2 white pawn · a1 white rook · b1 white knight · c1 white bishop · d1 white queen · e1 white king · f1 white bishop · g1 white knight · h1 white rook | a8 black rook · b8 black knight · c8 black bishop · d8 black queen · e8 black king · f8 black bishop · g8 black knight · h8 black rook · a7 black pawn · b7 black pawn · c7 black pawn · d7 black pawn · e7 black pawn · f7 black pawn · g7 black pawn · h7 black pawn · a2 white pawn · b2 white pawn · c2 white pawn · d2 white pawn · e2 white pawn · f2 white pawn · g2 white pawn · h2 white pawn · a1 white rook · b1 white knight · c1 white bishop · d1 white queen · e1 white king · f1 white bishop · g1 white knight · h1 white rook | a8 black rook · b8 black knight · c8 black bishop · d8 black queen · e8 black king · f8 black bishop · g8 black knight · h8 black rook · a7 black pawn · b7 black pawn · c7 black pawn · d7 black pawn · e7 black pawn · f7 black pawn · g7 black pawn · h7 black pawn · a2 white pawn · b2 white pawn · c2 white pawn · d2 white pawn · e2 white pawn · f2 white pawn · g2 white pawn · h2 white pawn · a1 white rook · b1 white knight · c1 white bishop · d1 white queen · e1 white king · f1 white bishop · g1 white knight · h1 white rook | a8 black rook · b8 black knight · c8 black bishop · d8 black queen · e8 black king · f8 black bishop · g8 black knight · h8 black rook · a7 black pawn · b7 black pawn · c7 black pawn · d7 black pawn · e7 black pawn · f7 black pawn · g7 black pawn · h7 black pawn · a2 white pawn · b2 white pawn · c2 white pawn · d2 white pawn · e2 white pawn · f2 white pawn · g2 white pawn · h2 white pawn · a1 white rook · b1 white knight · c1 white bishop · d1 white queen · e1 white king · f1 white bishop · g1 white knight · h1 white rook | 5 |
| 4 | a8 black rook · b8 black knight · c8 black bishop · d8 black queen · e8 black king · f8 black bishop · g8 black knight · h8 black rook · a7 black pawn · b7 black pawn · c7 black pawn · d7 black pawn · e7 black pawn · f7 black pawn · g7 black pawn · h7 black pawn · a2 white pawn · b2 white pawn · c2 white pawn · d2 white pawn · e2 white pawn · f2 white pawn · g2 white pawn · h2 white pawn · a1 white rook · b1 white knight · c1 white bishop · d1 white queen · e1 white king · f1 white bishop · g1 white knight · h1 white rook | a8 black rook · b8 black knight · c8 black bishop · d8 black queen · e8 black king · f8 black bishop · g8 black knight · h8 black rook · a7 black pawn · b7 black pawn · c7 black pawn · d7 black pawn · e7 black pawn · f7 black pawn · g7 black pawn · h7 black pawn · a2 white pawn · b2 white pawn · c2 white pawn · d2 white pawn · e2 white pawn · f2 white pawn · g2 white pawn · h2 white pawn · a1 white rook · b1 white knight · c1 white bishop · d1 white queen · e1 white king · f1 white bishop · g1 white knight · h1 white rook | a8 black rook · b8 black knight · c8 black bishop · d8 black queen · e8 black king · f8 black bishop · g8 black knight · h8 black rook · a7 black pawn · b7 black pawn · c7 black pawn · d7 black pawn · e7 black pawn · f7 black pawn · g7 black pawn · h7 black pawn · a2 white pawn · b2 white pawn · c2 white pawn · d2 white pawn · e2 white pawn · f2 white pawn · g2 white pawn · h2 white pawn · a1 white rook · b1 white knight · c1 white bishop · d1 white queen · e1 white king · f1 white bishop · g1 white knight · h1 white rook | a8 black rook · b8 black knight · c8 black bishop · d8 black queen · e8 black king · f8 black bishop · g8 black knight · h8 black rook · a7 black pawn · b7 black pawn · c7 black pawn · d7 black pawn · e7 black pawn · f7 black pawn · g7 black pawn · h7 black pawn · a2 white pawn · b2 white pawn · c2 white pawn · d2 white pawn · e2 white pawn · f2 white pawn · g2 white pawn · h2 white pawn · a1 white rook · b1 white knight · c1 white bishop · d1 white queen · e1 white king · f1 white bishop · g1 white knight · h1 white rook | a8 black rook · b8 black knight · c8 black bishop · d8 black queen · e8 black king · f8 black bishop · g8 black knight · h8 black rook · a7 black pawn · b7 black pawn · c7 black pawn · d7 black pawn · e7 black pawn · f7 black pawn · g7 black pawn · h7 black pawn · a2 white pawn · b2 white pawn · c2 white pawn · d2 white pawn · e2 white pawn · f2 white pawn · g2 white pawn · h2 white pawn · a1 white rook · b1 white knight · c1 white bishop · d1 white queen · e1 white king · f1 white bishop · g1 white knight · h1 white rook | a8 black rook · b8 black knight · c8 black bishop · d8 black queen · e8 black king · f8 black bishop · g8 black knight · h8 black rook · a7 black pawn · b7 black pawn · c7 black pawn · d7 black pawn · e7 black pawn · f7 black pawn · g7 black pawn · h7 black pawn · a2 white pawn · b2 white pawn · c2 white pawn · d2 white pawn · e2 white pawn · f2 white pawn · g2 white pawn · h2 white pawn · a1 white rook · b1 white knight · c1 white bishop · d1 white queen · e1 white king · f1 white bishop · g1 white knight · h1 white rook | a8 black rook · b8 black knight · c8 black bishop · d8 black queen · e8 black king · f8 black bishop · g8 black knight · h8 black rook · a7 black pawn · b7 black pawn · c7 black pawn · d7 black pawn · e7 black pawn · f7 black pawn · g7 black pawn · h7 black pawn · a2 white pawn · b2 white pawn · c2 white pawn · d2 white pawn · e2 white pawn · f2 white pawn · g2 white pawn · h2 white pawn · a1 white rook · b1 white knight · c1 white bishop · d1 white queen · e1 white king · f1 white bishop · g1 white knight · h1 white rook | a8 black rook · b8 black knight · c8 black bishop · d8 black queen · e8 black king · f8 black bishop · g8 black knight · h8 black rook · a7 black pawn · b7 black pawn · c7 black pawn · d7 black pawn · e7 black pawn · f7 black pawn · g7 black pawn · h7 black pawn · a2 white pawn · b2 white pawn · c2 white pawn · d2 white pawn · e2 white pawn · f2 white pawn · g2 white pawn · h2 white pawn · a1 white rook · b1 white knight · c1 white bishop · d1 white queen · e1 white king · f1 white bishop · g1 white knight · h1 white rook | 4 |
| 3 | a8 black rook · b8 black knight · c8 black bishop · d8 black queen · e8 black king · f8 black bishop · g8 black knight · h8 black rook · a7 black pawn · b7 black pawn · c7 black pawn · d7 black pawn · e7 black pawn · f7 black pawn · g7 black pawn · h7 black pawn · a2 white pawn · b2 white pawn · c2 white pawn · d2 white pawn · e2 white pawn · f2 white pawn · g2 white pawn · h2 white pawn · a1 white rook · b1 white knight · c1 white bishop · d1 white queen · e1 white king · f1 white bishop · g1 white knight · h1 white rook | a8 black rook · b8 black knight · c8 black bishop · d8 black queen · e8 black king · f8 black bishop · g8 black knight · h8 black rook · a7 black pawn · b7 black pawn · c7 black pawn · d7 black pawn · e7 black pawn · f7 black pawn · g7 black pawn · h7 black pawn · a2 white pawn · b2 white pawn · c2 white pawn · d2 white pawn · e2 white pawn · f2 white pawn · g2 white pawn · h2 white pawn · a1 white rook · b1 white knight · c1 white bishop · d1 white queen · e1 white king · f1 white bishop · g1 white knight · h1 white rook | a8 black rook · b8 black knight · c8 black bishop · d8 black queen · e8 black king · f8 black bishop · g8 black knight · h8 black rook · a7 black pawn · b7 black pawn · c7 black pawn · d7 black pawn · e7 black pawn · f7 black pawn · g7 black pawn · h7 black pawn · a2 white pawn · b2 white pawn · c2 white pawn · d2 white pawn · e2 white pawn · f2 white pawn · g2 white pawn · h2 white pawn · a1 white rook · b1 white knight · c1 white bishop · d1 white queen · e1 white king · f1 white bishop · g1 white knight · h1 white rook | a8 black rook · b8 black knight · c8 black bishop · d8 black queen · e8 black king · f8 black bishop · g8 black knight · h8 black rook · a7 black pawn · b7 black pawn · c7 black pawn · d7 black pawn · e7 black pawn · f7 black pawn · g7 black pawn · h7 black pawn · a2 white pawn · b2 white pawn · c2 white pawn · d2 white pawn · e2 white pawn · f2 white pawn · g2 white pawn · h2 white pawn · a1 white rook · b1 white knight · c1 white bishop · d1 white queen · e1 white king · f1 white bishop · g1 white knight · h1 white rook | a8 black rook · b8 black knight · c8 black bishop · d8 black queen · e8 black king · f8 black bishop · g8 black knight · h8 black rook · a7 black pawn · b7 black pawn · c7 black pawn · d7 black pawn · e7 black pawn · f7 black pawn · g7 black pawn · h7 black pawn · a2 white pawn · b2 white pawn · c2 white pawn · d2 white pawn · e2 white pawn · f2 white pawn · g2 white pawn · h2 white pawn · a1 white rook · b1 white knight · c1 white bishop · d1 white queen · e1 white king · f1 white bishop · g1 white knight · h1 white rook | a8 black rook · b8 black knight · c8 black bishop · d8 black queen · e8 black king · f8 black bishop · g8 black knight · h8 black rook · a7 black pawn · b7 black pawn · c7 black pawn · d7 black pawn · e7 black pawn · f7 black pawn · g7 black pawn · h7 black pawn · a2 white pawn · b2 white pawn · c2 white pawn · d2 white pawn · e2 white pawn · f2 white pawn · g2 white pawn · h2 white pawn · a1 white rook · b1 white knight · c1 white bishop · d1 white queen · e1 white king · f1 white bishop · g1 white knight · h1 white rook | a8 black rook · b8 black knight · c8 black bishop · d8 black queen · e8 black king · f8 black bishop · g8 black knight · h8 black rook · a7 black pawn · b7 black pawn · c7 black pawn · d7 black pawn · e7 black pawn · f7 black pawn · g7 black pawn · h7 black pawn · a2 white pawn · b2 white pawn · c2 white pawn · d2 white pawn · e2 white pawn · f2 white pawn · g2 white pawn · h2 white pawn · a1 white rook · b1 white knight · c1 white bishop · d1 white queen · e1 white king · f1 white bishop · g1 white knight · h1 white rook | a8 black rook · b8 black knight · c8 black bishop · d8 black queen · e8 black king · f8 black bishop · g8 black knight · h8 black rook · a7 black pawn · b7 black pawn · c7 black pawn · d7 black pawn · e7 black pawn · f7 black pawn · g7 black pawn · h7 black pawn · a2 white pawn · b2 white pawn · c2 white pawn · d2 white pawn · e2 white pawn · f2 white pawn · g2 white pawn · h2 white pawn · a1 white rook · b1 white knight · c1 white bishop · d1 white queen · e1 white king · f1 white bishop · g1 white knight · h1 white rook | 3 |
| 2 | a8 black rook · b8 black knight · c8 black bishop · d8 black queen · e8 black king · f8 black bishop · g8 black knight · h8 black rook · a7 black pawn · b7 black pawn · c7 black pawn · d7 black pawn · e7 black pawn · f7 black pawn · g7 black pawn · h7 black pawn · a2 white pawn · b2 white pawn · c2 white pawn · d2 white pawn · e2 white pawn · f2 white pawn · g2 white pawn · h2 white pawn · a1 white rook · b1 white knight · c1 white bishop · d1 white queen · e1 white king · f1 white bishop · g1 white knight · h1 white rook | a8 black rook · b8 black knight · c8 black bishop · d8 black queen · e8 black king · f8 black bishop · g8 black knight · h8 black rook · a7 black pawn · b7 black pawn · c7 black pawn · d7 black pawn · e7 black pawn · f7 black pawn · g7 black pawn · h7 black pawn · a2 white pawn · b2 white pawn · c2 white pawn · d2 white pawn · e2 white pawn · f2 white pawn · g2 white pawn · h2 white pawn · a1 white rook · b1 white knight · c1 white bishop · d1 white queen · e1 white king · f1 white bishop · g1 white knight · h1 white rook | a8 black rook · b8 black knight · c8 black bishop · d8 black queen · e8 black king · f8 black bishop · g8 black knight · h8 black rook · a7 black pawn · b7 black pawn · c7 black pawn · d7 black pawn · e7 black pawn · f7 black pawn · g7 black pawn · h7 black pawn · a2 white pawn · b2 white pawn · c2 white pawn · d2 white pawn · e2 white pawn · f2 white pawn · g2 white pawn · h2 white pawn · a1 white rook · b1 white knight · c1 white bishop · d1 white queen · e1 white king · f1 white bishop · g1 white knight · h1 white rook | a8 black rook · b8 black knight · c8 black bishop · d8 black queen · e8 black king · f8 black bishop · g8 black knight · h8 black rook · a7 black pawn · b7 black pawn · c7 black pawn · d7 black pawn · e7 black pawn · f7 black pawn · g7 black pawn · h7 black pawn · a2 white pawn · b2 white pawn · c2 white pawn · d2 white pawn · e2 white pawn · f2 white pawn · g2 white pawn · h2 white pawn · a1 white rook · b1 white knight · c1 white bishop · d1 white queen · e1 white king · f1 white bishop · g1 white knight · h1 white rook | a8 black rook · b8 black knight · c8 black bishop · d8 black queen · e8 black king · f8 black bishop · g8 black knight · h8 black rook · a7 black pawn · b7 black pawn · c7 black pawn · d7 black pawn · e7 black pawn · f7 black pawn · g7 black pawn · h7 black pawn · a2 white pawn · b2 white pawn · c2 white pawn · d2 white pawn · e2 white pawn · f2 white pawn · g2 white pawn · h2 white pawn · a1 white rook · b1 white knight · c1 white bishop · d1 white queen · e1 white king · f1 white bishop · g1 white knight · h1 white rook | a8 black rook · b8 black knight · c8 black bishop · d8 black queen · e8 black king · f8 black bishop · g8 black knight · h8 black rook · a7 black pawn · b7 black pawn · c7 black pawn · d7 black pawn · e7 black pawn · f7 black pawn · g7 black pawn · h7 black pawn · a2 white pawn · b2 white pawn · c2 white pawn · d2 white pawn · e2 white pawn · f2 white pawn · g2 white pawn · h2 white pawn · a1 white rook · b1 white knight · c1 white bishop · d1 white queen · e1 white king · f1 white bishop · g1 white knight · h1 white rook | a8 black rook · b8 black knight · c8 black bishop · d8 black queen · e8 black king · f8 black bishop · g8 black knight · h8 black rook · a7 black pawn · b7 black pawn · c7 black pawn · d7 black pawn · e7 black pawn · f7 black pawn · g7 black pawn · h7 black pawn · a2 white pawn · b2 white pawn · c2 white pawn · d2 white pawn · e2 white pawn · f2 white pawn · g2 white pawn · h2 white pawn · a1 white rook · b1 white knight · c1 white bishop · d1 white queen · e1 white king · f1 white bishop · g1 white knight · h1 white rook | a8 black rook · b8 black knight · c8 black bishop · d8 black queen · e8 black king · f8 black bishop · g8 black knight · h8 black rook · a7 black pawn · b7 black pawn · c7 black pawn · d7 black pawn · e7 black pawn · f7 black pawn · g7 black pawn · h7 black pawn · a2 white pawn · b2 white pawn · c2 white pawn · d2 white pawn · e2 white pawn · f2 white pawn · g2 white pawn · h2 white pawn · a1 white rook · b1 white knight · c1 white bishop · d1 white queen · e1 white king · f1 white bishop · g1 white knight · h1 white rook | 2 |
| 1 | a8 black rook · b8 black knight · c8 black bishop · d8 black queen · e8 black king · f8 black bishop · g8 black knight · h8 black rook · a7 black pawn · b7 black pawn · c7 black pawn · d7 black pawn · e7 black pawn · f7 black pawn · g7 black pawn · h7 black pawn · a2 white pawn · b2 white pawn · c2 white pawn · d2 white pawn · e2 white pawn · f2 white pawn · g2 white pawn · h2 white pawn · a1 white rook · b1 white knight · c1 white bishop · d1 white queen · e1 white king · f1 white bishop · g1 white knight · h1 white rook | a8 black rook · b8 black knight · c8 black bishop · d8 black queen · e8 black king · f8 black bishop · g8 black knight · h8 black rook · a7 black pawn · b7 black pawn · c7 black pawn · d7 black pawn · e7 black pawn · f7 black pawn · g7 black pawn · h7 black pawn · a2 white pawn · b2 white pawn · c2 white pawn · d2 white pawn · e2 white pawn · f2 white pawn · g2 white pawn · h2 white pawn · a1 white rook · b1 white knight · c1 white bishop · d1 white queen · e1 white king · f1 white bishop · g1 white knight · h1 white rook | a8 black rook · b8 black knight · c8 black bishop · d8 black queen · e8 black king · f8 black bishop · g8 black knight · h8 black rook · a7 black pawn · b7 black pawn · c7 black pawn · d7 black pawn · e7 black pawn · f7 black pawn · g7 black pawn · h7 black pawn · a2 white pawn · b2 white pawn · c2 white pawn · d2 white pawn · e2 white pawn · f2 white pawn · g2 white pawn · h2 white pawn · a1 white rook · b1 white knight · c1 white bishop · d1 white queen · e1 white king · f1 white bishop · g1 white knight · h1 white rook | a8 black rook · b8 black knight · c8 black bishop · d8 black queen · e8 black king · f8 black bishop · g8 black knight · h8 black rook · a7 black pawn · b7 black pawn · c7 black pawn · d7 black pawn · e7 black pawn · f7 black pawn · g7 black pawn · h7 black pawn · a2 white pawn · b2 white pawn · c2 white pawn · d2 white pawn · e2 white pawn · f2 white pawn · g2 white pawn · h2 white pawn · a1 white rook · b1 white knight · c1 white bishop · d1 white queen · e1 white king · f1 white bishop · g1 white knight · h1 white rook | a8 black rook · b8 black knight · c8 black bishop · d8 black queen · e8 black king · f8 black bishop · g8 black knight · h8 black rook · a7 black pawn · b7 black pawn · c7 black pawn · d7 black pawn · e7 black pawn · f7 black pawn · g7 black pawn · h7 black pawn · a2 white pawn · b2 white pawn · c2 white pawn · d2 white pawn · e2 white pawn · f2 white pawn · g2 white pawn · h2 white pawn · a1 white rook · b1 white knight · c1 white bishop · d1 white queen · e1 white king · f1 white bishop · g1 white knight · h1 white rook | a8 black rook · b8 black knight · c8 black bishop · d8 black queen · e8 black king · f8 black bishop · g8 black knight · h8 black rook · a7 black pawn · b7 black pawn · c7 black pawn · d7 black pawn · e7 black pawn · f7 black pawn · g7 black pawn · h7 black pawn · a2 white pawn · b2 white pawn · c2 white pawn · d2 white pawn · e2 white pawn · f2 white pawn · g2 white pawn · h2 white pawn · a1 white rook · b1 white knight · c1 white bishop · d1 white queen · e1 white king · f1 white bishop · g1 white knight · h1 white rook | a8 black rook · b8 black knight · c8 black bishop · d8 black queen · e8 black king · f8 black bishop · g8 black knight · h8 black rook · a7 black pawn · b7 black pawn · c7 black pawn · d7 black pawn · e7 black pawn · f7 black pawn · g7 black pawn · h7 black pawn · a2 white pawn · b2 white pawn · c2 white pawn · d2 white pawn · e2 white pawn · f2 white pawn · g2 white pawn · h2 white pawn · a1 white rook · b1 white knight · c1 white bishop · d1 white queen · e1 white king · f1 white bishop · g1 white knight · h1 white rook | a8 black rook · b8 black knight · c8 black bishop · d8 black queen · e8 black king · f8 black bishop · g8 black knight · h8 black rook · a7 black pawn · b7 black pawn · c7 black pawn · d7 black pawn · e7 black pawn · f7 black pawn · g7 black pawn · h7 black pawn · a2 white pawn · b2 white pawn · c2 white pawn · d2 white pawn · e2 white pawn · f2 white pawn · g2 white pawn · h2 white pawn · a1 white rook · b1 white knight · c1 white bishop · d1 white queen · e1 white king · f1 white bishop · g1 white knight · h1 white rook | 1 |
|   | a | b | c | d | e | f | g | h |   |

На почетку партије један играч има 16 светло обојених фигура („беле“ фигуре), а други има 16 тамно обојених фигура („црне“ фигуре). Те фигуре су следеће:
- један бели краљ, обично означен симболом ♔
- једна бела дама, обично означена симболом ♕
- два бела топа, обично означена симболом ♖
- два бела ловца, обично означена симболом ♗
- два бела скакача, обично означена симболом ♘
- осам белих пешака, обично означени симболом ♙
- један црни краљ, обично означен симболом ♚
- једна црна дама, обично означена симболом ♛
- два црна топа, обично означена симболом ♜
- два црна ловца, обично означена симболом ♝
- два црна скакача, обично означена симболом ♞
- осам црних пешака, обично означени симболом ♟.

### Кретање фигура
Није дозвољено повући фигуру на поље које заузима фигура исте боје. Ако се фигура повуче на поље које заузима противничка фигура, иста се узима и уклања са табле као део истог потеза. За фигуру се каже да напада противничку фигуру, ако може постићи освајање тог поља. Сматра се да фигура напада поље чак и ако је таква фигура спречена да се покрене на то поље због тога што би то оставило или поставило краља исте боје под нападом.

#### Кретање ловца, топа и даме
|   | a | b | c | d | e | f | g | h |   |
| 8 | a8 black cross · b7 black cross · h7 black cross · c6 black cross · g6 black cross · d5 black cross · f5 black cross · e4 black bishop · d3 black cross · f3 black cross · c2 black cross · g2 black cross · b1 black cross · h1 black cross | a8 black cross · b7 black cross · h7 black cross · c6 black cross · g6 black cross · d5 black cross · f5 black cross · e4 black bishop · d3 black cross · f3 black cross · c2 black cross · g2 black cross · b1 black cross · h1 black cross | a8 black cross · b7 black cross · h7 black cross · c6 black cross · g6 black cross · d5 black cross · f5 black cross · e4 black bishop · d3 black cross · f3 black cross · c2 black cross · g2 black cross · b1 black cross · h1 black cross | a8 black cross · b7 black cross · h7 black cross · c6 black cross · g6 black cross · d5 black cross · f5 black cross · e4 black bishop · d3 black cross · f3 black cross · c2 black cross · g2 black cross · b1 black cross · h1 black cross | a8 black cross · b7 black cross · h7 black cross · c6 black cross · g6 black cross · d5 black cross · f5 black cross · e4 black bishop · d3 black cross · f3 black cross · c2 black cross · g2 black cross · b1 black cross · h1 black cross | a8 black cross · b7 black cross · h7 black cross · c6 black cross · g6 black cross · d5 black cross · f5 black cross · e4 black bishop · d3 black cross · f3 black cross · c2 black cross · g2 black cross · b1 black cross · h1 black cross | a8 black cross · b7 black cross · h7 black cross · c6 black cross · g6 black cross · d5 black cross · f5 black cross · e4 black bishop · d3 black cross · f3 black cross · c2 black cross · g2 black cross · b1 black cross · h1 black cross | a8 black cross · b7 black cross · h7 black cross · c6 black cross · g6 black cross · d5 black cross · f5 black cross · e4 black bishop · d3 black cross · f3 black cross · c2 black cross · g2 black cross · b1 black cross · h1 black cross | 8 |
| 7 | a8 black cross · b7 black cross · h7 black cross · c6 black cross · g6 black cross · d5 black cross · f5 black cross · e4 black bishop · d3 black cross · f3 black cross · c2 black cross · g2 black cross · b1 black cross · h1 black cross | a8 black cross · b7 black cross · h7 black cross · c6 black cross · g6 black cross · d5 black cross · f5 black cross · e4 black bishop · d3 black cross · f3 black cross · c2 black cross · g2 black cross · b1 black cross · h1 black cross | a8 black cross · b7 black cross · h7 black cross · c6 black cross · g6 black cross · d5 black cross · f5 black cross · e4 black bishop · d3 black cross · f3 black cross · c2 black cross · g2 black cross · b1 black cross · h1 black cross | a8 black cross · b7 black cross · h7 black cross · c6 black cross · g6 black cross · d5 black cross · f5 black cross · e4 black bishop · d3 black cross · f3 black cross · c2 black cross · g2 black cross · b1 black cross · h1 black cross | a8 black cross · b7 black cross · h7 black cross · c6 black cross · g6 black cross · d5 black cross · f5 black cross · e4 black bishop · d3 black cross · f3 black cross · c2 black cross · g2 black cross · b1 black cross · h1 black cross | a8 black cross · b7 black cross · h7 black cross · c6 black cross · g6 black cross · d5 black cross · f5 black cross · e4 black bishop · d3 black cross · f3 black cross · c2 black cross · g2 black cross · b1 black cross · h1 black cross | a8 black cross · b7 black cross · h7 black cross · c6 black cross · g6 black cross · d5 black cross · f5 black cross · e4 black bishop · d3 black cross · f3 black cross · c2 black cross · g2 black cross · b1 black cross · h1 black cross | a8 black cross · b7 black cross · h7 black cross · c6 black cross · g6 black cross · d5 black cross · f5 black cross · e4 black bishop · d3 black cross · f3 black cross · c2 black cross · g2 black cross · b1 black cross · h1 black cross | 7 |
| 6 | a8 black cross · b7 black cross · h7 black cross · c6 black cross · g6 black cross · d5 black cross · f5 black cross · e4 black bishop · d3 black cross · f3 black cross · c2 black cross · g2 black cross · b1 black cross · h1 black cross | a8 black cross · b7 black cross · h7 black cross · c6 black cross · g6 black cross · d5 black cross · f5 black cross · e4 black bishop · d3 black cross · f3 black cross · c2 black cross · g2 black cross · b1 black cross · h1 black cross | a8 black cross · b7 black cross · h7 black cross · c6 black cross · g6 black cross · d5 black cross · f5 black cross · e4 black bishop · d3 black cross · f3 black cross · c2 black cross · g2 black cross · b1 black cross · h1 black cross | a8 black cross · b7 black cross · h7 black cross · c6 black cross · g6 black cross · d5 black cross · f5 black cross · e4 black bishop · d3 black cross · f3 black cross · c2 black cross · g2 black cross · b1 black cross · h1 black cross | a8 black cross · b7 black cross · h7 black cross · c6 black cross · g6 black cross · d5 black cross · f5 black cross · e4 black bishop · d3 black cross · f3 black cross · c2 black cross · g2 black cross · b1 black cross · h1 black cross | a8 black cross · b7 black cross · h7 black cross · c6 black cross · g6 black cross · d5 black cross · f5 black cross · e4 black bishop · d3 black cross · f3 black cross · c2 black cross · g2 black cross · b1 black cross · h1 black cross | a8 black cross · b7 black cross · h7 black cross · c6 black cross · g6 black cross · d5 black cross · f5 black cross · e4 black bishop · d3 black cross · f3 black cross · c2 black cross · g2 black cross · b1 black cross · h1 black cross | a8 black cross · b7 black cross · h7 black cross · c6 black cross · g6 black cross · d5 black cross · f5 black cross · e4 black bishop · d3 black cross · f3 black cross · c2 black cross · g2 black cross · b1 black cross · h1 black cross | 6 |
| 5 | a8 black cross · b7 black cross · h7 black cross · c6 black cross · g6 black cross · d5 black cross · f5 black cross · e4 black bishop · d3 black cross · f3 black cross · c2 black cross · g2 black cross · b1 black cross · h1 black cross | a8 black cross · b7 black cross · h7 black cross · c6 black cross · g6 black cross · d5 black cross · f5 black cross · e4 black bishop · d3 black cross · f3 black cross · c2 black cross · g2 black cross · b1 black cross · h1 black cross | a8 black cross · b7 black cross · h7 black cross · c6 black cross · g6 black cross · d5 black cross · f5 black cross · e4 black bishop · d3 black cross · f3 black cross · c2 black cross · g2 black cross · b1 black cross · h1 black cross | a8 black cross · b7 black cross · h7 black cross · c6 black cross · g6 black cross · d5 black cross · f5 black cross · e4 black bishop · d3 black cross · f3 black cross · c2 black cross · g2 black cross · b1 black cross · h1 black cross | a8 black cross · b7 black cross · h7 black cross · c6 black cross · g6 black cross · d5 black cross · f5 black cross · e4 black bishop · d3 black cross · f3 black cross · c2 black cross · g2 black cross · b1 black cross · h1 black cross | a8 black cross · b7 black cross · h7 black cross · c6 black cross · g6 black cross · d5 black cross · f5 black cross · e4 black bishop · d3 black cross · f3 black cross · c2 black cross · g2 black cross · b1 black cross · h1 black cross | a8 black cross · b7 black cross · h7 black cross · c6 black cross · g6 black cross · d5 black cross · f5 black cross · e4 black bishop · d3 black cross · f3 black cross · c2 black cross · g2 black cross · b1 black cross · h1 black cross | a8 black cross · b7 black cross · h7 black cross · c6 black cross · g6 black cross · d5 black cross · f5 black cross · e4 black bishop · d3 black cross · f3 black cross · c2 black cross · g2 black cross · b1 black cross · h1 black cross | 5 |
| 4 | a8 black cross · b7 black cross · h7 black cross · c6 black cross · g6 black cross · d5 black cross · f5 black cross · e4 black bishop · d3 black cross · f3 black cross · c2 black cross · g2 black cross · b1 black cross · h1 black cross | a8 black cross · b7 black cross · h7 black cross · c6 black cross · g6 black cross · d5 black cross · f5 black cross · e4 black bishop · d3 black cross · f3 black cross · c2 black cross · g2 black cross · b1 black cross · h1 black cross | a8 black cross · b7 black cross · h7 black cross · c6 black cross · g6 black cross · d5 black cross · f5 black cross · e4 black bishop · d3 black cross · f3 black cross · c2 black cross · g2 black cross · b1 black cross · h1 black cross | a8 black cross · b7 black cross · h7 black cross · c6 black cross · g6 black cross · d5 black cross · f5 black cross · e4 black bishop · d3 black cross · f3 black cross · c2 black cross · g2 black cross · b1 black cross · h1 black cross | a8 black cross · b7 black cross · h7 black cross · c6 black cross · g6 black cross · d5 black cross · f5 black cross · e4 black bishop · d3 black cross · f3 black cross · c2 black cross · g2 black cross · b1 black cross · h1 black cross | a8 black cross · b7 black cross · h7 black cross · c6 black cross · g6 black cross · d5 black cross · f5 black cross · e4 black bishop · d3 black cross · f3 black cross · c2 black cross · g2 black cross · b1 black cross · h1 black cross | a8 black cross · b7 black cross · h7 black cross · c6 black cross · g6 black cross · d5 black cross · f5 black cross · e4 black bishop · d3 black cross · f3 black cross · c2 black cross · g2 black cross · b1 black cross · h1 black cross | a8 black cross · b7 black cross · h7 black cross · c6 black cross · g6 black cross · d5 black cross · f5 black cross · e4 black bishop · d3 black cross · f3 black cross · c2 black cross · g2 black cross · b1 black cross · h1 black cross | 4 |
| 3 | a8 black cross · b7 black cross · h7 black cross · c6 black cross · g6 black cross · d5 black cross · f5 black cross · e4 black bishop · d3 black cross · f3 black cross · c2 black cross · g2 black cross · b1 black cross · h1 black cross | a8 black cross · b7 black cross · h7 black cross · c6 black cross · g6 black cross · d5 black cross · f5 black cross · e4 black bishop · d3 black cross · f3 black cross · c2 black cross · g2 black cross · b1 black cross · h1 black cross | a8 black cross · b7 black cross · h7 black cross · c6 black cross · g6 black cross · d5 black cross · f5 black cross · e4 black bishop · d3 black cross · f3 black cross · c2 black cross · g2 black cross · b1 black cross · h1 black cross | a8 black cross · b7 black cross · h7 black cross · c6 black cross · g6 black cross · d5 black cross · f5 black cross · e4 black bishop · d3 black cross · f3 black cross · c2 black cross · g2 black cross · b1 black cross · h1 black cross | a8 black cross · b7 black cross · h7 black cross · c6 black cross · g6 black cross · d5 black cross · f5 black cross · e4 black bishop · d3 black cross · f3 black cross · c2 black cross · g2 black cross · b1 black cross · h1 black cross | a8 black cross · b7 black cross · h7 black cross · c6 black cross · g6 black cross · d5 black cross · f5 black cross · e4 black bishop · d3 black cross · f3 black cross · c2 black cross · g2 black cross · b1 black cross · h1 black cross | a8 black cross · b7 black cross · h7 black cross · c6 black cross · g6 black cross · d5 black cross · f5 black cross · e4 black bishop · d3 black cross · f3 black cross · c2 black cross · g2 black cross · b1 black cross · h1 black cross | a8 black cross · b7 black cross · h7 black cross · c6 black cross · g6 black cross · d5 black cross · f5 black cross · e4 black bishop · d3 black cross · f3 black cross · c2 black cross · g2 black cross · b1 black cross · h1 black cross | 3 |
| 2 | a8 black cross · b7 black cross · h7 black cross · c6 black cross · g6 black cross · d5 black cross · f5 black cross · e4 black bishop · d3 black cross · f3 black cross · c2 black cross · g2 black cross · b1 black cross · h1 black cross | a8 black cross · b7 black cross · h7 black cross · c6 black cross · g6 black cross · d5 black cross · f5 black cross · e4 black bishop · d3 black cross · f3 black cross · c2 black cross · g2 black cross · b1 black cross · h1 black cross | a8 black cross · b7 black cross · h7 black cross · c6 black cross · g6 black cross · d5 black cross · f5 black cross · e4 black bishop · d3 black cross · f3 black cross · c2 black cross · g2 black cross · b1 black cross · h1 black cross | a8 black cross · b7 black cross · h7 black cross · c6 black cross · g6 black cross · d5 black cross · f5 black cross · e4 black bishop · d3 black cross · f3 black cross · c2 black cross · g2 black cross · b1 black cross · h1 black cross | a8 black cross · b7 black cross · h7 black cross · c6 black cross · g6 black cross · d5 black cross · f5 black cross · e4 black bishop · d3 black cross · f3 black cross · c2 black cross · g2 black cross · b1 black cross · h1 black cross | a8 black cross · b7 black cross · h7 black cross · c6 black cross · g6 black cross · d5 black cross · f5 black cross · e4 black bishop · d3 black cross · f3 black cross · c2 black cross · g2 black cross · b1 black cross · h1 black cross | a8 black cross · b7 black cross · h7 black cross · c6 black cross · g6 black cross · d5 black cross · f5 black cross · e4 black bishop · d3 black cross · f3 black cross · c2 black cross · g2 black cross · b1 black cross · h1 black cross | a8 black cross · b7 black cross · h7 black cross · c6 black cross · g6 black cross · d5 black cross · f5 black cross · e4 black bishop · d3 black cross · f3 black cross · c2 black cross · g2 black cross · b1 black cross · h1 black cross | 2 |
| 1 | a8 black cross · b7 black cross · h7 black cross · c6 black cross · g6 black cross · d5 black cross · f5 black cross · e4 black bishop · d3 black cross · f3 black cross · c2 black cross · g2 black cross · b1 black cross · h1 black cross | a8 black cross · b7 black cross · h7 black cross · c6 black cross · g6 black cross · d5 black cross · f5 black cross · e4 black bishop · d3 black cross · f3 black cross · c2 black cross · g2 black cross · b1 black cross · h1 black cross | a8 black cross · b7 black cross · h7 black cross · c6 black cross · g6 black cross · d5 black cross · f5 black cross · e4 black bishop · d3 black cross · f3 black cross · c2 black cross · g2 black cross · b1 black cross · h1 black cross | a8 black cross · b7 black cross · h7 black cross · c6 black cross · g6 black cross · d5 black cross · f5 black cross · e4 black bishop · d3 black cross · f3 black cross · c2 black cross · g2 black cross · b1 black cross · h1 black cross | a8 black cross · b7 black cross · h7 black cross · c6 black cross · g6 black cross · d5 black cross · f5 black cross · e4 black bishop · d3 black cross · f3 black cross · c2 black cross · g2 black cross · b1 black cross · h1 black cross | a8 black cross · b7 black cross · h7 black cross · c6 black cross · g6 black cross · d5 black cross · f5 black cross · e4 black bishop · d3 black cross · f3 black cross · c2 black cross · g2 black cross · b1 black cross · h1 black cross | a8 black cross · b7 black cross · h7 black cross · c6 black cross · g6 black cross · d5 black cross · f5 black cross · e4 black bishop · d3 black cross · f3 black cross · c2 black cross · g2 black cross · b1 black cross · h1 black cross | a8 black cross · b7 black cross · h7 black cross · c6 black cross · g6 black cross · d5 black cross · f5 black cross · e4 black bishop · d3 black cross · f3 black cross · c2 black cross · g2 black cross · b1 black cross · h1 black cross | 1 |
|   | a | b | c | d | e | f | g | h |   |

|   | a | b | c | d | e | f | g | h |   |
| 8 | d8 black cross · d7 black cross · d6 black cross · d5 black cross · d4 black cross · a3 black cross · b3 black cross · c3 black cross · d3 black rook · e3 black cross · f3 black cross · g3 black cross · h3 black cross · d2 black cross · d1 black cross | d8 black cross · d7 black cross · d6 black cross · d5 black cross · d4 black cross · a3 black cross · b3 black cross · c3 black cross · d3 black rook · e3 black cross · f3 black cross · g3 black cross · h3 black cross · d2 black cross · d1 black cross | d8 black cross · d7 black cross · d6 black cross · d5 black cross · d4 black cross · a3 black cross · b3 black cross · c3 black cross · d3 black rook · e3 black cross · f3 black cross · g3 black cross · h3 black cross · d2 black cross · d1 black cross | d8 black cross · d7 black cross · d6 black cross · d5 black cross · d4 black cross · a3 black cross · b3 black cross · c3 black cross · d3 black rook · e3 black cross · f3 black cross · g3 black cross · h3 black cross · d2 black cross · d1 black cross | d8 black cross · d7 black cross · d6 black cross · d5 black cross · d4 black cross · a3 black cross · b3 black cross · c3 black cross · d3 black rook · e3 black cross · f3 black cross · g3 black cross · h3 black cross · d2 black cross · d1 black cross | d8 black cross · d7 black cross · d6 black cross · d5 black cross · d4 black cross · a3 black cross · b3 black cross · c3 black cross · d3 black rook · e3 black cross · f3 black cross · g3 black cross · h3 black cross · d2 black cross · d1 black cross | d8 black cross · d7 black cross · d6 black cross · d5 black cross · d4 black cross · a3 black cross · b3 black cross · c3 black cross · d3 black rook · e3 black cross · f3 black cross · g3 black cross · h3 black cross · d2 black cross · d1 black cross | d8 black cross · d7 black cross · d6 black cross · d5 black cross · d4 black cross · a3 black cross · b3 black cross · c3 black cross · d3 black rook · e3 black cross · f3 black cross · g3 black cross · h3 black cross · d2 black cross · d1 black cross | 8 |
| 7 | d8 black cross · d7 black cross · d6 black cross · d5 black cross · d4 black cross · a3 black cross · b3 black cross · c3 black cross · d3 black rook · e3 black cross · f3 black cross · g3 black cross · h3 black cross · d2 black cross · d1 black cross | d8 black cross · d7 black cross · d6 black cross · d5 black cross · d4 black cross · a3 black cross · b3 black cross · c3 black cross · d3 black rook · e3 black cross · f3 black cross · g3 black cross · h3 black cross · d2 black cross · d1 black cross | d8 black cross · d7 black cross · d6 black cross · d5 black cross · d4 black cross · a3 black cross · b3 black cross · c3 black cross · d3 black rook · e3 black cross · f3 black cross · g3 black cross · h3 black cross · d2 black cross · d1 black cross | d8 black cross · d7 black cross · d6 black cross · d5 black cross · d4 black cross · a3 black cross · b3 black cross · c3 black cross · d3 black rook · e3 black cross · f3 black cross · g3 black cross · h3 black cross · d2 black cross · d1 black cross | d8 black cross · d7 black cross · d6 black cross · d5 black cross · d4 black cross · a3 black cross · b3 black cross · c3 black cross · d3 black rook · e3 black cross · f3 black cross · g3 black cross · h3 black cross · d2 black cross · d1 black cross | d8 black cross · d7 black cross · d6 black cross · d5 black cross · d4 black cross · a3 black cross · b3 black cross · c3 black cross · d3 black rook · e3 black cross · f3 black cross · g3 black cross · h3 black cross · d2 black cross · d1 black cross | d8 black cross · d7 black cross · d6 black cross · d5 black cross · d4 black cross · a3 black cross · b3 black cross · c3 black cross · d3 black rook · e3 black cross · f3 black cross · g3 black cross · h3 black cross · d2 black cross · d1 black cross | d8 black cross · d7 black cross · d6 black cross · d5 black cross · d4 black cross · a3 black cross · b3 black cross · c3 black cross · d3 black rook · e3 black cross · f3 black cross · g3 black cross · h3 black cross · d2 black cross · d1 black cross | 7 |
| 6 | d8 black cross · d7 black cross · d6 black cross · d5 black cross · d4 black cross · a3 black cross · b3 black cross · c3 black cross · d3 black rook · e3 black cross · f3 black cross · g3 black cross · h3 black cross · d2 black cross · d1 black cross | d8 black cross · d7 black cross · d6 black cross · d5 black cross · d4 black cross · a3 black cross · b3 black cross · c3 black cross · d3 black rook · e3 black cross · f3 black cross · g3 black cross · h3 black cross · d2 black cross · d1 black cross | d8 black cross · d7 black cross · d6 black cross · d5 black cross · d4 black cross · a3 black cross · b3 black cross · c3 black cross · d3 black rook · e3 black cross · f3 black cross · g3 black cross · h3 black cross · d2 black cross · d1 black cross | d8 black cross · d7 black cross · d6 black cross · d5 black cross · d4 black cross · a3 black cross · b3 black cross · c3 black cross · d3 black rook · e3 black cross · f3 black cross · g3 black cross · h3 black cross · d2 black cross · d1 black cross | d8 black cross · d7 black cross · d6 black cross · d5 black cross · d4 black cross · a3 black cross · b3 black cross · c3 black cross · d3 black rook · e3 black cross · f3 black cross · g3 black cross · h3 black cross · d2 black cross · d1 black cross | d8 black cross · d7 black cross · d6 black cross · d5 black cross · d4 black cross · a3 black cross · b3 black cross · c3 black cross · d3 black rook · e3 black cross · f3 black cross · g3 black cross · h3 black cross · d2 black cross · d1 black cross | d8 black cross · d7 black cross · d6 black cross · d5 black cross · d4 black cross · a3 black cross · b3 black cross · c3 black cross · d3 black rook · e3 black cross · f3 black cross · g3 black cross · h3 black cross · d2 black cross · d1 black cross | d8 black cross · d7 black cross · d6 black cross · d5 black cross · d4 black cross · a3 black cross · b3 black cross · c3 black cross · d3 black rook · e3 black cross · f3 black cross · g3 black cross · h3 black cross · d2 black cross · d1 black cross | 6 |
| 5 | d8 black cross · d7 black cross · d6 black cross · d5 black cross · d4 black cross · a3 black cross · b3 black cross · c3 black cross · d3 black rook · e3 black cross · f3 black cross · g3 black cross · h3 black cross · d2 black cross · d1 black cross | d8 black cross · d7 black cross · d6 black cross · d5 black cross · d4 black cross · a3 black cross · b3 black cross · c3 black cross · d3 black rook · e3 black cross · f3 black cross · g3 black cross · h3 black cross · d2 black cross · d1 black cross | d8 black cross · d7 black cross · d6 black cross · d5 black cross · d4 black cross · a3 black cross · b3 black cross · c3 black cross · d3 black rook · e3 black cross · f3 black cross · g3 black cross · h3 black cross · d2 black cross · d1 black cross | d8 black cross · d7 black cross · d6 black cross · d5 black cross · d4 black cross · a3 black cross · b3 black cross · c3 black cross · d3 black rook · e3 black cross · f3 black cross · g3 black cross · h3 black cross · d2 black cross · d1 black cross | d8 black cross · d7 black cross · d6 black cross · d5 black cross · d4 black cross · a3 black cross · b3 black cross · c3 black cross · d3 black rook · e3 black cross · f3 black cross · g3 black cross · h3 black cross · d2 black cross · d1 black cross | d8 black cross · d7 black cross · d6 black cross · d5 black cross · d4 black cross · a3 black cross · b3 black cross · c3 black cross · d3 black rook · e3 black cross · f3 black cross · g3 black cross · h3 black cross · d2 black cross · d1 black cross | d8 black cross · d7 black cross · d6 black cross · d5 black cross · d4 black cross · a3 black cross · b3 black cross · c3 black cross · d3 black rook · e3 black cross · f3 black cross · g3 black cross · h3 black cross · d2 black cross · d1 black cross | d8 black cross · d7 black cross · d6 black cross · d5 black cross · d4 black cross · a3 black cross · b3 black cross · c3 black cross · d3 black rook · e3 black cross · f3 black cross · g3 black cross · h3 black cross · d2 black cross · d1 black cross | 5 |
| 4 | d8 black cross · d7 black cross · d6 black cross · d5 black cross · d4 black cross · a3 black cross · b3 black cross · c3 black cross · d3 black rook · e3 black cross · f3 black cross · g3 black cross · h3 black cross · d2 black cross · d1 black cross | d8 black cross · d7 black cross · d6 black cross · d5 black cross · d4 black cross · a3 black cross · b3 black cross · c3 black cross · d3 black rook · e3 black cross · f3 black cross · g3 black cross · h3 black cross · d2 black cross · d1 black cross | d8 black cross · d7 black cross · d6 black cross · d5 black cross · d4 black cross · a3 black cross · b3 black cross · c3 black cross · d3 black rook · e3 black cross · f3 black cross · g3 black cross · h3 black cross · d2 black cross · d1 black cross | d8 black cross · d7 black cross · d6 black cross · d5 black cross · d4 black cross · a3 black cross · b3 black cross · c3 black cross · d3 black rook · e3 black cross · f3 black cross · g3 black cross · h3 black cross · d2 black cross · d1 black cross | d8 black cross · d7 black cross · d6 black cross · d5 black cross · d4 black cross · a3 black cross · b3 black cross · c3 black cross · d3 black rook · e3 black cross · f3 black cross · g3 black cross · h3 black cross · d2 black cross · d1 black cross | d8 black cross · d7 black cross · d6 black cross · d5 black cross · d4 black cross · a3 black cross · b3 black cross · c3 black cross · d3 black rook · e3 black cross · f3 black cross · g3 black cross · h3 black cross · d2 black cross · d1 black cross | d8 black cross · d7 black cross · d6 black cross · d5 black cross · d4 black cross · a3 black cross · b3 black cross · c3 black cross · d3 black rook · e3 black cross · f3 black cross · g3 black cross · h3 black cross · d2 black cross · d1 black cross | d8 black cross · d7 black cross · d6 black cross · d5 black cross · d4 black cross · a3 black cross · b3 black cross · c3 black cross · d3 black rook · e3 black cross · f3 black cross · g3 black cross · h3 black cross · d2 black cross · d1 black cross | 4 |
| 3 | d8 black cross · d7 black cross · d6 black cross · d5 black cross · d4 black cross · a3 black cross · b3 black cross · c3 black cross · d3 black rook · e3 black cross · f3 black cross · g3 black cross · h3 black cross · d2 black cross · d1 black cross | d8 black cross · d7 black cross · d6 black cross · d5 black cross · d4 black cross · a3 black cross · b3 black cross · c3 black cross · d3 black rook · e3 black cross · f3 black cross · g3 black cross · h3 black cross · d2 black cross · d1 black cross | d8 black cross · d7 black cross · d6 black cross · d5 black cross · d4 black cross · a3 black cross · b3 black cross · c3 black cross · d3 black rook · e3 black cross · f3 black cross · g3 black cross · h3 black cross · d2 black cross · d1 black cross | d8 black cross · d7 black cross · d6 black cross · d5 black cross · d4 black cross · a3 black cross · b3 black cross · c3 black cross · d3 black rook · e3 black cross · f3 black cross · g3 black cross · h3 black cross · d2 black cross · d1 black cross | d8 black cross · d7 black cross · d6 black cross · d5 black cross · d4 black cross · a3 black cross · b3 black cross · c3 black cross · d3 black rook · e3 black cross · f3 black cross · g3 black cross · h3 black cross · d2 black cross · d1 black cross | d8 black cross · d7 black cross · d6 black cross · d5 black cross · d4 black cross · a3 black cross · b3 black cross · c3 black cross · d3 black rook · e3 black cross · f3 black cross · g3 black cross · h3 black cross · d2 black cross · d1 black cross | d8 black cross · d7 black cross · d6 black cross · d5 black cross · d4 black cross · a3 black cross · b3 black cross · c3 black cross · d3 black rook · e3 black cross · f3 black cross · g3 black cross · h3 black cross · d2 black cross · d1 black cross | d8 black cross · d7 black cross · d6 black cross · d5 black cross · d4 black cross · a3 black cross · b3 black cross · c3 black cross · d3 black rook · e3 black cross · f3 black cross · g3 black cross · h3 black cross · d2 black cross · d1 black cross | 3 |
| 2 | d8 black cross · d7 black cross · d6 black cross · d5 black cross · d4 black cross · a3 black cross · b3 black cross · c3 black cross · d3 black rook · e3 black cross · f3 black cross · g3 black cross · h3 black cross · d2 black cross · d1 black cross | d8 black cross · d7 black cross · d6 black cross · d5 black cross · d4 black cross · a3 black cross · b3 black cross · c3 black cross · d3 black rook · e3 black cross · f3 black cross · g3 black cross · h3 black cross · d2 black cross · d1 black cross | d8 black cross · d7 black cross · d6 black cross · d5 black cross · d4 black cross · a3 black cross · b3 black cross · c3 black cross · d3 black rook · e3 black cross · f3 black cross · g3 black cross · h3 black cross · d2 black cross · d1 black cross | d8 black cross · d7 black cross · d6 black cross · d5 black cross · d4 black cross · a3 black cross · b3 black cross · c3 black cross · d3 black rook · e3 black cross · f3 black cross · g3 black cross · h3 black cross · d2 black cross · d1 black cross | d8 black cross · d7 black cross · d6 black cross · d5 black cross · d4 black cross · a3 black cross · b3 black cross · c3 black cross · d3 black rook · e3 black cross · f3 black cross · g3 black cross · h3 black cross · d2 black cross · d1 black cross | d8 black cross · d7 black cross · d6 black cross · d5 black cross · d4 black cross · a3 black cross · b3 black cross · c3 black cross · d3 black rook · e3 black cross · f3 black cross · g3 black cross · h3 black cross · d2 black cross · d1 black cross | d8 black cross · d7 black cross · d6 black cross · d5 black cross · d4 black cross · a3 black cross · b3 black cross · c3 black cross · d3 black rook · e3 black cross · f3 black cross · g3 black cross · h3 black cross · d2 black cross · d1 black cross | d8 black cross · d7 black cross · d6 black cross · d5 black cross · d4 black cross · a3 black cross · b3 black cross · c3 black cross · d3 black rook · e3 black cross · f3 black cross · g3 black cross · h3 black cross · d2 black cross · d1 black cross | 2 |
| 1 | d8 black cross · d7 black cross · d6 black cross · d5 black cross · d4 black cross · a3 black cross · b3 black cross · c3 black cross · d3 black rook · e3 black cross · f3 black cross · g3 black cross · h3 black cross · d2 black cross · d1 black cross | d8 black cross · d7 black cross · d6 black cross · d5 black cross · d4 black cross · a3 black cross · b3 black cross · c3 black cross · d3 black rook · e3 black cross · f3 black cross · g3 black cross · h3 black cross · d2 black cross · d1 black cross | d8 black cross · d7 black cross · d6 black cross · d5 black cross · d4 black cross · a3 black cross · b3 black cross · c3 black cross · d3 black rook · e3 black cross · f3 black cross · g3 black cross · h3 black cross · d2 black cross · d1 black cross | d8 black cross · d7 black cross · d6 black cross · d5 black cross · d4 black cross · a3 black cross · b3 black cross · c3 black cross · d3 black rook · e3 black cross · f3 black cross · g3 black cross · h3 black cross · d2 black cross · d1 black cross | d8 black cross · d7 black cross · d6 black cross · d5 black cross · d4 black cross · a3 black cross · b3 black cross · c3 black cross · d3 black rook · e3 black cross · f3 black cross · g3 black cross · h3 black cross · d2 black cross · d1 black cross | d8 black cross · d7 black cross · d6 black cross · d5 black cross · d4 black cross · a3 black cross · b3 black cross · c3 black cross · d3 black rook · e3 black cross · f3 black cross · g3 black cross · h3 black cross · d2 black cross · d1 black cross | d8 black cross · d7 black cross · d6 black cross · d5 black cross · d4 black cross · a3 black cross · b3 black cross · c3 black cross · d3 black rook · e3 black cross · f3 black cross · g3 black cross · h3 black cross · d2 black cross · d1 black cross | d8 black cross · d7 black cross · d6 black cross · d5 black cross · d4 black cross · a3 black cross · b3 black cross · c3 black cross · d3 black rook · e3 black cross · f3 black cross · g3 black cross · h3 black cross · d2 black cross · d1 black cross | 1 |
|   | a | b | c | d | e | f | g | h |   |

|   | a | b | c | d | e | f | g | h |   |
| 8 | a8 black cross · e8 black cross · b7 black cross · e7 black cross · h7 black cross · c6 black cross · e6 black cross · g6 black cross · d5 black cross · e5 black cross · f5 black cross · a4 black cross · b4 black cross · c4 black cross · d4 black cross · e4 black queen · f4 black cross · g4 black cross · h4 black cross · d3 black cross · e3 black cross · f3 black cross · c2 black cross · e2 black cross · g2 black cross · b1 black cross · e1 black cross · h1 black cross | a8 black cross · e8 black cross · b7 black cross · e7 black cross · h7 black cross · c6 black cross · e6 black cross · g6 black cross · d5 black cross · e5 black cross · f5 black cross · a4 black cross · b4 black cross · c4 black cross · d4 black cross · e4 black queen · f4 black cross · g4 black cross · h4 black cross · d3 black cross · e3 black cross · f3 black cross · c2 black cross · e2 black cross · g2 black cross · b1 black cross · e1 black cross · h1 black cross | a8 black cross · e8 black cross · b7 black cross · e7 black cross · h7 black cross · c6 black cross · e6 black cross · g6 black cross · d5 black cross · e5 black cross · f5 black cross · a4 black cross · b4 black cross · c4 black cross · d4 black cross · e4 black queen · f4 black cross · g4 black cross · h4 black cross · d3 black cross · e3 black cross · f3 black cross · c2 black cross · e2 black cross · g2 black cross · b1 black cross · e1 black cross · h1 black cross | a8 black cross · e8 black cross · b7 black cross · e7 black cross · h7 black cross · c6 black cross · e6 black cross · g6 black cross · d5 black cross · e5 black cross · f5 black cross · a4 black cross · b4 black cross · c4 black cross · d4 black cross · e4 black queen · f4 black cross · g4 black cross · h4 black cross · d3 black cross · e3 black cross · f3 black cross · c2 black cross · e2 black cross · g2 black cross · b1 black cross · e1 black cross · h1 black cross | a8 black cross · e8 black cross · b7 black cross · e7 black cross · h7 black cross · c6 black cross · e6 black cross · g6 black cross · d5 black cross · e5 black cross · f5 black cross · a4 black cross · b4 black cross · c4 black cross · d4 black cross · e4 black queen · f4 black cross · g4 black cross · h4 black cross · d3 black cross · e3 black cross · f3 black cross · c2 black cross · e2 black cross · g2 black cross · b1 black cross · e1 black cross · h1 black cross | a8 black cross · e8 black cross · b7 black cross · e7 black cross · h7 black cross · c6 black cross · e6 black cross · g6 black cross · d5 black cross · e5 black cross · f5 black cross · a4 black cross · b4 black cross · c4 black cross · d4 black cross · e4 black queen · f4 black cross · g4 black cross · h4 black cross · d3 black cross · e3 black cross · f3 black cross · c2 black cross · e2 black cross · g2 black cross · b1 black cross · e1 black cross · h1 black cross | a8 black cross · e8 black cross · b7 black cross · e7 black cross · h7 black cross · c6 black cross · e6 black cross · g6 black cross · d5 black cross · e5 black cross · f5 black cross · a4 black cross · b4 black cross · c4 black cross · d4 black cross · e4 black queen · f4 black cross · g4 black cross · h4 black cross · d3 black cross · e3 black cross · f3 black cross · c2 black cross · e2 black cross · g2 black cross · b1 black cross · e1 black cross · h1 black cross | a8 black cross · e8 black cross · b7 black cross · e7 black cross · h7 black cross · c6 black cross · e6 black cross · g6 black cross · d5 black cross · e5 black cross · f5 black cross · a4 black cross · b4 black cross · c4 black cross · d4 black cross · e4 black queen · f4 black cross · g4 black cross · h4 black cross · d3 black cross · e3 black cross · f3 black cross · c2 black cross · e2 black cross · g2 black cross · b1 black cross · e1 black cross · h1 black cross | 8 |
| 7 | a8 black cross · e8 black cross · b7 black cross · e7 black cross · h7 black cross · c6 black cross · e6 black cross · g6 black cross · d5 black cross · e5 black cross · f5 black cross · a4 black cross · b4 black cross · c4 black cross · d4 black cross · e4 black queen · f4 black cross · g4 black cross · h4 black cross · d3 black cross · e3 black cross · f3 black cross · c2 black cross · e2 black cross · g2 black cross · b1 black cross · e1 black cross · h1 black cross | a8 black cross · e8 black cross · b7 black cross · e7 black cross · h7 black cross · c6 black cross · e6 black cross · g6 black cross · d5 black cross · e5 black cross · f5 black cross · a4 black cross · b4 black cross · c4 black cross · d4 black cross · e4 black queen · f4 black cross · g4 black cross · h4 black cross · d3 black cross · e3 black cross · f3 black cross · c2 black cross · e2 black cross · g2 black cross · b1 black cross · e1 black cross · h1 black cross | a8 black cross · e8 black cross · b7 black cross · e7 black cross · h7 black cross · c6 black cross · e6 black cross · g6 black cross · d5 black cross · e5 black cross · f5 black cross · a4 black cross · b4 black cross · c4 black cross · d4 black cross · e4 black queen · f4 black cross · g4 black cross · h4 black cross · d3 black cross · e3 black cross · f3 black cross · c2 black cross · e2 black cross · g2 black cross · b1 black cross · e1 black cross · h1 black cross | a8 black cross · e8 black cross · b7 black cross · e7 black cross · h7 black cross · c6 black cross · e6 black cross · g6 black cross · d5 black cross · e5 black cross · f5 black cross · a4 black cross · b4 black cross · c4 black cross · d4 black cross · e4 black queen · f4 black cross · g4 black cross · h4 black cross · d3 black cross · e3 black cross · f3 black cross · c2 black cross · e2 black cross · g2 black cross · b1 black cross · e1 black cross · h1 black cross | a8 black cross · e8 black cross · b7 black cross · e7 black cross · h7 black cross · c6 black cross · e6 black cross · g6 black cross · d5 black cross · e5 black cross · f5 black cross · a4 black cross · b4 black cross · c4 black cross · d4 black cross · e4 black queen · f4 black cross · g4 black cross · h4 black cross · d3 black cross · e3 black cross · f3 black cross · c2 black cross · e2 black cross · g2 black cross · b1 black cross · e1 black cross · h1 black cross | a8 black cross · e8 black cross · b7 black cross · e7 black cross · h7 black cross · c6 black cross · e6 black cross · g6 black cross · d5 black cross · e5 black cross · f5 black cross · a4 black cross · b4 black cross · c4 black cross · d4 black cross · e4 black queen · f4 black cross · g4 black cross · h4 black cross · d3 black cross · e3 black cross · f3 black cross · c2 black cross · e2 black cross · g2 black cross · b1 black cross · e1 black cross · h1 black cross | a8 black cross · e8 black cross · b7 black cross · e7 black cross · h7 black cross · c6 black cross · e6 black cross · g6 black cross · d5 black cross · e5 black cross · f5 black cross · a4 black cross · b4 black cross · c4 black cross · d4 black cross · e4 black queen · f4 black cross · g4 black cross · h4 black cross · d3 black cross · e3 black cross · f3 black cross · c2 black cross · e2 black cross · g2 black cross · b1 black cross · e1 black cross · h1 black cross | a8 black cross · e8 black cross · b7 black cross · e7 black cross · h7 black cross · c6 black cross · e6 black cross · g6 black cross · d5 black cross · e5 black cross · f5 black cross · a4 black cross · b4 black cross · c4 black cross · d4 black cross · e4 black queen · f4 black cross · g4 black cross · h4 black cross · d3 black cross · e3 black cross · f3 black cross · c2 black cross · e2 black cross · g2 black cross · b1 black cross · e1 black cross · h1 black cross | 7 |
| 6 | a8 black cross · e8 black cross · b7 black cross · e7 black cross · h7 black cross · c6 black cross · e6 black cross · g6 black cross · d5 black cross · e5 black cross · f5 black cross · a4 black cross · b4 black cross · c4 black cross · d4 black cross · e4 black queen · f4 black cross · g4 black cross · h4 black cross · d3 black cross · e3 black cross · f3 black cross · c2 black cross · e2 black cross · g2 black cross · b1 black cross · e1 black cross · h1 black cross | a8 black cross · e8 black cross · b7 black cross · e7 black cross · h7 black cross · c6 black cross · e6 black cross · g6 black cross · d5 black cross · e5 black cross · f5 black cross · a4 black cross · b4 black cross · c4 black cross · d4 black cross · e4 black queen · f4 black cross · g4 black cross · h4 black cross · d3 black cross · e3 black cross · f3 black cross · c2 black cross · e2 black cross · g2 black cross · b1 black cross · e1 black cross · h1 black cross | a8 black cross · e8 black cross · b7 black cross · e7 black cross · h7 black cross · c6 black cross · e6 black cross · g6 black cross · d5 black cross · e5 black cross · f5 black cross · a4 black cross · b4 black cross · c4 black cross · d4 black cross · e4 black queen · f4 black cross · g4 black cross · h4 black cross · d3 black cross · e3 black cross · f3 black cross · c2 black cross · e2 black cross · g2 black cross · b1 black cross · e1 black cross · h1 black cross | a8 black cross · e8 black cross · b7 black cross · e7 black cross · h7 black cross · c6 black cross · e6 black cross · g6 black cross · d5 black cross · e5 black cross · f5 black cross · a4 black cross · b4 black cross · c4 black cross · d4 black cross · e4 black queen · f4 black cross · g4 black cross · h4 black cross · d3 black cross · e3 black cross · f3 black cross · c2 black cross · e2 black cross · g2 black cross · b1 black cross · e1 black cross · h1 black cross | a8 black cross · e8 black cross · b7 black cross · e7 black cross · h7 black cross · c6 black cross · e6 black cross · g6 black cross · d5 black cross · e5 black cross · f5 black cross · a4 black cross · b4 black cross · c4 black cross · d4 black cross · e4 black queen · f4 black cross · g4 black cross · h4 black cross · d3 black cross · e3 black cross · f3 black cross · c2 black cross · e2 black cross · g2 black cross · b1 black cross · e1 black cross · h1 black cross | a8 black cross · e8 black cross · b7 black cross · e7 black cross · h7 black cross · c6 black cross · e6 black cross · g6 black cross · d5 black cross · e5 black cross · f5 black cross · a4 black cross · b4 black cross · c4 black cross · d4 black cross · e4 black queen · f4 black cross · g4 black cross · h4 black cross · d3 black cross · e3 black cross · f3 black cross · c2 black cross · e2 black cross · g2 black cross · b1 black cross · e1 black cross · h1 black cross | a8 black cross · e8 black cross · b7 black cross · e7 black cross · h7 black cross · c6 black cross · e6 black cross · g6 black cross · d5 black cross · e5 black cross · f5 black cross · a4 black cross · b4 black cross · c4 black cross · d4 black cross · e4 black queen · f4 black cross · g4 black cross · h4 black cross · d3 black cross · e3 black cross · f3 black cross · c2 black cross · e2 black cross · g2 black cross · b1 black cross · e1 black cross · h1 black cross | a8 black cross · e8 black cross · b7 black cross · e7 black cross · h7 black cross · c6 black cross · e6 black cross · g6 black cross · d5 black cross · e5 black cross · f5 black cross · a4 black cross · b4 black cross · c4 black cross · d4 black cross · e4 black queen · f4 black cross · g4 black cross · h4 black cross · d3 black cross · e3 black cross · f3 black cross · c2 black cross · e2 black cross · g2 black cross · b1 black cross · e1 black cross · h1 black cross | 6 |
| 5 | a8 black cross · e8 black cross · b7 black cross · e7 black cross · h7 black cross · c6 black cross · e6 black cross · g6 black cross · d5 black cross · e5 black cross · f5 black cross · a4 black cross · b4 black cross · c4 black cross · d4 black cross · e4 black queen · f4 black cross · g4 black cross · h4 black cross · d3 black cross · e3 black cross · f3 black cross · c2 black cross · e2 black cross · g2 black cross · b1 black cross · e1 black cross · h1 black cross | a8 black cross · e8 black cross · b7 black cross · e7 black cross · h7 black cross · c6 black cross · e6 black cross · g6 black cross · d5 black cross · e5 black cross · f5 black cross · a4 black cross · b4 black cross · c4 black cross · d4 black cross · e4 black queen · f4 black cross · g4 black cross · h4 black cross · d3 black cross · e3 black cross · f3 black cross · c2 black cross · e2 black cross · g2 black cross · b1 black cross · e1 black cross · h1 black cross | a8 black cross · e8 black cross · b7 black cross · e7 black cross · h7 black cross · c6 black cross · e6 black cross · g6 black cross · d5 black cross · e5 black cross · f5 black cross · a4 black cross · b4 black cross · c4 black cross · d4 black cross · e4 black queen · f4 black cross · g4 black cross · h4 black cross · d3 black cross · e3 black cross · f3 black cross · c2 black cross · e2 black cross · g2 black cross · b1 black cross · e1 black cross · h1 black cross | a8 black cross · e8 black cross · b7 black cross · e7 black cross · h7 black cross · c6 black cross · e6 black cross · g6 black cross · d5 black cross · e5 black cross · f5 black cross · a4 black cross · b4 black cross · c4 black cross · d4 black cross · e4 black queen · f4 black cross · g4 black cross · h4 black cross · d3 black cross · e3 black cross · f3 black cross · c2 black cross · e2 black cross · g2 black cross · b1 black cross · e1 black cross · h1 black cross | a8 black cross · e8 black cross · b7 black cross · e7 black cross · h7 black cross · c6 black cross · e6 black cross · g6 black cross · d5 black cross · e5 black cross · f5 black cross · a4 black cross · b4 black cross · c4 black cross · d4 black cross · e4 black queen · f4 black cross · g4 black cross · h4 black cross · d3 black cross · e3 black cross · f3 black cross · c2 black cross · e2 black cross · g2 black cross · b1 black cross · e1 black cross · h1 black cross | a8 black cross · e8 black cross · b7 black cross · e7 black cross · h7 black cross · c6 black cross · e6 black cross · g6 black cross · d5 black cross · e5 black cross · f5 black cross · a4 black cross · b4 black cross · c4 black cross · d4 black cross · e4 black queen · f4 black cross · g4 black cross · h4 black cross · d3 black cross · e3 black cross · f3 black cross · c2 black cross · e2 black cross · g2 black cross · b1 black cross · e1 black cross · h1 black cross | a8 black cross · e8 black cross · b7 black cross · e7 black cross · h7 black cross · c6 black cross · e6 black cross · g6 black cross · d5 black cross · e5 black cross · f5 black cross · a4 black cross · b4 black cross · c4 black cross · d4 black cross · e4 black queen · f4 black cross · g4 black cross · h4 black cross · d3 black cross · e3 black cross · f3 black cross · c2 black cross · e2 black cross · g2 black cross · b1 black cross · e1 black cross · h1 black cross | a8 black cross · e8 black cross · b7 black cross · e7 black cross · h7 black cross · c6 black cross · e6 black cross · g6 black cross · d5 black cross · e5 black cross · f5 black cross · a4 black cross · b4 black cross · c4 black cross · d4 black cross · e4 black queen · f4 black cross · g4 black cross · h4 black cross · d3 black cross · e3 black cross · f3 black cross · c2 black cross · e2 black cross · g2 black cross · b1 black cross · e1 black cross · h1 black cross | 5 |
| 4 | a8 black cross · e8 black cross · b7 black cross · e7 black cross · h7 black cross · c6 black cross · e6 black cross · g6 black cross · d5 black cross · e5 black cross · f5 black cross · a4 black cross · b4 black cross · c4 black cross · d4 black cross · e4 black queen · f4 black cross · g4 black cross · h4 black cross · d3 black cross · e3 black cross · f3 black cross · c2 black cross · e2 black cross · g2 black cross · b1 black cross · e1 black cross · h1 black cross | a8 black cross · e8 black cross · b7 black cross · e7 black cross · h7 black cross · c6 black cross · e6 black cross · g6 black cross · d5 black cross · e5 black cross · f5 black cross · a4 black cross · b4 black cross · c4 black cross · d4 black cross · e4 black queen · f4 black cross · g4 black cross · h4 black cross · d3 black cross · e3 black cross · f3 black cross · c2 black cross · e2 black cross · g2 black cross · b1 black cross · e1 black cross · h1 black cross | a8 black cross · e8 black cross · b7 black cross · e7 black cross · h7 black cross · c6 black cross · e6 black cross · g6 black cross · d5 black cross · e5 black cross · f5 black cross · a4 black cross · b4 black cross · c4 black cross · d4 black cross · e4 black queen · f4 black cross · g4 black cross · h4 black cross · d3 black cross · e3 black cross · f3 black cross · c2 black cross · e2 black cross · g2 black cross · b1 black cross · e1 black cross · h1 black cross | a8 black cross · e8 black cross · b7 black cross · e7 black cross · h7 black cross · c6 black cross · e6 black cross · g6 black cross · d5 black cross · e5 black cross · f5 black cross · a4 black cross · b4 black cross · c4 black cross · d4 black cross · e4 black queen · f4 black cross · g4 black cross · h4 black cross · d3 black cross · e3 black cross · f3 black cross · c2 black cross · e2 black cross · g2 black cross · b1 black cross · e1 black cross · h1 black cross | a8 black cross · e8 black cross · b7 black cross · e7 black cross · h7 black cross · c6 black cross · e6 black cross · g6 black cross · d5 black cross · e5 black cross · f5 black cross · a4 black cross · b4 black cross · c4 black cross · d4 black cross · e4 black queen · f4 black cross · g4 black cross · h4 black cross · d3 black cross · e3 black cross · f3 black cross · c2 black cross · e2 black cross · g2 black cross · b1 black cross · e1 black cross · h1 black cross | a8 black cross · e8 black cross · b7 black cross · e7 black cross · h7 black cross · c6 black cross · e6 black cross · g6 black cross · d5 black cross · e5 black cross · f5 black cross · a4 black cross · b4 black cross · c4 black cross · d4 black cross · e4 black queen · f4 black cross · g4 black cross · h4 black cross · d3 black cross · e3 black cross · f3 black cross · c2 black cross · e2 black cross · g2 black cross · b1 black cross · e1 black cross · h1 black cross | a8 black cross · e8 black cross · b7 black cross · e7 black cross · h7 black cross · c6 black cross · e6 black cross · g6 black cross · d5 black cross · e5 black cross · f5 black cross · a4 black cross · b4 black cross · c4 black cross · d4 black cross · e4 black queen · f4 black cross · g4 black cross · h4 black cross · d3 black cross · e3 black cross · f3 black cross · c2 black cross · e2 black cross · g2 black cross · b1 black cross · e1 black cross · h1 black cross | a8 black cross · e8 black cross · b7 black cross · e7 black cross · h7 black cross · c6 black cross · e6 black cross · g6 black cross · d5 black cross · e5 black cross · f5 black cross · a4 black cross · b4 black cross · c4 black cross · d4 black cross · e4 black queen · f4 black cross · g4 black cross · h4 black cross · d3 black cross · e3 black cross · f3 black cross · c2 black cross · e2 black cross · g2 black cross · b1 black cross · e1 black cross · h1 black cross | 4 |
| 3 | a8 black cross · e8 black cross · b7 black cross · e7 black cross · h7 black cross · c6 black cross · e6 black cross · g6 black cross · d5 black cross · e5 black cross · f5 black cross · a4 black cross · b4 black cross · c4 black cross · d4 black cross · e4 black queen · f4 black cross · g4 black cross · h4 black cross · d3 black cross · e3 black cross · f3 black cross · c2 black cross · e2 black cross · g2 black cross · b1 black cross · e1 black cross · h1 black cross | a8 black cross · e8 black cross · b7 black cross · e7 black cross · h7 black cross · c6 black cross · e6 black cross · g6 black cross · d5 black cross · e5 black cross · f5 black cross · a4 black cross · b4 black cross · c4 black cross · d4 black cross · e4 black queen · f4 black cross · g4 black cross · h4 black cross · d3 black cross · e3 black cross · f3 black cross · c2 black cross · e2 black cross · g2 black cross · b1 black cross · e1 black cross · h1 black cross | a8 black cross · e8 black cross · b7 black cross · e7 black cross · h7 black cross · c6 black cross · e6 black cross · g6 black cross · d5 black cross · e5 black cross · f5 black cross · a4 black cross · b4 black cross · c4 black cross · d4 black cross · e4 black queen · f4 black cross · g4 black cross · h4 black cross · d3 black cross · e3 black cross · f3 black cross · c2 black cross · e2 black cross · g2 black cross · b1 black cross · e1 black cross · h1 black cross | a8 black cross · e8 black cross · b7 black cross · e7 black cross · h7 black cross · c6 black cross · e6 black cross · g6 black cross · d5 black cross · e5 black cross · f5 black cross · a4 black cross · b4 black cross · c4 black cross · d4 black cross · e4 black queen · f4 black cross · g4 black cross · h4 black cross · d3 black cross · e3 black cross · f3 black cross · c2 black cross · e2 black cross · g2 black cross · b1 black cross · e1 black cross · h1 black cross | a8 black cross · e8 black cross · b7 black cross · e7 black cross · h7 black cross · c6 black cross · e6 black cross · g6 black cross · d5 black cross · e5 black cross · f5 black cross · a4 black cross · b4 black cross · c4 black cross · d4 black cross · e4 black queen · f4 black cross · g4 black cross · h4 black cross · d3 black cross · e3 black cross · f3 black cross · c2 black cross · e2 black cross · g2 black cross · b1 black cross · e1 black cross · h1 black cross | a8 black cross · e8 black cross · b7 black cross · e7 black cross · h7 black cross · c6 black cross · e6 black cross · g6 black cross · d5 black cross · e5 black cross · f5 black cross · a4 black cross · b4 black cross · c4 black cross · d4 black cross · e4 black queen · f4 black cross · g4 black cross · h4 black cross · d3 black cross · e3 black cross · f3 black cross · c2 black cross · e2 black cross · g2 black cross · b1 black cross · e1 black cross · h1 black cross | a8 black cross · e8 black cross · b7 black cross · e7 black cross · h7 black cross · c6 black cross · e6 black cross · g6 black cross · d5 black cross · e5 black cross · f5 black cross · a4 black cross · b4 black cross · c4 black cross · d4 black cross · e4 black queen · f4 black cross · g4 black cross · h4 black cross · d3 black cross · e3 black cross · f3 black cross · c2 black cross · e2 black cross · g2 black cross · b1 black cross · e1 black cross · h1 black cross | a8 black cross · e8 black cross · b7 black cross · e7 black cross · h7 black cross · c6 black cross · e6 black cross · g6 black cross · d5 black cross · e5 black cross · f5 black cross · a4 black cross · b4 black cross · c4 black cross · d4 black cross · e4 black queen · f4 black cross · g4 black cross · h4 black cross · d3 black cross · e3 black cross · f3 black cross · c2 black cross · e2 black cross · g2 black cross · b1 black cross · e1 black cross · h1 black cross | 3 |
| 2 | a8 black cross · e8 black cross · b7 black cross · e7 black cross · h7 black cross · c6 black cross · e6 black cross · g6 black cross · d5 black cross · e5 black cross · f5 black cross · a4 black cross · b4 black cross · c4 black cross · d4 black cross · e4 black queen · f4 black cross · g4 black cross · h4 black cross · d3 black cross · e3 black cross · f3 black cross · c2 black cross · e2 black cross · g2 black cross · b1 black cross · e1 black cross · h1 black cross | a8 black cross · e8 black cross · b7 black cross · e7 black cross · h7 black cross · c6 black cross · e6 black cross · g6 black cross · d5 black cross · e5 black cross · f5 black cross · a4 black cross · b4 black cross · c4 black cross · d4 black cross · e4 black queen · f4 black cross · g4 black cross · h4 black cross · d3 black cross · e3 black cross · f3 black cross · c2 black cross · e2 black cross · g2 black cross · b1 black cross · e1 black cross · h1 black cross | a8 black cross · e8 black cross · b7 black cross · e7 black cross · h7 black cross · c6 black cross · e6 black cross · g6 black cross · d5 black cross · e5 black cross · f5 black cross · a4 black cross · b4 black cross · c4 black cross · d4 black cross · e4 black queen · f4 black cross · g4 black cross · h4 black cross · d3 black cross · e3 black cross · f3 black cross · c2 black cross · e2 black cross · g2 black cross · b1 black cross · e1 black cross · h1 black cross | a8 black cross · e8 black cross · b7 black cross · e7 black cross · h7 black cross · c6 black cross · e6 black cross · g6 black cross · d5 black cross · e5 black cross · f5 black cross · a4 black cross · b4 black cross · c4 black cross · d4 black cross · e4 black queen · f4 black cross · g4 black cross · h4 black cross · d3 black cross · e3 black cross · f3 black cross · c2 black cross · e2 black cross · g2 black cross · b1 black cross · e1 black cross · h1 black cross | a8 black cross · e8 black cross · b7 black cross · e7 black cross · h7 black cross · c6 black cross · e6 black cross · g6 black cross · d5 black cross · e5 black cross · f5 black cross · a4 black cross · b4 black cross · c4 black cross · d4 black cross · e4 black queen · f4 black cross · g4 black cross · h4 black cross · d3 black cross · e3 black cross · f3 black cross · c2 black cross · e2 black cross · g2 black cross · b1 black cross · e1 black cross · h1 black cross | a8 black cross · e8 black cross · b7 black cross · e7 black cross · h7 black cross · c6 black cross · e6 black cross · g6 black cross · d5 black cross · e5 black cross · f5 black cross · a4 black cross · b4 black cross · c4 black cross · d4 black cross · e4 black queen · f4 black cross · g4 black cross · h4 black cross · d3 black cross · e3 black cross · f3 black cross · c2 black cross · e2 black cross · g2 black cross · b1 black cross · e1 black cross · h1 black cross | a8 black cross · e8 black cross · b7 black cross · e7 black cross · h7 black cross · c6 black cross · e6 black cross · g6 black cross · d5 black cross · e5 black cross · f5 black cross · a4 black cross · b4 black cross · c4 black cross · d4 black cross · e4 black queen · f4 black cross · g4 black cross · h4 black cross · d3 black cross · e3 black cross · f3 black cross · c2 black cross · e2 black cross · g2 black cross · b1 black cross · e1 black cross · h1 black cross | a8 black cross · e8 black cross · b7 black cross · e7 black cross · h7 black cross · c6 black cross · e6 black cross · g6 black cross · d5 black cross · e5 black cross · f5 black cross · a4 black cross · b4 black cross · c4 black cross · d4 black cross · e4 black queen · f4 black cross · g4 black cross · h4 black cross · d3 black cross · e3 black cross · f3 black cross · c2 black cross · e2 black cross · g2 black cross · b1 black cross · e1 black cross · h1 black cross | 2 |
| 1 | a8 black cross · e8 black cross · b7 black cross · e7 black cross · h7 black cross · c6 black cross · e6 black cross · g6 black cross · d5 black cross · e5 black cross · f5 black cross · a4 black cross · b4 black cross · c4 black cross · d4 black cross · e4 black queen · f4 black cross · g4 black cross · h4 black cross · d3 black cross · e3 black cross · f3 black cross · c2 black cross · e2 black cross · g2 black cross · b1 black cross · e1 black cross · h1 black cross | a8 black cross · e8 black cross · b7 black cross · e7 black cross · h7 black cross · c6 black cross · e6 black cross · g6 black cross · d5 black cross · e5 black cross · f5 black cross · a4 black cross · b4 black cross · c4 black cross · d4 black cross · e4 black queen · f4 black cross · g4 black cross · h4 black cross · d3 black cross · e3 black cross · f3 black cross · c2 black cross · e2 black cross · g2 black cross · b1 black cross · e1 black cross · h1 black cross | a8 black cross · e8 black cross · b7 black cross · e7 black cross · h7 black cross · c6 black cross · e6 black cross · g6 black cross · d5 black cross · e5 black cross · f5 black cross · a4 black cross · b4 black cross · c4 black cross · d4 black cross · e4 black queen · f4 black cross · g4 black cross · h4 black cross · d3 black cross · e3 black cross · f3 black cross · c2 black cross · e2 black cross · g2 black cross · b1 black cross · e1 black cross · h1 black cross | a8 black cross · e8 black cross · b7 black cross · e7 black cross · h7 black cross · c6 black cross · e6 black cross · g6 black cross · d5 black cross · e5 black cross · f5 black cross · a4 black cross · b4 black cross · c4 black cross · d4 black cross · e4 black queen · f4 black cross · g4 black cross · h4 black cross · d3 black cross · e3 black cross · f3 black cross · c2 black cross · e2 black cross · g2 black cross · b1 black cross · e1 black cross · h1 black cross | a8 black cross · e8 black cross · b7 black cross · e7 black cross · h7 black cross · c6 black cross · e6 black cross · g6 black cross · d5 black cross · e5 black cross · f5 black cross · a4 black cross · b4 black cross · c4 black cross · d4 black cross · e4 black queen · f4 black cross · g4 black cross · h4 black cross · d3 black cross · e3 black cross · f3 black cross · c2 black cross · e2 black cross · g2 black cross · b1 black cross · e1 black cross · h1 black cross | a8 black cross · e8 black cross · b7 black cross · e7 black cross · h7 black cross · c6 black cross · e6 black cross · g6 black cross · d5 black cross · e5 black cross · f5 black cross · a4 black cross · b4 black cross · c4 black cross · d4 black cross · e4 black queen · f4 black cross · g4 black cross · h4 black cross · d3 black cross · e3 black cross · f3 black cross · c2 black cross · e2 black cross · g2 black cross · b1 black cross · e1 black cross · h1 black cross | a8 black cross · e8 black cross · b7 black cross · e7 black cross · h7 black cross · c6 black cross · e6 black cross · g6 black cross · d5 black cross · e5 black cross · f5 black cross · a4 black cross · b4 black cross · c4 black cross · d4 black cross · e4 black queen · f4 black cross · g4 black cross · h4 black cross · d3 black cross · e3 black cross · f3 black cross · c2 black cross · e2 black cross · g2 black cross · b1 black cross · e1 black cross · h1 black cross | a8 black cross · e8 black cross · b7 black cross · e7 black cross · h7 black cross · c6 black cross · e6 black cross · g6 black cross · d5 black cross · e5 black cross · f5 black cross · a4 black cross · b4 black cross · c4 black cross · d4 black cross · e4 black queen · f4 black cross · g4 black cross · h4 black cross · d3 black cross · e3 black cross · f3 black cross · c2 black cross · e2 black cross · g2 black cross · b1 black cross · e1 black cross · h1 black cross | 1 |
|   | a | b | c | d | e | f | g | h |   |

Када се изводи потез ловцем, топом или дамом, те фигуре на свом путу не могу да пређу преко преко поља на којем се налази нека друга фигура.

#### Кретање скакача
|   | a | b | c | d | e | f | g | h |   |
| 8 | b5 black cross · d5 black cross · a4 black cross · e4 black cross · c3 white knight · a2 black cross · e2 black cross · b1 black cross · d1 black cross | b5 black cross · d5 black cross · a4 black cross · e4 black cross · c3 white knight · a2 black cross · e2 black cross · b1 black cross · d1 black cross | b5 black cross · d5 black cross · a4 black cross · e4 black cross · c3 white knight · a2 black cross · e2 black cross · b1 black cross · d1 black cross | b5 black cross · d5 black cross · a4 black cross · e4 black cross · c3 white knight · a2 black cross · e2 black cross · b1 black cross · d1 black cross | b5 black cross · d5 black cross · a4 black cross · e4 black cross · c3 white knight · a2 black cross · e2 black cross · b1 black cross · d1 black cross | b5 black cross · d5 black cross · a4 black cross · e4 black cross · c3 white knight · a2 black cross · e2 black cross · b1 black cross · d1 black cross | b5 black cross · d5 black cross · a4 black cross · e4 black cross · c3 white knight · a2 black cross · e2 black cross · b1 black cross · d1 black cross | b5 black cross · d5 black cross · a4 black cross · e4 black cross · c3 white knight · a2 black cross · e2 black cross · b1 black cross · d1 black cross | 8 |
| 7 | b5 black cross · d5 black cross · a4 black cross · e4 black cross · c3 white knight · a2 black cross · e2 black cross · b1 black cross · d1 black cross | b5 black cross · d5 black cross · a4 black cross · e4 black cross · c3 white knight · a2 black cross · e2 black cross · b1 black cross · d1 black cross | b5 black cross · d5 black cross · a4 black cross · e4 black cross · c3 white knight · a2 black cross · e2 black cross · b1 black cross · d1 black cross | b5 black cross · d5 black cross · a4 black cross · e4 black cross · c3 white knight · a2 black cross · e2 black cross · b1 black cross · d1 black cross | b5 black cross · d5 black cross · a4 black cross · e4 black cross · c3 white knight · a2 black cross · e2 black cross · b1 black cross · d1 black cross | b5 black cross · d5 black cross · a4 black cross · e4 black cross · c3 white knight · a2 black cross · e2 black cross · b1 black cross · d1 black cross | b5 black cross · d5 black cross · a4 black cross · e4 black cross · c3 white knight · a2 black cross · e2 black cross · b1 black cross · d1 black cross | b5 black cross · d5 black cross · a4 black cross · e4 black cross · c3 white knight · a2 black cross · e2 black cross · b1 black cross · d1 black cross | 7 |
| 6 | b5 black cross · d5 black cross · a4 black cross · e4 black cross · c3 white knight · a2 black cross · e2 black cross · b1 black cross · d1 black cross | b5 black cross · d5 black cross · a4 black cross · e4 black cross · c3 white knight · a2 black cross · e2 black cross · b1 black cross · d1 black cross | b5 black cross · d5 black cross · a4 black cross · e4 black cross · c3 white knight · a2 black cross · e2 black cross · b1 black cross · d1 black cross | b5 black cross · d5 black cross · a4 black cross · e4 black cross · c3 white knight · a2 black cross · e2 black cross · b1 black cross · d1 black cross | b5 black cross · d5 black cross · a4 black cross · e4 black cross · c3 white knight · a2 black cross · e2 black cross · b1 black cross · d1 black cross | b5 black cross · d5 black cross · a4 black cross · e4 black cross · c3 white knight · a2 black cross · e2 black cross · b1 black cross · d1 black cross | b5 black cross · d5 black cross · a4 black cross · e4 black cross · c3 white knight · a2 black cross · e2 black cross · b1 black cross · d1 black cross | b5 black cross · d5 black cross · a4 black cross · e4 black cross · c3 white knight · a2 black cross · e2 black cross · b1 black cross · d1 black cross | 6 |
| 5 | b5 black cross · d5 black cross · a4 black cross · e4 black cross · c3 white knight · a2 black cross · e2 black cross · b1 black cross · d1 black cross | b5 black cross · d5 black cross · a4 black cross · e4 black cross · c3 white knight · a2 black cross · e2 black cross · b1 black cross · d1 black cross | b5 black cross · d5 black cross · a4 black cross · e4 black cross · c3 white knight · a2 black cross · e2 black cross · b1 black cross · d1 black cross | b5 black cross · d5 black cross · a4 black cross · e4 black cross · c3 white knight · a2 black cross · e2 black cross · b1 black cross · d1 black cross | b5 black cross · d5 black cross · a4 black cross · e4 black cross · c3 white knight · a2 black cross · e2 black cross · b1 black cross · d1 black cross | b5 black cross · d5 black cross · a4 black cross · e4 black cross · c3 white knight · a2 black cross · e2 black cross · b1 black cross · d1 black cross | b5 black cross · d5 black cross · a4 black cross · e4 black cross · c3 white knight · a2 black cross · e2 black cross · b1 black cross · d1 black cross | b5 black cross · d5 black cross · a4 black cross · e4 black cross · c3 white knight · a2 black cross · e2 black cross · b1 black cross · d1 black cross | 5 |
| 4 | b5 black cross · d5 black cross · a4 black cross · e4 black cross · c3 white knight · a2 black cross · e2 black cross · b1 black cross · d1 black cross | b5 black cross · d5 black cross · a4 black cross · e4 black cross · c3 white knight · a2 black cross · e2 black cross · b1 black cross · d1 black cross | b5 black cross · d5 black cross · a4 black cross · e4 black cross · c3 white knight · a2 black cross · e2 black cross · b1 black cross · d1 black cross | b5 black cross · d5 black cross · a4 black cross · e4 black cross · c3 white knight · a2 black cross · e2 black cross · b1 black cross · d1 black cross | b5 black cross · d5 black cross · a4 black cross · e4 black cross · c3 white knight · a2 black cross · e2 black cross · b1 black cross · d1 black cross | b5 black cross · d5 black cross · a4 black cross · e4 black cross · c3 white knight · a2 black cross · e2 black cross · b1 black cross · d1 black cross | b5 black cross · d5 black cross · a4 black cross · e4 black cross · c3 white knight · a2 black cross · e2 black cross · b1 black cross · d1 black cross | b5 black cross · d5 black cross · a4 black cross · e4 black cross · c3 white knight · a2 black cross · e2 black cross · b1 black cross · d1 black cross | 4 |
| 3 | b5 black cross · d5 black cross · a4 black cross · e4 black cross · c3 white knight · a2 black cross · e2 black cross · b1 black cross · d1 black cross | b5 black cross · d5 black cross · a4 black cross · e4 black cross · c3 white knight · a2 black cross · e2 black cross · b1 black cross · d1 black cross | b5 black cross · d5 black cross · a4 black cross · e4 black cross · c3 white knight · a2 black cross · e2 black cross · b1 black cross · d1 black cross | b5 black cross · d5 black cross · a4 black cross · e4 black cross · c3 white knight · a2 black cross · e2 black cross · b1 black cross · d1 black cross | b5 black cross · d5 black cross · a4 black cross · e4 black cross · c3 white knight · a2 black cross · e2 black cross · b1 black cross · d1 black cross | b5 black cross · d5 black cross · a4 black cross · e4 black cross · c3 white knight · a2 black cross · e2 black cross · b1 black cross · d1 black cross | b5 black cross · d5 black cross · a4 black cross · e4 black cross · c3 white knight · a2 black cross · e2 black cross · b1 black cross · d1 black cross | b5 black cross · d5 black cross · a4 black cross · e4 black cross · c3 white knight · a2 black cross · e2 black cross · b1 black cross · d1 black cross | 3 |
| 2 | b5 black cross · d5 black cross · a4 black cross · e4 black cross · c3 white knight · a2 black cross · e2 black cross · b1 black cross · d1 black cross | b5 black cross · d5 black cross · a4 black cross · e4 black cross · c3 white knight · a2 black cross · e2 black cross · b1 black cross · d1 black cross | b5 black cross · d5 black cross · a4 black cross · e4 black cross · c3 white knight · a2 black cross · e2 black cross · b1 black cross · d1 black cross | b5 black cross · d5 black cross · a4 black cross · e4 black cross · c3 white knight · a2 black cross · e2 black cross · b1 black cross · d1 black cross | b5 black cross · d5 black cross · a4 black cross · e4 black cross · c3 white knight · a2 black cross · e2 black cross · b1 black cross · d1 black cross | b5 black cross · d5 black cross · a4 black cross · e4 black cross · c3 white knight · a2 black cross · e2 black cross · b1 black cross · d1 black cross | b5 black cross · d5 black cross · a4 black cross · e4 black cross · c3 white knight · a2 black cross · e2 black cross · b1 black cross · d1 black cross | b5 black cross · d5 black cross · a4 black cross · e4 black cross · c3 white knight · a2 black cross · e2 black cross · b1 black cross · d1 black cross | 2 |
| 1 | b5 black cross · d5 black cross · a4 black cross · e4 black cross · c3 white knight · a2 black cross · e2 black cross · b1 black cross · d1 black cross | b5 black cross · d5 black cross · a4 black cross · e4 black cross · c3 white knight · a2 black cross · e2 black cross · b1 black cross · d1 black cross | b5 black cross · d5 black cross · a4 black cross · e4 black cross · c3 white knight · a2 black cross · e2 black cross · b1 black cross · d1 black cross | b5 black cross · d5 black cross · a4 black cross · e4 black cross · c3 white knight · a2 black cross · e2 black cross · b1 black cross · d1 black cross | b5 black cross · d5 black cross · a4 black cross · e4 black cross · c3 white knight · a2 black cross · e2 black cross · b1 black cross · d1 black cross | b5 black cross · d5 black cross · a4 black cross · e4 black cross · c3 white knight · a2 black cross · e2 black cross · b1 black cross · d1 black cross | b5 black cross · d5 black cross · a4 black cross · e4 black cross · c3 white knight · a2 black cross · e2 black cross · b1 black cross · d1 black cross | b5 black cross · d5 black cross · a4 black cross · e4 black cross · c3 white knight · a2 black cross · e2 black cross · b1 black cross · d1 black cross | 1 |
|   | a | b | c | d | e | f | g | h |   |

|   | a | b | c | d | e | f | g | h |   |
| 8 | f8 black bishop · g8 black knight · h8 black rook · e7 black cross · f7 black pawn · g7 black pawn · h7 black pawn · f6 black cross · h6 black cross | f8 black bishop · g8 black knight · h8 black rook · e7 black cross · f7 black pawn · g7 black pawn · h7 black pawn · f6 black cross · h6 black cross | f8 black bishop · g8 black knight · h8 black rook · e7 black cross · f7 black pawn · g7 black pawn · h7 black pawn · f6 black cross · h6 black cross | f8 black bishop · g8 black knight · h8 black rook · e7 black cross · f7 black pawn · g7 black pawn · h7 black pawn · f6 black cross · h6 black cross | f8 black bishop · g8 black knight · h8 black rook · e7 black cross · f7 black pawn · g7 black pawn · h7 black pawn · f6 black cross · h6 black cross | f8 black bishop · g8 black knight · h8 black rook · e7 black cross · f7 black pawn · g7 black pawn · h7 black pawn · f6 black cross · h6 black cross | f8 black bishop · g8 black knight · h8 black rook · e7 black cross · f7 black pawn · g7 black pawn · h7 black pawn · f6 black cross · h6 black cross | f8 black bishop · g8 black knight · h8 black rook · e7 black cross · f7 black pawn · g7 black pawn · h7 black pawn · f6 black cross · h6 black cross | 8 |
| 7 | f8 black bishop · g8 black knight · h8 black rook · e7 black cross · f7 black pawn · g7 black pawn · h7 black pawn · f6 black cross · h6 black cross | f8 black bishop · g8 black knight · h8 black rook · e7 black cross · f7 black pawn · g7 black pawn · h7 black pawn · f6 black cross · h6 black cross | f8 black bishop · g8 black knight · h8 black rook · e7 black cross · f7 black pawn · g7 black pawn · h7 black pawn · f6 black cross · h6 black cross | f8 black bishop · g8 black knight · h8 black rook · e7 black cross · f7 black pawn · g7 black pawn · h7 black pawn · f6 black cross · h6 black cross | f8 black bishop · g8 black knight · h8 black rook · e7 black cross · f7 black pawn · g7 black pawn · h7 black pawn · f6 black cross · h6 black cross | f8 black bishop · g8 black knight · h8 black rook · e7 black cross · f7 black pawn · g7 black pawn · h7 black pawn · f6 black cross · h6 black cross | f8 black bishop · g8 black knight · h8 black rook · e7 black cross · f7 black pawn · g7 black pawn · h7 black pawn · f6 black cross · h6 black cross | f8 black bishop · g8 black knight · h8 black rook · e7 black cross · f7 black pawn · g7 black pawn · h7 black pawn · f6 black cross · h6 black cross | 7 |
| 6 | f8 black bishop · g8 black knight · h8 black rook · e7 black cross · f7 black pawn · g7 black pawn · h7 black pawn · f6 black cross · h6 black cross | f8 black bishop · g8 black knight · h8 black rook · e7 black cross · f7 black pawn · g7 black pawn · h7 black pawn · f6 black cross · h6 black cross | f8 black bishop · g8 black knight · h8 black rook · e7 black cross · f7 black pawn · g7 black pawn · h7 black pawn · f6 black cross · h6 black cross | f8 black bishop · g8 black knight · h8 black rook · e7 black cross · f7 black pawn · g7 black pawn · h7 black pawn · f6 black cross · h6 black cross | f8 black bishop · g8 black knight · h8 black rook · e7 black cross · f7 black pawn · g7 black pawn · h7 black pawn · f6 black cross · h6 black cross | f8 black bishop · g8 black knight · h8 black rook · e7 black cross · f7 black pawn · g7 black pawn · h7 black pawn · f6 black cross · h6 black cross | f8 black bishop · g8 black knight · h8 black rook · e7 black cross · f7 black pawn · g7 black pawn · h7 black pawn · f6 black cross · h6 black cross | f8 black bishop · g8 black knight · h8 black rook · e7 black cross · f7 black pawn · g7 black pawn · h7 black pawn · f6 black cross · h6 black cross | 6 |
| 5 | f8 black bishop · g8 black knight · h8 black rook · e7 black cross · f7 black pawn · g7 black pawn · h7 black pawn · f6 black cross · h6 black cross | f8 black bishop · g8 black knight · h8 black rook · e7 black cross · f7 black pawn · g7 black pawn · h7 black pawn · f6 black cross · h6 black cross | f8 black bishop · g8 black knight · h8 black rook · e7 black cross · f7 black pawn · g7 black pawn · h7 black pawn · f6 black cross · h6 black cross | f8 black bishop · g8 black knight · h8 black rook · e7 black cross · f7 black pawn · g7 black pawn · h7 black pawn · f6 black cross · h6 black cross | f8 black bishop · g8 black knight · h8 black rook · e7 black cross · f7 black pawn · g7 black pawn · h7 black pawn · f6 black cross · h6 black cross | f8 black bishop · g8 black knight · h8 black rook · e7 black cross · f7 black pawn · g7 black pawn · h7 black pawn · f6 black cross · h6 black cross | f8 black bishop · g8 black knight · h8 black rook · e7 black cross · f7 black pawn · g7 black pawn · h7 black pawn · f6 black cross · h6 black cross | f8 black bishop · g8 black knight · h8 black rook · e7 black cross · f7 black pawn · g7 black pawn · h7 black pawn · f6 black cross · h6 black cross | 5 |
| 4 | f8 black bishop · g8 black knight · h8 black rook · e7 black cross · f7 black pawn · g7 black pawn · h7 black pawn · f6 black cross · h6 black cross | f8 black bishop · g8 black knight · h8 black rook · e7 black cross · f7 black pawn · g7 black pawn · h7 black pawn · f6 black cross · h6 black cross | f8 black bishop · g8 black knight · h8 black rook · e7 black cross · f7 black pawn · g7 black pawn · h7 black pawn · f6 black cross · h6 black cross | f8 black bishop · g8 black knight · h8 black rook · e7 black cross · f7 black pawn · g7 black pawn · h7 black pawn · f6 black cross · h6 black cross | f8 black bishop · g8 black knight · h8 black rook · e7 black cross · f7 black pawn · g7 black pawn · h7 black pawn · f6 black cross · h6 black cross | f8 black bishop · g8 black knight · h8 black rook · e7 black cross · f7 black pawn · g7 black pawn · h7 black pawn · f6 black cross · h6 black cross | f8 black bishop · g8 black knight · h8 black rook · e7 black cross · f7 black pawn · g7 black pawn · h7 black pawn · f6 black cross · h6 black cross | f8 black bishop · g8 black knight · h8 black rook · e7 black cross · f7 black pawn · g7 black pawn · h7 black pawn · f6 black cross · h6 black cross | 4 |
| 3 | f8 black bishop · g8 black knight · h8 black rook · e7 black cross · f7 black pawn · g7 black pawn · h7 black pawn · f6 black cross · h6 black cross | f8 black bishop · g8 black knight · h8 black rook · e7 black cross · f7 black pawn · g7 black pawn · h7 black pawn · f6 black cross · h6 black cross | f8 black bishop · g8 black knight · h8 black rook · e7 black cross · f7 black pawn · g7 black pawn · h7 black pawn · f6 black cross · h6 black cross | f8 black bishop · g8 black knight · h8 black rook · e7 black cross · f7 black pawn · g7 black pawn · h7 black pawn · f6 black cross · h6 black cross | f8 black bishop · g8 black knight · h8 black rook · e7 black cross · f7 black pawn · g7 black pawn · h7 black pawn · f6 black cross · h6 black cross | f8 black bishop · g8 black knight · h8 black rook · e7 black cross · f7 black pawn · g7 black pawn · h7 black pawn · f6 black cross · h6 black cross | f8 black bishop · g8 black knight · h8 black rook · e7 black cross · f7 black pawn · g7 black pawn · h7 black pawn · f6 black cross · h6 black cross | f8 black bishop · g8 black knight · h8 black rook · e7 black cross · f7 black pawn · g7 black pawn · h7 black pawn · f6 black cross · h6 black cross | 3 |
| 2 | f8 black bishop · g8 black knight · h8 black rook · e7 black cross · f7 black pawn · g7 black pawn · h7 black pawn · f6 black cross · h6 black cross | f8 black bishop · g8 black knight · h8 black rook · e7 black cross · f7 black pawn · g7 black pawn · h7 black pawn · f6 black cross · h6 black cross | f8 black bishop · g8 black knight · h8 black rook · e7 black cross · f7 black pawn · g7 black pawn · h7 black pawn · f6 black cross · h6 black cross | f8 black bishop · g8 black knight · h8 black rook · e7 black cross · f7 black pawn · g7 black pawn · h7 black pawn · f6 black cross · h6 black cross | f8 black bishop · g8 black knight · h8 black rook · e7 black cross · f7 black pawn · g7 black pawn · h7 black pawn · f6 black cross · h6 black cross | f8 black bishop · g8 black knight · h8 black rook · e7 black cross · f7 black pawn · g7 black pawn · h7 black pawn · f6 black cross · h6 black cross | f8 black bishop · g8 black knight · h8 black rook · e7 black cross · f7 black pawn · g7 black pawn · h7 black pawn · f6 black cross · h6 black cross | f8 black bishop · g8 black knight · h8 black rook · e7 black cross · f7 black pawn · g7 black pawn · h7 black pawn · f6 black cross · h6 black cross | 2 |
| 1 | f8 black bishop · g8 black knight · h8 black rook · e7 black cross · f7 black pawn · g7 black pawn · h7 black pawn · f6 black cross · h6 black cross | f8 black bishop · g8 black knight · h8 black rook · e7 black cross · f7 black pawn · g7 black pawn · h7 black pawn · f6 black cross · h6 black cross | f8 black bishop · g8 black knight · h8 black rook · e7 black cross · f7 black pawn · g7 black pawn · h7 black pawn · f6 black cross · h6 black cross | f8 black bishop · g8 black knight · h8 black rook · e7 black cross · f7 black pawn · g7 black pawn · h7 black pawn · f6 black cross · h6 black cross | f8 black bishop · g8 black knight · h8 black rook · e7 black cross · f7 black pawn · g7 black pawn · h7 black pawn · f6 black cross · h6 black cross | f8 black bishop · g8 black knight · h8 black rook · e7 black cross · f7 black pawn · g7 black pawn · h7 black pawn · f6 black cross · h6 black cross | f8 black bishop · g8 black knight · h8 black rook · e7 black cross · f7 black pawn · g7 black pawn · h7 black pawn · f6 black cross · h6 black cross | f8 black bishop · g8 black knight · h8 black rook · e7 black cross · f7 black pawn · g7 black pawn · h7 black pawn · f6 black cross · h6 black cross | 1 |
|   | a | b | c | d | e | f | g | h |   |

#### Кретање пешака
|   | a                                                                                | b                                                                                | c                                                                                | d                                                                                | e                                                                                | f                                                                                | g                                                                                | h                                                                                |   |
| 8 | g5 black pawn · c4 black cross · g4 black cross · c3 black cross · c2 white pawn | g5 black pawn · c4 black cross · g4 black cross · c3 black cross · c2 white pawn | g5 black pawn · c4 black cross · g4 black cross · c3 black cross · c2 white pawn | g5 black pawn · c4 black cross · g4 black cross · c3 black cross · c2 white pawn | g5 black pawn · c4 black cross · g4 black cross · c3 black cross · c2 white pawn | g5 black pawn · c4 black cross · g4 black cross · c3 black cross · c2 white pawn | g5 black pawn · c4 black cross · g4 black cross · c3 black cross · c2 white pawn | g5 black pawn · c4 black cross · g4 black cross · c3 black cross · c2 white pawn | 8 |
| 7 | g5 black pawn · c4 black cross · g4 black cross · c3 black cross · c2 white pawn | g5 black pawn · c4 black cross · g4 black cross · c3 black cross · c2 white pawn | g5 black pawn · c4 black cross · g4 black cross · c3 black cross · c2 white pawn | g5 black pawn · c4 black cross · g4 black cross · c3 black cross · c2 white pawn | g5 black pawn · c4 black cross · g4 black cross · c3 black cross · c2 white pawn | g5 black pawn · c4 black cross · g4 black cross · c3 black cross · c2 white pawn | g5 black pawn · c4 black cross · g4 black cross · c3 black cross · c2 white pawn | g5 black pawn · c4 black cross · g4 black cross · c3 black cross · c2 white pawn | 7 |
| 6 | g5 black pawn · c4 black cross · g4 black cross · c3 black cross · c2 white pawn | g5 black pawn · c4 black cross · g4 black cross · c3 black cross · c2 white pawn | g5 black pawn · c4 black cross · g4 black cross · c3 black cross · c2 white pawn | g5 black pawn · c4 black cross · g4 black cross · c3 black cross · c2 white pawn | g5 black pawn · c4 black cross · g4 black cross · c3 black cross · c2 white pawn | g5 black pawn · c4 black cross · g4 black cross · c3 black cross · c2 white pawn | g5 black pawn · c4 black cross · g4 black cross · c3 black cross · c2 white pawn | g5 black pawn · c4 black cross · g4 black cross · c3 black cross · c2 white pawn | 6 |
| 5 | g5 black pawn · c4 black cross · g4 black cross · c3 black cross · c2 white pawn | g5 black pawn · c4 black cross · g4 black cross · c3 black cross · c2 white pawn | g5 black pawn · c4 black cross · g4 black cross · c3 black cross · c2 white pawn | g5 black pawn · c4 black cross · g4 black cross · c3 black cross · c2 white pawn | g5 black pawn · c4 black cross · g4 black cross · c3 black cross · c2 white pawn | g5 black pawn · c4 black cross · g4 black cross · c3 black cross · c2 white pawn | g5 black pawn · c4 black cross · g4 black cross · c3 black cross · c2 white pawn | g5 black pawn · c4 black cross · g4 black cross · c3 black cross · c2 white pawn | 5 |
| 4 | g5 black pawn · c4 black cross · g4 black cross · c3 black cross · c2 white pawn | g5 black pawn · c4 black cross · g4 black cross · c3 black cross · c2 white pawn | g5 black pawn · c4 black cross · g4 black cross · c3 black cross · c2 white pawn | g5 black pawn · c4 black cross · g4 black cross · c3 black cross · c2 white pawn | g5 black pawn · c4 black cross · g4 black cross · c3 black cross · c2 white pawn | g5 black pawn · c4 black cross · g4 black cross · c3 black cross · c2 white pawn | g5 black pawn · c4 black cross · g4 black cross · c3 black cross · c2 white pawn | g5 black pawn · c4 black cross · g4 black cross · c3 black cross · c2 white pawn | 4 |
| 3 | g5 black pawn · c4 black cross · g4 black cross · c3 black cross · c2 white pawn | g5 black pawn · c4 black cross · g4 black cross · c3 black cross · c2 white pawn | g5 black pawn · c4 black cross · g4 black cross · c3 black cross · c2 white pawn | g5 black pawn · c4 black cross · g4 black cross · c3 black cross · c2 white pawn | g5 black pawn · c4 black cross · g4 black cross · c3 black cross · c2 white pawn | g5 black pawn · c4 black cross · g4 black cross · c3 black cross · c2 white pawn | g5 black pawn · c4 black cross · g4 black cross · c3 black cross · c2 white pawn | g5 black pawn · c4 black cross · g4 black cross · c3 black cross · c2 white pawn | 3 |
| 2 | g5 black pawn · c4 black cross · g4 black cross · c3 black cross · c2 white pawn | g5 black pawn · c4 black cross · g4 black cross · c3 black cross · c2 white pawn | g5 black pawn · c4 black cross · g4 black cross · c3 black cross · c2 white pawn | g5 black pawn · c4 black cross · g4 black cross · c3 black cross · c2 white pawn | g5 black pawn · c4 black cross · g4 black cross · c3 black cross · c2 white pawn | g5 black pawn · c4 black cross · g4 black cross · c3 black cross · c2 white pawn | g5 black pawn · c4 black cross · g4 black cross · c3 black cross · c2 white pawn | g5 black pawn · c4 black cross · g4 black cross · c3 black cross · c2 white pawn | 2 |
| 1 | g5 black pawn · c4 black cross · g4 black cross · c3 black cross · c2 white pawn | g5 black pawn · c4 black cross · g4 black cross · c3 black cross · c2 white pawn | g5 black pawn · c4 black cross · g4 black cross · c3 black cross · c2 white pawn | g5 black pawn · c4 black cross · g4 black cross · c3 black cross · c2 white pawn | g5 black pawn · c4 black cross · g4 black cross · c3 black cross · c2 white pawn | g5 black pawn · c4 black cross · g4 black cross · c3 black cross · c2 white pawn | g5 black pawn · c4 black cross · g4 black cross · c3 black cross · c2 white pawn | g5 black pawn · c4 black cross · g4 black cross · c3 black cross · c2 white pawn | 1 |
|   | a                                                                                | b                                                                                | c                                                                                | d                                                                                | e                                                                                | f                                                                                | g                                                                                | h                                                                                |   |

|   | a                                               | b                                               | c                                               | d                                               | e                                               | f                                               | g                                               | h                                               |   |
| 8 | b3 black cross · d3 black cross · c2 white pawn | b3 black cross · d3 black cross · c2 white pawn | b3 black cross · d3 black cross · c2 white pawn | b3 black cross · d3 black cross · c2 white pawn | b3 black cross · d3 black cross · c2 white pawn | b3 black cross · d3 black cross · c2 white pawn | b3 black cross · d3 black cross · c2 white pawn | b3 black cross · d3 black cross · c2 white pawn | 8 |
| 7 | b3 black cross · d3 black cross · c2 white pawn | b3 black cross · d3 black cross · c2 white pawn | b3 black cross · d3 black cross · c2 white pawn | b3 black cross · d3 black cross · c2 white pawn | b3 black cross · d3 black cross · c2 white pawn | b3 black cross · d3 black cross · c2 white pawn | b3 black cross · d3 black cross · c2 white pawn | b3 black cross · d3 black cross · c2 white pawn | 7 |
| 6 | b3 black cross · d3 black cross · c2 white pawn | b3 black cross · d3 black cross · c2 white pawn | b3 black cross · d3 black cross · c2 white pawn | b3 black cross · d3 black cross · c2 white pawn | b3 black cross · d3 black cross · c2 white pawn | b3 black cross · d3 black cross · c2 white pawn | b3 black cross · d3 black cross · c2 white pawn | b3 black cross · d3 black cross · c2 white pawn | 6 |
| 5 | b3 black cross · d3 black cross · c2 white pawn | b3 black cross · d3 black cross · c2 white pawn | b3 black cross · d3 black cross · c2 white pawn | b3 black cross · d3 black cross · c2 white pawn | b3 black cross · d3 black cross · c2 white pawn | b3 black cross · d3 black cross · c2 white pawn | b3 black cross · d3 black cross · c2 white pawn | b3 black cross · d3 black cross · c2 white pawn | 5 |
| 4 | b3 black cross · d3 black cross · c2 white pawn | b3 black cross · d3 black cross · c2 white pawn | b3 black cross · d3 black cross · c2 white pawn | b3 black cross · d3 black cross · c2 white pawn | b3 black cross · d3 black cross · c2 white pawn | b3 black cross · d3 black cross · c2 white pawn | b3 black cross · d3 black cross · c2 white pawn | b3 black cross · d3 black cross · c2 white pawn | 4 |
| 3 | b3 black cross · d3 black cross · c2 white pawn | b3 black cross · d3 black cross · c2 white pawn | b3 black cross · d3 black cross · c2 white pawn | b3 black cross · d3 black cross · c2 white pawn | b3 black cross · d3 black cross · c2 white pawn | b3 black cross · d3 black cross · c2 white pawn | b3 black cross · d3 black cross · c2 white pawn | b3 black cross · d3 black cross · c2 white pawn | 3 |
| 2 | b3 black cross · d3 black cross · c2 white pawn | b3 black cross · d3 black cross · c2 white pawn | b3 black cross · d3 black cross · c2 white pawn | b3 black cross · d3 black cross · c2 white pawn | b3 black cross · d3 black cross · c2 white pawn | b3 black cross · d3 black cross · c2 white pawn | b3 black cross · d3 black cross · c2 white pawn | b3 black cross · d3 black cross · c2 white pawn | 2 |
| 1 | b3 black cross · d3 black cross · c2 white pawn | b3 black cross · d3 black cross · c2 white pawn | b3 black cross · d3 black cross · c2 white pawn | b3 black cross · d3 black cross · c2 white pawn | b3 black cross · d3 black cross · c2 white pawn | b3 black cross · d3 black cross · c2 white pawn | b3 black cross · d3 black cross · c2 white pawn | b3 black cross · d3 black cross · c2 white pawn | 1 |
|   | a                                               | b                                               | c                                               | d                                               | e                                               | f                                               | g                                               | h                                               |   |

|   | a                                              | b                                              | c                                              | d                                              | e                                              | f                                              | g                                              | h                                              |   |
| 8 | e6 black cross · d5 white pawn · e5 black pawn | e6 black cross · d5 white pawn · e5 black pawn | e6 black cross · d5 white pawn · e5 black pawn | e6 black cross · d5 white pawn · e5 black pawn | e6 black cross · d5 white pawn · e5 black pawn | e6 black cross · d5 white pawn · e5 black pawn | e6 black cross · d5 white pawn · e5 black pawn | e6 black cross · d5 white pawn · e5 black pawn | 8 |
| 7 | e6 black cross · d5 white pawn · e5 black pawn | e6 black cross · d5 white pawn · e5 black pawn | e6 black cross · d5 white pawn · e5 black pawn | e6 black cross · d5 white pawn · e5 black pawn | e6 black cross · d5 white pawn · e5 black pawn | e6 black cross · d5 white pawn · e5 black pawn | e6 black cross · d5 white pawn · e5 black pawn | e6 black cross · d5 white pawn · e5 black pawn | 7 |
| 6 | e6 black cross · d5 white pawn · e5 black pawn | e6 black cross · d5 white pawn · e5 black pawn | e6 black cross · d5 white pawn · e5 black pawn | e6 black cross · d5 white pawn · e5 black pawn | e6 black cross · d5 white pawn · e5 black pawn | e6 black cross · d5 white pawn · e5 black pawn | e6 black cross · d5 white pawn · e5 black pawn | e6 black cross · d5 white pawn · e5 black pawn | 6 |
| 5 | e6 black cross · d5 white pawn · e5 black pawn | e6 black cross · d5 white pawn · e5 black pawn | e6 black cross · d5 white pawn · e5 black pawn | e6 black cross · d5 white pawn · e5 black pawn | e6 black cross · d5 white pawn · e5 black pawn | e6 black cross · d5 white pawn · e5 black pawn | e6 black cross · d5 white pawn · e5 black pawn | e6 black cross · d5 white pawn · e5 black pawn | 5 |
| 4 | e6 black cross · d5 white pawn · e5 black pawn | e6 black cross · d5 white pawn · e5 black pawn | e6 black cross · d5 white pawn · e5 black pawn | e6 black cross · d5 white pawn · e5 black pawn | e6 black cross · d5 white pawn · e5 black pawn | e6 black cross · d5 white pawn · e5 black pawn | e6 black cross · d5 white pawn · e5 black pawn | e6 black cross · d5 white pawn · e5 black pawn | 4 |
| 3 | e6 black cross · d5 white pawn · e5 black pawn | e6 black cross · d5 white pawn · e5 black pawn | e6 black cross · d5 white pawn · e5 black pawn | e6 black cross · d5 white pawn · e5 black pawn | e6 black cross · d5 white pawn · e5 black pawn | e6 black cross · d5 white pawn · e5 black pawn | e6 black cross · d5 white pawn · e5 black pawn | e6 black cross · d5 white pawn · e5 black pawn | 3 |
| 2 | e6 black cross · d5 white pawn · e5 black pawn | e6 black cross · d5 white pawn · e5 black pawn | e6 black cross · d5 white pawn · e5 black pawn | e6 black cross · d5 white pawn · e5 black pawn | e6 black cross · d5 white pawn · e5 black pawn | e6 black cross · d5 white pawn · e5 black pawn | e6 black cross · d5 white pawn · e5 black pawn | e6 black cross · d5 white pawn · e5 black pawn | 2 |
| 1 | e6 black cross · d5 white pawn · e5 black pawn | e6 black cross · d5 white pawn · e5 black pawn | e6 black cross · d5 white pawn · e5 black pawn | e6 black cross · d5 white pawn · e5 black pawn | e6 black cross · d5 white pawn · e5 black pawn | e6 black cross · d5 white pawn · e5 black pawn | e6 black cross · d5 white pawn · e5 black pawn | e6 black cross · d5 white pawn · e5 black pawn | 1 |
|   | a                                              | b                                              | c                                              | d                                              | e                                              | f                                              | g                                              | h                                              |   |

Када пешак дође до реда најудаљенијег од његове полазне позиције, он мора бити у оквиру истог потеза замењен за даму, топа, ловца или скакача исте боје. Избор није ограничен само на фигуре које су раније однете са табле. Ова замена пешака за другу фигуру назива се „промоција“ и дејство нове фигуре започиње одмах.

#### Кретање краља
|   | a | b | c | d | e | f | g | h |   |
| 8 | d8 black cross · e8 black king · f8 black cross · d7 black cross · e7 black cross · f7 black cross · b4 black cross · c4 black cross · d4 black cross · b3 black cross · c3 white king · d3 black cross · b2 black cross · c2 black cross · d2 black cross | d8 black cross · e8 black king · f8 black cross · d7 black cross · e7 black cross · f7 black cross · b4 black cross · c4 black cross · d4 black cross · b3 black cross · c3 white king · d3 black cross · b2 black cross · c2 black cross · d2 black cross | d8 black cross · e8 black king · f8 black cross · d7 black cross · e7 black cross · f7 black cross · b4 black cross · c4 black cross · d4 black cross · b3 black cross · c3 white king · d3 black cross · b2 black cross · c2 black cross · d2 black cross | d8 black cross · e8 black king · f8 black cross · d7 black cross · e7 black cross · f7 black cross · b4 black cross · c4 black cross · d4 black cross · b3 black cross · c3 white king · d3 black cross · b2 black cross · c2 black cross · d2 black cross | d8 black cross · e8 black king · f8 black cross · d7 black cross · e7 black cross · f7 black cross · b4 black cross · c4 black cross · d4 black cross · b3 black cross · c3 white king · d3 black cross · b2 black cross · c2 black cross · d2 black cross | d8 black cross · e8 black king · f8 black cross · d7 black cross · e7 black cross · f7 black cross · b4 black cross · c4 black cross · d4 black cross · b3 black cross · c3 white king · d3 black cross · b2 black cross · c2 black cross · d2 black cross | d8 black cross · e8 black king · f8 black cross · d7 black cross · e7 black cross · f7 black cross · b4 black cross · c4 black cross · d4 black cross · b3 black cross · c3 white king · d3 black cross · b2 black cross · c2 black cross · d2 black cross | d8 black cross · e8 black king · f8 black cross · d7 black cross · e7 black cross · f7 black cross · b4 black cross · c4 black cross · d4 black cross · b3 black cross · c3 white king · d3 black cross · b2 black cross · c2 black cross · d2 black cross | 8 |
| 7 | d8 black cross · e8 black king · f8 black cross · d7 black cross · e7 black cross · f7 black cross · b4 black cross · c4 black cross · d4 black cross · b3 black cross · c3 white king · d3 black cross · b2 black cross · c2 black cross · d2 black cross | d8 black cross · e8 black king · f8 black cross · d7 black cross · e7 black cross · f7 black cross · b4 black cross · c4 black cross · d4 black cross · b3 black cross · c3 white king · d3 black cross · b2 black cross · c2 black cross · d2 black cross | d8 black cross · e8 black king · f8 black cross · d7 black cross · e7 black cross · f7 black cross · b4 black cross · c4 black cross · d4 black cross · b3 black cross · c3 white king · d3 black cross · b2 black cross · c2 black cross · d2 black cross | d8 black cross · e8 black king · f8 black cross · d7 black cross · e7 black cross · f7 black cross · b4 black cross · c4 black cross · d4 black cross · b3 black cross · c3 white king · d3 black cross · b2 black cross · c2 black cross · d2 black cross | d8 black cross · e8 black king · f8 black cross · d7 black cross · e7 black cross · f7 black cross · b4 black cross · c4 black cross · d4 black cross · b3 black cross · c3 white king · d3 black cross · b2 black cross · c2 black cross · d2 black cross | d8 black cross · e8 black king · f8 black cross · d7 black cross · e7 black cross · f7 black cross · b4 black cross · c4 black cross · d4 black cross · b3 black cross · c3 white king · d3 black cross · b2 black cross · c2 black cross · d2 black cross | d8 black cross · e8 black king · f8 black cross · d7 black cross · e7 black cross · f7 black cross · b4 black cross · c4 black cross · d4 black cross · b3 black cross · c3 white king · d3 black cross · b2 black cross · c2 black cross · d2 black cross | d8 black cross · e8 black king · f8 black cross · d7 black cross · e7 black cross · f7 black cross · b4 black cross · c4 black cross · d4 black cross · b3 black cross · c3 white king · d3 black cross · b2 black cross · c2 black cross · d2 black cross | 7 |
| 6 | d8 black cross · e8 black king · f8 black cross · d7 black cross · e7 black cross · f7 black cross · b4 black cross · c4 black cross · d4 black cross · b3 black cross · c3 white king · d3 black cross · b2 black cross · c2 black cross · d2 black cross | d8 black cross · e8 black king · f8 black cross · d7 black cross · e7 black cross · f7 black cross · b4 black cross · c4 black cross · d4 black cross · b3 black cross · c3 white king · d3 black cross · b2 black cross · c2 black cross · d2 black cross | d8 black cross · e8 black king · f8 black cross · d7 black cross · e7 black cross · f7 black cross · b4 black cross · c4 black cross · d4 black cross · b3 black cross · c3 white king · d3 black cross · b2 black cross · c2 black cross · d2 black cross | d8 black cross · e8 black king · f8 black cross · d7 black cross · e7 black cross · f7 black cross · b4 black cross · c4 black cross · d4 black cross · b3 black cross · c3 white king · d3 black cross · b2 black cross · c2 black cross · d2 black cross | d8 black cross · e8 black king · f8 black cross · d7 black cross · e7 black cross · f7 black cross · b4 black cross · c4 black cross · d4 black cross · b3 black cross · c3 white king · d3 black cross · b2 black cross · c2 black cross · d2 black cross | d8 black cross · e8 black king · f8 black cross · d7 black cross · e7 black cross · f7 black cross · b4 black cross · c4 black cross · d4 black cross · b3 black cross · c3 white king · d3 black cross · b2 black cross · c2 black cross · d2 black cross | d8 black cross · e8 black king · f8 black cross · d7 black cross · e7 black cross · f7 black cross · b4 black cross · c4 black cross · d4 black cross · b3 black cross · c3 white king · d3 black cross · b2 black cross · c2 black cross · d2 black cross | d8 black cross · e8 black king · f8 black cross · d7 black cross · e7 black cross · f7 black cross · b4 black cross · c4 black cross · d4 black cross · b3 black cross · c3 white king · d3 black cross · b2 black cross · c2 black cross · d2 black cross | 6 |
| 5 | d8 black cross · e8 black king · f8 black cross · d7 black cross · e7 black cross · f7 black cross · b4 black cross · c4 black cross · d4 black cross · b3 black cross · c3 white king · d3 black cross · b2 black cross · c2 black cross · d2 black cross | d8 black cross · e8 black king · f8 black cross · d7 black cross · e7 black cross · f7 black cross · b4 black cross · c4 black cross · d4 black cross · b3 black cross · c3 white king · d3 black cross · b2 black cross · c2 black cross · d2 black cross | d8 black cross · e8 black king · f8 black cross · d7 black cross · e7 black cross · f7 black cross · b4 black cross · c4 black cross · d4 black cross · b3 black cross · c3 white king · d3 black cross · b2 black cross · c2 black cross · d2 black cross | d8 black cross · e8 black king · f8 black cross · d7 black cross · e7 black cross · f7 black cross · b4 black cross · c4 black cross · d4 black cross · b3 black cross · c3 white king · d3 black cross · b2 black cross · c2 black cross · d2 black cross | d8 black cross · e8 black king · f8 black cross · d7 black cross · e7 black cross · f7 black cross · b4 black cross · c4 black cross · d4 black cross · b3 black cross · c3 white king · d3 black cross · b2 black cross · c2 black cross · d2 black cross | d8 black cross · e8 black king · f8 black cross · d7 black cross · e7 black cross · f7 black cross · b4 black cross · c4 black cross · d4 black cross · b3 black cross · c3 white king · d3 black cross · b2 black cross · c2 black cross · d2 black cross | d8 black cross · e8 black king · f8 black cross · d7 black cross · e7 black cross · f7 black cross · b4 black cross · c4 black cross · d4 black cross · b3 black cross · c3 white king · d3 black cross · b2 black cross · c2 black cross · d2 black cross | d8 black cross · e8 black king · f8 black cross · d7 black cross · e7 black cross · f7 black cross · b4 black cross · c4 black cross · d4 black cross · b3 black cross · c3 white king · d3 black cross · b2 black cross · c2 black cross · d2 black cross | 5 |
| 4 | d8 black cross · e8 black king · f8 black cross · d7 black cross · e7 black cross · f7 black cross · b4 black cross · c4 black cross · d4 black cross · b3 black cross · c3 white king · d3 black cross · b2 black cross · c2 black cross · d2 black cross | d8 black cross · e8 black king · f8 black cross · d7 black cross · e7 black cross · f7 black cross · b4 black cross · c4 black cross · d4 black cross · b3 black cross · c3 white king · d3 black cross · b2 black cross · c2 black cross · d2 black cross | d8 black cross · e8 black king · f8 black cross · d7 black cross · e7 black cross · f7 black cross · b4 black cross · c4 black cross · d4 black cross · b3 black cross · c3 white king · d3 black cross · b2 black cross · c2 black cross · d2 black cross | d8 black cross · e8 black king · f8 black cross · d7 black cross · e7 black cross · f7 black cross · b4 black cross · c4 black cross · d4 black cross · b3 black cross · c3 white king · d3 black cross · b2 black cross · c2 black cross · d2 black cross | d8 black cross · e8 black king · f8 black cross · d7 black cross · e7 black cross · f7 black cross · b4 black cross · c4 black cross · d4 black cross · b3 black cross · c3 white king · d3 black cross · b2 black cross · c2 black cross · d2 black cross | d8 black cross · e8 black king · f8 black cross · d7 black cross · e7 black cross · f7 black cross · b4 black cross · c4 black cross · d4 black cross · b3 black cross · c3 white king · d3 black cross · b2 black cross · c2 black cross · d2 black cross | d8 black cross · e8 black king · f8 black cross · d7 black cross · e7 black cross · f7 black cross · b4 black cross · c4 black cross · d4 black cross · b3 black cross · c3 white king · d3 black cross · b2 black cross · c2 black cross · d2 black cross | d8 black cross · e8 black king · f8 black cross · d7 black cross · e7 black cross · f7 black cross · b4 black cross · c4 black cross · d4 black cross · b3 black cross · c3 white king · d3 black cross · b2 black cross · c2 black cross · d2 black cross | 4 |
| 3 | d8 black cross · e8 black king · f8 black cross · d7 black cross · e7 black cross · f7 black cross · b4 black cross · c4 black cross · d4 black cross · b3 black cross · c3 white king · d3 black cross · b2 black cross · c2 black cross · d2 black cross | d8 black cross · e8 black king · f8 black cross · d7 black cross · e7 black cross · f7 black cross · b4 black cross · c4 black cross · d4 black cross · b3 black cross · c3 white king · d3 black cross · b2 black cross · c2 black cross · d2 black cross | d8 black cross · e8 black king · f8 black cross · d7 black cross · e7 black cross · f7 black cross · b4 black cross · c4 black cross · d4 black cross · b3 black cross · c3 white king · d3 black cross · b2 black cross · c2 black cross · d2 black cross | d8 black cross · e8 black king · f8 black cross · d7 black cross · e7 black cross · f7 black cross · b4 black cross · c4 black cross · d4 black cross · b3 black cross · c3 white king · d3 black cross · b2 black cross · c2 black cross · d2 black cross | d8 black cross · e8 black king · f8 black cross · d7 black cross · e7 black cross · f7 black cross · b4 black cross · c4 black cross · d4 black cross · b3 black cross · c3 white king · d3 black cross · b2 black cross · c2 black cross · d2 black cross | d8 black cross · e8 black king · f8 black cross · d7 black cross · e7 black cross · f7 black cross · b4 black cross · c4 black cross · d4 black cross · b3 black cross · c3 white king · d3 black cross · b2 black cross · c2 black cross · d2 black cross | d8 black cross · e8 black king · f8 black cross · d7 black cross · e7 black cross · f7 black cross · b4 black cross · c4 black cross · d4 black cross · b3 black cross · c3 white king · d3 black cross · b2 black cross · c2 black cross · d2 black cross | d8 black cross · e8 black king · f8 black cross · d7 black cross · e7 black cross · f7 black cross · b4 black cross · c4 black cross · d4 black cross · b3 black cross · c3 white king · d3 black cross · b2 black cross · c2 black cross · d2 black cross | 3 |
| 2 | d8 black cross · e8 black king · f8 black cross · d7 black cross · e7 black cross · f7 black cross · b4 black cross · c4 black cross · d4 black cross · b3 black cross · c3 white king · d3 black cross · b2 black cross · c2 black cross · d2 black cross | d8 black cross · e8 black king · f8 black cross · d7 black cross · e7 black cross · f7 black cross · b4 black cross · c4 black cross · d4 black cross · b3 black cross · c3 white king · d3 black cross · b2 black cross · c2 black cross · d2 black cross | d8 black cross · e8 black king · f8 black cross · d7 black cross · e7 black cross · f7 black cross · b4 black cross · c4 black cross · d4 black cross · b3 black cross · c3 white king · d3 black cross · b2 black cross · c2 black cross · d2 black cross | d8 black cross · e8 black king · f8 black cross · d7 black cross · e7 black cross · f7 black cross · b4 black cross · c4 black cross · d4 black cross · b3 black cross · c3 white king · d3 black cross · b2 black cross · c2 black cross · d2 black cross | d8 black cross · e8 black king · f8 black cross · d7 black cross · e7 black cross · f7 black cross · b4 black cross · c4 black cross · d4 black cross · b3 black cross · c3 white king · d3 black cross · b2 black cross · c2 black cross · d2 black cross | d8 black cross · e8 black king · f8 black cross · d7 black cross · e7 black cross · f7 black cross · b4 black cross · c4 black cross · d4 black cross · b3 black cross · c3 white king · d3 black cross · b2 black cross · c2 black cross · d2 black cross | d8 black cross · e8 black king · f8 black cross · d7 black cross · e7 black cross · f7 black cross · b4 black cross · c4 black cross · d4 black cross · b3 black cross · c3 white king · d3 black cross · b2 black cross · c2 black cross · d2 black cross | d8 black cross · e8 black king · f8 black cross · d7 black cross · e7 black cross · f7 black cross · b4 black cross · c4 black cross · d4 black cross · b3 black cross · c3 white king · d3 black cross · b2 black cross · c2 black cross · d2 black cross | 2 |
| 1 | d8 black cross · e8 black king · f8 black cross · d7 black cross · e7 black cross · f7 black cross · b4 black cross · c4 black cross · d4 black cross · b3 black cross · c3 white king · d3 black cross · b2 black cross · c2 black cross · d2 black cross | d8 black cross · e8 black king · f8 black cross · d7 black cross · e7 black cross · f7 black cross · b4 black cross · c4 black cross · d4 black cross · b3 black cross · c3 white king · d3 black cross · b2 black cross · c2 black cross · d2 black cross | d8 black cross · e8 black king · f8 black cross · d7 black cross · e7 black cross · f7 black cross · b4 black cross · c4 black cross · d4 black cross · b3 black cross · c3 white king · d3 black cross · b2 black cross · c2 black cross · d2 black cross | d8 black cross · e8 black king · f8 black cross · d7 black cross · e7 black cross · f7 black cross · b4 black cross · c4 black cross · d4 black cross · b3 black cross · c3 white king · d3 black cross · b2 black cross · c2 black cross · d2 black cross | d8 black cross · e8 black king · f8 black cross · d7 black cross · e7 black cross · f7 black cross · b4 black cross · c4 black cross · d4 black cross · b3 black cross · c3 white king · d3 black cross · b2 black cross · c2 black cross · d2 black cross | d8 black cross · e8 black king · f8 black cross · d7 black cross · e7 black cross · f7 black cross · b4 black cross · c4 black cross · d4 black cross · b3 black cross · c3 white king · d3 black cross · b2 black cross · c2 black cross · d2 black cross | d8 black cross · e8 black king · f8 black cross · d7 black cross · e7 black cross · f7 black cross · b4 black cross · c4 black cross · d4 black cross · b3 black cross · c3 white king · d3 black cross · b2 black cross · c2 black cross · d2 black cross | d8 black cross · e8 black king · f8 black cross · d7 black cross · e7 black cross · f7 black cross · b4 black cross · c4 black cross · d4 black cross · b3 black cross · c3 white king · d3 black cross · b2 black cross · c2 black cross · d2 black cross | 1 |
|   | a | b | c | d | e | f | g | h |   |

Краљ може да се креће на два различита начина.

##### Рокада
Други начин кретања краља је рокада, а тај потез је померање краља и било којег топа исте боје у истом реду са краљем, који се рачуна као један једини потез (краљем) и изводи се на следећи начин: краљ се премешта са свог почетног поља два поља према топу, а тада се тај топ премешта на поље које је краљ управо прешао.
|   | a                             | b                             | c                             | d                             | e                             | f                             | g                             | h                             |   |
| 8 | e1 white king · h1 white rook | e1 white king · h1 white rook | e1 white king · h1 white rook | e1 white king · h1 white rook | e1 white king · h1 white rook | e1 white king · h1 white rook | e1 white king · h1 white rook | e1 white king · h1 white rook | 8 |
| 7 | e1 white king · h1 white rook | e1 white king · h1 white rook | e1 white king · h1 white rook | e1 white king · h1 white rook | e1 white king · h1 white rook | e1 white king · h1 white rook | e1 white king · h1 white rook | e1 white king · h1 white rook | 7 |
| 6 | e1 white king · h1 white rook | e1 white king · h1 white rook | e1 white king · h1 white rook | e1 white king · h1 white rook | e1 white king · h1 white rook | e1 white king · h1 white rook | e1 white king · h1 white rook | e1 white king · h1 white rook | 6 |
| 5 | e1 white king · h1 white rook | e1 white king · h1 white rook | e1 white king · h1 white rook | e1 white king · h1 white rook | e1 white king · h1 white rook | e1 white king · h1 white rook | e1 white king · h1 white rook | e1 white king · h1 white rook | 5 |
| 4 | e1 white king · h1 white rook | e1 white king · h1 white rook | e1 white king · h1 white rook | e1 white king · h1 white rook | e1 white king · h1 white rook | e1 white king · h1 white rook | e1 white king · h1 white rook | e1 white king · h1 white rook | 4 |
| 3 | e1 white king · h1 white rook | e1 white king · h1 white rook | e1 white king · h1 white rook | e1 white king · h1 white rook | e1 white king · h1 white rook | e1 white king · h1 white rook | e1 white king · h1 white rook | e1 white king · h1 white rook | 3 |
| 2 | e1 white king · h1 white rook | e1 white king · h1 white rook | e1 white king · h1 white rook | e1 white king · h1 white rook | e1 white king · h1 white rook | e1 white king · h1 white rook | e1 white king · h1 white rook | e1 white king · h1 white rook | 2 |
| 1 | e1 white king · h1 white rook | e1 white king · h1 white rook | e1 white king · h1 white rook | e1 white king · h1 white rook | e1 white king · h1 white rook | e1 white king · h1 white rook | e1 white king · h1 white rook | e1 white king · h1 white rook | 1 |
|   | a                             | b                             | c                             | d                             | e                             | f                             | g                             | h                             |   |

|   | a                             | b                             | c                             | d                             | e                             | f                             | g                             | h                             |   |
| 8 | f1 white rook · g1 white king | f1 white rook · g1 white king | f1 white rook · g1 white king | f1 white rook · g1 white king | f1 white rook · g1 white king | f1 white rook · g1 white king | f1 white rook · g1 white king | f1 white rook · g1 white king | 8 |
| 7 | f1 white rook · g1 white king | f1 white rook · g1 white king | f1 white rook · g1 white king | f1 white rook · g1 white king | f1 white rook · g1 white king | f1 white rook · g1 white king | f1 white rook · g1 white king | f1 white rook · g1 white king | 7 |
| 6 | f1 white rook · g1 white king | f1 white rook · g1 white king | f1 white rook · g1 white king | f1 white rook · g1 white king | f1 white rook · g1 white king | f1 white rook · g1 white king | f1 white rook · g1 white king | f1 white rook · g1 white king | 6 |
| 5 | f1 white rook · g1 white king | f1 white rook · g1 white king | f1 white rook · g1 white king | f1 white rook · g1 white king | f1 white rook · g1 white king | f1 white rook · g1 white king | f1 white rook · g1 white king | f1 white rook · g1 white king | 5 |
| 4 | f1 white rook · g1 white king | f1 white rook · g1 white king | f1 white rook · g1 white king | f1 white rook · g1 white king | f1 white rook · g1 white king | f1 white rook · g1 white king | f1 white rook · g1 white king | f1 white rook · g1 white king | 4 |
| 3 | f1 white rook · g1 white king | f1 white rook · g1 white king | f1 white rook · g1 white king | f1 white rook · g1 white king | f1 white rook · g1 white king | f1 white rook · g1 white king | f1 white rook · g1 white king | f1 white rook · g1 white king | 3 |
| 2 | f1 white rook · g1 white king | f1 white rook · g1 white king | f1 white rook · g1 white king | f1 white rook · g1 white king | f1 white rook · g1 white king | f1 white rook · g1 white king | f1 white rook · g1 white king | f1 white rook · g1 white king | 2 |
| 1 | f1 white rook · g1 white king | f1 white rook · g1 white king | f1 white rook · g1 white king | f1 white rook · g1 white king | f1 white rook · g1 white king | f1 white rook · g1 white king | f1 white rook · g1 white king | f1 white rook · g1 white king | 1 |
|   | a                             | b                             | c                             | d                             | e                             | f                             | g                             | h                             |   |

|   | a                             | b                             | c                             | d                             | e                             | f                             | g                             | h                             |   |
| 8 | a1 white rook · e1 white king | a1 white rook · e1 white king | a1 white rook · e1 white king | a1 white rook · e1 white king | a1 white rook · e1 white king | a1 white rook · e1 white king | a1 white rook · e1 white king | a1 white rook · e1 white king | 8 |
| 7 | a1 white rook · e1 white king | a1 white rook · e1 white king | a1 white rook · e1 white king | a1 white rook · e1 white king | a1 white rook · e1 white king | a1 white rook · e1 white king | a1 white rook · e1 white king | a1 white rook · e1 white king | 7 |
| 6 | a1 white rook · e1 white king | a1 white rook · e1 white king | a1 white rook · e1 white king | a1 white rook · e1 white king | a1 white rook · e1 white king | a1 white rook · e1 white king | a1 white rook · e1 white king | a1 white rook · e1 white king | 6 |
| 5 | a1 white rook · e1 white king | a1 white rook · e1 white king | a1 white rook · e1 white king | a1 white rook · e1 white king | a1 white rook · e1 white king | a1 white rook · e1 white king | a1 white rook · e1 white king | a1 white rook · e1 white king | 5 |
| 4 | a1 white rook · e1 white king | a1 white rook · e1 white king | a1 white rook · e1 white king | a1 white rook · e1 white king | a1 white rook · e1 white king | a1 white rook · e1 white king | a1 white rook · e1 white king | a1 white rook · e1 white king | 4 |
| 3 | a1 white rook · e1 white king | a1 white rook · e1 white king | a1 white rook · e1 white king | a1 white rook · e1 white king | a1 white rook · e1 white king | a1 white rook · e1 white king | a1 white rook · e1 white king | a1 white rook · e1 white king | 3 |
| 2 | a1 white rook · e1 white king | a1 white rook · e1 white king | a1 white rook · e1 white king | a1 white rook · e1 white king | a1 white rook · e1 white king | a1 white rook · e1 white king | a1 white rook · e1 white king | a1 white rook · e1 white king | 2 |
| 1 | a1 white rook · e1 white king | a1 white rook · e1 white king | a1 white rook · e1 white king | a1 white rook · e1 white king | a1 white rook · e1 white king | a1 white rook · e1 white king | a1 white rook · e1 white king | a1 white rook · e1 white king | 1 |
|   | a                             | b                             | c                             | d                             | e                             | f                             | g                             | h                             |   |

|   | a                             | b                             | c                             | d                             | e                             | f                             | g                             | h                             |   |
| 8 | c1 white king · d1 white rook | c1 white king · d1 white rook | c1 white king · d1 white rook | c1 white king · d1 white rook | c1 white king · d1 white rook | c1 white king · d1 white rook | c1 white king · d1 white rook | c1 white king · d1 white rook | 8 |
| 7 | c1 white king · d1 white rook | c1 white king · d1 white rook | c1 white king · d1 white rook | c1 white king · d1 white rook | c1 white king · d1 white rook | c1 white king · d1 white rook | c1 white king · d1 white rook | c1 white king · d1 white rook | 7 |
| 6 | c1 white king · d1 white rook | c1 white king · d1 white rook | c1 white king · d1 white rook | c1 white king · d1 white rook | c1 white king · d1 white rook | c1 white king · d1 white rook | c1 white king · d1 white rook | c1 white king · d1 white rook | 6 |
| 5 | c1 white king · d1 white rook | c1 white king · d1 white rook | c1 white king · d1 white rook | c1 white king · d1 white rook | c1 white king · d1 white rook | c1 white king · d1 white rook | c1 white king · d1 white rook | c1 white king · d1 white rook | 5 |
| 4 | c1 white king · d1 white rook | c1 white king · d1 white rook | c1 white king · d1 white rook | c1 white king · d1 white rook | c1 white king · d1 white rook | c1 white king · d1 white rook | c1 white king · d1 white rook | c1 white king · d1 white rook | 4 |
| 3 | c1 white king · d1 white rook | c1 white king · d1 white rook | c1 white king · d1 white rook | c1 white king · d1 white rook | c1 white king · d1 white rook | c1 white king · d1 white rook | c1 white king · d1 white rook | c1 white king · d1 white rook | 3 |
| 2 | c1 white king · d1 white rook | c1 white king · d1 white rook | c1 white king · d1 white rook | c1 white king · d1 white rook | c1 white king · d1 white rook | c1 white king · d1 white rook | c1 white king · d1 white rook | c1 white king · d1 white rook | 2 |
| 1 | c1 white king · d1 white rook | c1 white king · d1 white rook | c1 white king · d1 white rook | c1 white king · d1 white rook | c1 white king · d1 white rook | c1 white king · d1 white rook | c1 white king · d1 white rook | c1 white king · d1 white rook | 1 |
|   | a                             | b                             | c                             | d                             | e                             | f                             | g                             | h                             |   |

Право на рокаду је изгубљено:
1. ако је краљ већ померан
2. са топом који је већ померан.

Рокада је привремено спречена:
1. ако је поље на коме краљ стоји, или поље које треба да пређе, или поље на које краљ треба да стане нападнуто од једне или више противничких фигура
2. ако између краља и топа, са којим би рокада била извршена, стоји нека друга фигура.

##### Краљ „у шаху“
За краља се каже да је „у шаху“ ако је нападнут са једном или више противничких фигура, чак и онда када се те фигуре и саме не могу померати на то поље због тога што би то оставило или поставило краља исте боје под шахом. Ниједна фигура не може бити померена ако се тим краљ исте боје излаже шаху или доводи тог краља у шах.

### Начин померања фигура

#### Жадуб
Сваки потез мора се одиграти само једном руком. Под условом да претходно изрази намеру (нпр. говорећи „жадуб“ или „поправљам“, „намештам“), играч на потезу може поправити положај једне или више фигура на њиховим пољима.

#### Намерно дотакнута фигура
1. Изузев тог случаја, ако играч који је на потезу намерно дотакне на табли (правило поп. такнуто-макнуто):
  - једну или више својих фигура, мора померити прву дотакнуту фигуру која се може померити, или
  - једну или више противничких фигура, он мора узети прву дотакнуту фигуру која се може узети, или
  - по једну фигуру сваке боје, мора узети противничку фигуру својом фигуром, или, ако је то немогуће, померити или узети прву такнуту фигуру која може бити померена или узета. Ако је нејасно да ли је играч дотакао своју или противникову фигуру, сматраће се да је играч дотакао своју фигуру пре противничке.
2. Ако играч намерно дотакне свог краља и топа, он мора рокирати на ту страну ако је то могуће. Ако играч намерно дотакне свог топа, па тек потом свог краља, он не може извршити рокаду на ту страну, а случај ће се регулисати по горепоменутом правилу такнуто-макнуто (мора играти топом ако је то могуће). А ако играч у намери да рокира, дотакне краља или пак краља и топа истовремено, али рокада на ту страну није могућа, играч мора вући својим краљем други исправан потез (који може укључивати и рокаду на другу страну). Ако се краљем не може одиграти легалан потез, играч може повући било који други исправан потез. Ако играч промовише пешака, избор промовисане фигуре је коначан када се фигуром дотакне поље промоције.

Играч губи право на рекламацију противниковог прекршаја у вези са 1) и 2) након што намерно дотакне своју фигуру.

#### Завршетак потеза
Када се, као могућ потез или део могућег потеза, фигура испусти на поље, она не може бити повучена на друго поље. Сматра се да је потез завршен:
- у случају узимања, када је узета фигура скинута са табле и када је играч, постављајући властиту фигуру на то ново поље, испустио узету фигуру из руке;
- у случају рокаде, када играч из своје руке испусти топа на поље које је претходно пређено краљем. Када је играч испустио краља из руке, потез још није завршен, али играч више нема право повући неки други потез, осим рокаде на ту страну (ако је то могуће);
- у случају промоције пешака, када је пешак уклоњен са шаховске табле и када играч испусти нову фигуру из руке након њеног постављања на поље промоције. Ако је играч испустио из руке пешака који је стигао на поље промоције, потез још није завршен, али играч више нема право играти пешаком на друго поље.

### Завршетак партије

#### Победа
- Партију је добио играч који је матирао противниковог краља. Тиме се партија одмах завршава, под условом да је потез који је довео до матирања био исправан.
- Партију је добио играч чији противник изјави да предаје. Тиме се партија одмах завршава.
- Партију је добио играч чији противник само устане и оде. То би се сматрало аутоматском предајом, без обзира колико фигура је остало на табли. Тиме се партија одмах завршава.

#### Реми
- Партија је завршена ремијем када играч који је на потезу нема исправан потез, а краљ му није „у шаху“. За ту партију каже се да је завршена „патом“. Тиме се партија одмах завршава, под условом да је потез био исправан.
- Партија је завршена ремијем кад се појавила позиција у којој ни један ни други играч не може матирати противничког краља било каквим низом исправних потеза. За партију се каже да је завршена „мртвом позицијом“. Тиме се партија одмах завршава, под условом да је потез који је водио до те позиције био исправан.
- Партија се завршава ремијем споразумом двојице играча током партије. Тим споразумом партија се одмах завршава.
- Партија се може завршити ремијем ако се било која идентична позиција очекује, или се појавила, најмање три пута.
- Партија се може завршити ремијем, ако су оба играча одиграла последњих 50 узастопних потеза без покретања иједног пешака и без узимања иједне фигуре.

## Правила такмичења

### Шаховски сат
„Шаховски сат“ подразумева часовник који има два показивача времена, повезана заједно тако да у једном тренутку може да ради само један од њих. „Сат“ подразумева један од два показивача времена, „пад заставице“подразумева да је време додељено једном играчу истекло.
Пре почетка партије, судија одређује где ће сат бити постављен. У време предвиђено за почетак партије покреће се сат играча који има беле фигуре. Уколико ниједан играч није присутан, онда ће све протекло време тећи ће на терет играча који има беле фигуре до његовог доласка (осим ако правилник такмичења или судија не одреде другачије). Сваки играч који дође на партију са закашњењем већим од једног сата у односу на прописано време за почетак партије, изгубиће партију (осим ако правилник такмичења или судија не одреде другачије).
Сматра се коначним свака информација коју показује сат ако на истом нема никакве очигледне неисправности. Шаховски сат са очигледном неисправношћу биће замењен. Судија ће заменити сат и учиниће своју најбољу процену приликом одлучивања колико ће времена показивати замењени шаховски сат.
У сали за игру, дозвољени су екрани, монитори или демонстрационе табле које показују тренутну позицију на шаховској табли, потезе и број одиграних потеза, као и обични сатови који такође показују број потеза. Међутим, играч не може извршити рекламацију засновану једино на информацији приказаној на тај начин.

#### Време за размишљање
При употреби шаховског сата, сваки играч мора одиграти минималан број потеза у једном додељеном периоду времена, и/или му може бити додељено додатно време после сваког потеза. Све ово мора бити унапред одређено. Време које је играч уштедео у једном периоду, додаје се времену које има на располагању у следећем периоду, осим када се ради о додељивању времена за сваки потез („временско одлагање“ — енгл. time delay). У начину „временско одлагање“, оба играча добијају „главно време за размишљање“. Сваки од играча такође добија и „фиксно екстра време“ за сваки потез. Одбројавање главног времена почиње након што је истекло фиксно време. Под условом да играч заустави свој сат пре истека фиксног времена, главно време за размишљање неће се променити, независно од тога колико је фиксног времена искоришћено.
Играч губи партију ако не одигра прописани број потеза у додељеном времену, сем у случајевима када је партија завршена. Међутим, партија је реми уколико је позиција таква да противник не може матирати играчевог краља било којим низом исправних потеза, чак и при „крајње невештој игри“.
Ако се догоди нека неправилност, и (или) фигуре треба вратити на претходну позицију, судија ће уз своју најбољу процену одредити времена која ће показивати часовници. Он ће, такође, ако је то потребно, подесити бројач потеза на сату.

#### Заставица
Сваки показивач времена има „заставицу. Одмах након „пада заставице“, одредбе које се тичу времена за размишљање морају бити испуњене.
Сматра се да је играчу пад заставице кад судија запази ту чињеницу, или кад било који од играча то исправно рекламира.
Ако су обе заставице пале, и није могуће установити која је пала прва, онда ће се, или партија наставити уколико се то деси у било ком периоду партије изузев задњег периода, или ће се партија прогласити ремијем ако се то деси у периоду у којем сви преостали потези морају бити завршени.

#### Употреба шаховског сата
У току партије сваки играч ће, пошто одигра свој потез на табли, зауставити свој сат и покренути противников сат. Сваком играчу увек мора бити омогућено да заустави свој сат. Његов потез не сматра се завршеним све док то не учини, осим оако се тим потезом завршила партија. Време између повлачења потеза на шаховској табли, заустављања свог часовника и покретања часовника противника, сматра се као део времена додељеног играчу. Играч мора зауставити свој сат истом руком којом је повукао свој потез. Забрањено је држати прст на дугмету, или „лебдети“ изнад дугмета. Играчи морају прописно руковати сатом. Забрањено је ударати га снажно, подизати га или обарати. Неправилно руковање сатом биће кажњено. Ако играч није способан да користи сат, ту радњу може обављати помоћник којег овласти играч и којег одобри судија. Часовнике ће подесити судија на правичан начин.
У случају потребе да се (привремено) прекине шаховска партија, судија ће зауставити сатове. Играч може зауставити сатове само у случају да тражи помоћ од судије — на пример, када приликом промоције, потребна фигура није доступна. Када ће привремено прекинута партија бити настављена, одлучиће судија. Ако играч заустави сатове да би затражио помоћ судије, арбитар ће установити да ли је играч имао оправдан разлог за то. Ако је очигледно да играч није имао оправданог разлога за заустављање сата, играч ће бити кажњен.

### Неправилности
Ако се у току партије установи да је почетна позиција фигура била неправилна, партија ће се поништити и играће се нова партија. А ако се у току партије установи да је само шаховска табла била неправилно постављена, партија ће се наставити, али се постигнута позиција мора преместити на исправно постављену шаховску таблу. Ако је партија започела са обрнутим бојама фигура, она ће се наставити осим ако судија не одлучи другачије. Када играч поремети положај једне или више фигура, он ће поставити исправну позицију користећи своје време. Ако је потребно, играч или његов противник зауставиће сатове и затражиће помоћ судије. Судија може казнити играча који је пореметио положај фигура.
Уколико се у току партије установи да је био завршен неправилан потез, укључујући и неиспуњење захтева промоције пешака, или узимања противничког краља, вратиће се позиција каква је била непосредно пре неправилности. Ако се не може установити позиција непосредно пре неправилности, партија ће се наставити од последње утврђене позиције пре неправилности. Сатови ће се тада наместити у складу са најбољом проценом судије. При томе се на потез који замењује тај неправилан потез примењује правило „намерно дотакнута фигура“ (в. и такнуто-макнуто). Након обављања овог поступка, за прва два играчева неправилна потеза, судија ће његовом противнику додати два минута додатног времена за сваки прекршај; за трећи неправилан потез истог играча, судија ће прогласити партију изгубљеном за овог играча.
Ако се у току партије установи да су фигуре уклоњене са њихових поља, биће враћена позиција пре настанка ових неправилности. Ако се позиција каква је била непосредно пре неправилности не може установити, партија ће се наставити од последње утврђене позиције пре неправилности. Сатове ће судија подесити уз своју најбољу процену.

### Записивање потеза
У току партије, сваки играч обавезан је да записује своје и противникове потезе на исправан начин, потез по потез, што је могуће јасније и читљивије, алгебарском нотацијом, на формулару за записивање партија прописаном за то такмичење. Забрањено је писати потезе унапред, осима ако играч рекламира реми. Играч може одговорити на противников потез пре него што га запише, ако то жели. Он мора записати свој претходни потез пре него што одигра следећи. Оба играча морају на формулару за записивање партија уписати понуду ремија.
Ако играч није способан да записује потезе, онда потезе може записивати помоћник којег задужи играч и који је прихватљив судији.
Формулар за записивање партије мора бити видљив судији током целе партије. Формулари за записивање партија власништво су организатора такмичења.
Ако је играчу преостало мање од 5 минута на сату у неком од периода и нема додатних 30 секунди или више који се додају након сваког потеза, тада он није обавезан записивати потезе. Одмах након пада једне од заставица, играч мора у потпуности допунити свој формулар за записивање партије пре повлачења фигуре на шаховској табли. По овом правилу, ако:
- ниједан играч није обавезан да записује потезе, судија или његов помоћник требало би да настоје да буду присутни и да записују потезе. У овом случају, одмах након пада једне од заставица, судија ће зауставити сатове. Тада ће оба играча допунити своје формуларе, користећи формулар судије или противника;
- само један играч није обавезан да записује потезе, он мора у потпуности допунити свој формулар за записивање партија пре повлачења фигуре на шаховској табли. Под условом да је играч на потезу, он може користити противников формулар, али га мора вратити пре него што одигра потез.

Ако ниједан формулар за записивање партија није могуће допунити, играчи морају реконструисати партију на другој табли уз надзор судије или његовог помоћника. Пре почетка реконструкције, судија или његов помоћник ће прво записати тренутну позицију у партији, време на сатовима и број одиграних потеза, ако је та информација доступна. Ако се формулари не могу допунити испуштеним потезима моји би показали да је играч прекорачио додељено време, први наредни потез који буде одигран сматраће се као први потез за следећи временски период, осим кад је очигледно да је одиграно више потеза.
По завршетку партије оба играча морају потписати формуларе, уписујући резултат партије. Тај резултат ће остати чак и ако је погрешан, осим ако судија не одлучи другачије.

### Нерешена партија
Играч који жели понудити реми учиниће то након повлачења потеза на шаховској табли, пре него што заустави свој сат и пре него што покрене противников. Понуда у било ком другом тренутку у току партије је такође важећа, (узимајући у обзир правило да играчу који је на потезу, није дозвољено напуштање сале за игру без одобрења судије). Уз понуду ремија не могу се постављати било какви услови. Понуда не може бити повучена и остаје важећа све док је противник не прихвати, усмено одбије, одбије додиривањем фигуре с намером да је повуче или узме, или се партија заврши на неки други начин. Сваки играч мора забележити понуду на свом формулару за записивање партије симболом „=“.
Партија је реми када настане позиција у којој се мат не може дати било којим низом правилних потеза, чак и при „крајње невештој игри“. Тиме се партија одмах завршава, под условом да је потез који је довео до те позиције био исправан.

#### Рекламација ремија
Рекламација ремија сматраће се понудом ремија.
Партија је реми на основу исправне рекламације играча који је на потезу, кад иста позиција најмање три пута (понављање низа потеза није потребно):
- треба да се појави, уколико он прво запише свој потез у формулар и судији изјави своју намеру да ће повући тај потез;
- управо се појавила, уз услов да је на потезу играч који захтева реми.

Позиције се сматрају истим, ако је исти играч на потезу, фигуре исте врсте и боје заузимају иста поља, а могући потези свих фигура обојице играча су исти. Позиције нису исте ако пешак који је могао бити узет „ан пасан“ више не може бити узет, или ако је право на рокаду трајно или привремено измењено.
Партија је реми на основу исправне рекламације играча који је на потезу, ако:
- он упише свој потез у свом формулару и објави судији своју намеру о одигравању тог потеза, а да се тим потезом остварује да су оба играча одиграла последњих 50 потеза без померања иједног пешака и без узимања иједне фигуре, или
- су оба играча одиграла последњих 50 потеза без померања иједног пешака и без узимања иједне фигуре.

Ако играч одигра потез не рекламирајући реми, он у том потезу губи право рекламирања. Ако играч рекламира реми, он треба одмах да заустави оба сата. Није му дозвољено да повуче свој захтев. Ако се утврди да је рекламација исправна, партија се одмах завршава ремијем. Ако се утврди да рекламација нема основа, судија ће преосталом времену његовог противника додати 3 минуте. Додатно, ако играч који рекламира реми на свом сату има више од два минута, судија ће му умањити половину његовог укупног времена, али највише 3 минута. Ако играч који рекламира реми има више од једног минута, а мање од два минута, његово преостало време биће један минут. Ако играч који рекламира реми има мање од једног минута, судија неће вршити измене на његовом сату. Тада ће се партија наставити и намеравани потез мора се одиграти.

### Игра са убрзаним завршетком
(в. Убрзани завршетак без присуства судије)
Игра са убрзаним завршетком (енгл. quickplay finish) је фаза партије у којој сви (преостали) потези морају бити одиграни у ограниченом времену. Ако играч који је на потезу има мање од два минута на свом сату, он може рекламирати реми пре него што његова заставица падне. Он ће зауставити сатове и позвати судију.
- Ако се судија увери да противник не улаже напор да добије партију на нормалан начин, или да није могуће добити партију на нормалан начин, он ће партију прогласити нерешеном (реми). У супротном, он ће одложити одлуку или одбити рекламацију.
- Ако судија одложи одлуку, противнику могу бити досуђена два додатна минута за размишљање, а партија ће се наставити у присуству судије (ако је то могуће). Судија ће прогласити коначан резултат касније у току партије или након пада заставице. Он ће прогласити партију нерешеном (реми) ако се увери да се у коначној позицији не може остварити добитак на нормалан начин, или да противник није улагао довољно напора да добије на нормалан начин.
- Ако је судија одбио рекламацију, противнику ће бити досуђена додатна два минута времена за размишљање.

Одлука судије у вези са овим је коначна.

### Бодовање
Уколико претходно није другачије објављено, играч који добије партију или добије партију без игре осваја (1) бод, играч који изгуби партију или изгуби без борбе не осваја бодове (0), а играч који ремизира, осваја пола бода (½).

### Понашање играча
Играчи не треба да чине никакве радње које би нарушиле углед шаховске игре. За време игре, играчима је забрањено коришћење било каквих белешки, извора информација, савета или анализа на другој шаховској табли. Формулар се може користити само за записивање потеза, времена на сатовима, понуду ремија, детаља у вези рекламације и осталих битних података.
Играчи који су завршили своје партије сматрају се гледаоцима.
Играчима није дозвољено да напуштају „простор за игру“ без дозволе судије. Под „простором за игру“ подразумева се сала за игру, просторије за одмор, простор за освежење, део одређен по страни за пушаче и остала места које је одредио судија.
Забрањено је сметати противнику и узнемиравати га на било који начин. То укључује неосноване рекламације или неосноване понуде ремија.

#### Мобилни телефони
Строго је забрањено употребљавати мобилне телефоне или друга електронска средства у простору за игру, која судија није одобрио. Партију ће изгубити играч чији мобилни телефон зазвони у простору за игру током партије. Резултат противника одредиће судија.

#### Казне у вези са понашањем играча
Кршење било ког правила понашања играча подлеже казнама.
Играч који упорно одбија да се повинује Правилима игре, биће кажњен губитком партије. Судија ће одлучити о резултату противника. Ако се утврди да су оба играча крива, партија ће бити проглашена изгубљеном за оба играча.

### Улога судије
Шаховски судија ће надгледати строго придржавање Правила игре. Судија ће надзирати ток такмичења, деловати у најбољем интересу такмичења, он треба да осигура константно добре услове за игру и да играчи не буду узнемиравани. Судија треба да посматра партије (посебно када су играчи у временској оскудици), спроводи одлуке које донесе и изриче играчима одговарајуће казне.
Судија се не сме мешати у ток партије, осим у случајевима описаним у Правилима шаха. Он неће указати на број одиграних потеза, осим за време игре са убрзаним завршетком, када је пала бар једна од заставица. Судија треба да се суздржава од информисања играча да је његов противник одиграо потез или да играч није притиснуо свој сат.
Гледаоци и играчи у другим партијама не смеју говорити или се на други начин мешати у партију. Ако је потребно, шаховски судија може удаљити прекршитеље из сале за игру. Сваком је забрањена употреба мобилних телефона у простору за игру и било којем другом простору које одреди судија.

#### Казне
Судија може применити једну или више казни:
- опомена;
- увећање преосталог времена противнику;
- смањење преосталог времена прекршитељу;
- проглашење партије изгубљеном;
- смањење бодова прекршитељу у тој партији;
- повећање бодова противнику у тој партији до могућег максимума за ту партију;
- искључење са такмичења.

Судија може једном или обојици играча доделити додатно време у случају ометања са стране.

### ФИДЕ
Савези чланови ФИДЕ, могу захтевати од ФИДЕ службено појашњење о проблемима који се односе на Правила шаха.

## Додаци

### Прекинуте партије
Ако се партија не заврши у времену предвиђеном за игру, судија ће захтевати од играча који је на потезу да „ковертира“ тај потез. Играч мора записати свој потез јасном нотацијом на свом формулару, ставити свој и противников формулар у коверат, затворити коверат и тек онда зауставити часовник без покретања противниковог часовника. Све док не заустави часовнике играч задржава право да измени свој ковертирани потез. Али, пошто му је судија већ рекао да ковертира потез, а играч већ одигра потез на шаховској табли, он мора тај исти потез да запише на формулару као свој ковертирани потез. Играчу који је на потезу, а који је прекинуо партију пре краја сеансе за играње, на потрошено време на сату ће се додати све преостало време до краја сеансе које ће тако бити и записано.
Ако играч понуди реми након што је његов противник ковертирао потез, понуда је важећа све док је противник не прихвати или одбије. Ако је пре наставка партије договорен реми, или ако један од играча обавести судију да предаје, партија је завршена.
На коверти треба назначити следеће:
- имена играча
- позицију непосредно пре ковертираног потеза
- време које је утрошио сваки играч
- име играча који је ковертирао потез
- број ковертираног потеза
- понуду ремија, понуђену пре прекида партије
- датум, време и место наставка партије.

Судија ће проверити исправност информација на коверти и одговоран је за њено сигурно чување. Пре него што се партија настави, на шаховској табли ће се поставити позиција која је настала непосредно пре ковертираног потеза, а на сатовима ће бити намештена времена која су била у тренутку прекида партије. Коверат ће бити отворен само ако је присутан играч који мора одговорити на ковертирани потез.
Партија је изгубљена за играча (осим у случајевима када је позиција таква да противник не може матирати играчевог краља било којим низом исправних потеза, чак и при крајње невештој игри играча, а тада је партија реми) чији је ковертирани потез:
- двосмислен, или
- записан тако да је немогуће установити његово право значење, или
- неправилан.

Ако у договорено време наставка:
- Играч који треба да одговори на ковертирани потез је присутан — коверат се отвара, одигра се ковертирани потез на табли и његов сат се покреће;
- Играч који треба да одговори на ковертирани потез је одсутан — његов сат се покреће. По доласку, он може зауставити сат и позвати судију. Тада се коверат отвара и ковертирани потез се повлачи на шаховској табли. Затим се његов сат поново покреће;
- Играч који је ковертирао потез није присутан, његов противник има право (уместо да одговори на нормалан начин) — записати свој одговор на формулару, затворити свој формулар у нов коверат, зауставити свој сат и покренути сат одсутног противника. Ако тако поступи, коверат ће бити предат судији на чување, и биће отворен по доласку одсутног играча.

Играч ће изгубити партију, ако за шаховску таблу дође са више од једног сата закашњења од времена предвиђеног за наставак партије (осим ако правила такмичења или судија не одреде другачије). Међутим, ако касни играч који је ковертирао потез, партија може бити одлучена другачије, ако је:
- одсутни играч добио партију на основу чињенице да је ковертираним потезом дао мат.
- одсутни играч остварио реми чињеницом да је ковертираним потезом остварио пат, или да је на табли настала позиција у којој се мат не може дати било којим низом правилних потеза, чак и при крајње невештој игри одсутног играча.
- присутни играч изгубио партију јер није одиграо прописан број потеза у додељеном времену.

Ако се коверат који садржи ковертирани потез изгуби, партија ће се наставити од позиције и са временима на сатовима забележеним у тренутку прекида. Ако се не може утврдити колико је времена сваки играч утрошио, сатове ће наместити судија. У том случају, играч који је ковертирао потез, одиграће потез за који изјави да га је ковертирао.
Ако на наставку партије неки од играча пре него што одигра свој потез укаже на то, да један од сатова не показује тачно време, грешка се мора исправити. Ако грешка не буде установљена, партија се наставља без корекције, осим ако судија не процени да ће последице бити сувише озбиљне.
Трајање сваке сеансе за наставак партије контролише се судијиним часовником. Време почетка и завршетка објављује се унапред.

### Убрзана игра
Партија са убрзаном игром (енгл. rapidplay game) је партија у којој сви потези морају бити одиграни у одређеном фиксном времену од 15 до 60 минута по играчу, или кад је додељено време + 60 пута било којег повећања, између 15 до 60 минута.
Убрзани шах игра се по овим (Правилима шаха ФИДЕ), уз следеће замене:
- Играчи не морају писати потезе.
- Када сваки играч одигра три потеза, више се не може рекламирати неправилан положај фигура, шаховске табле или неправилно подешено време на сату. У случају да су краљ и дама заменили места, рокада са тим краљем није дозвољена.
- Само у случају захтева обадва играча, судија ће донети одлуку везану за правила везана за начин померања фигура.
- Неправилан потез је завршен чим је противников сат покренут. Противник тада има право рекламирати да је играч одиграо неправилан потез, али пре него што одигра свој потез. Само после такве рекламације, судија ће доносити одлуке. Ипак, ако су оба краља „у шаху“, или је промоција пешака недовршена, судија ће по могућности интервенисати.
- Сматра се да је заставица пала, када играч то основано рекламира. Судија ће се суздржати да упозори на пад заставице.
- Да би рекламирао победу на време, играч који рекламира, мора зауставити оба сата и обавестити судију. Рекламација је исправна ако после заустављања сатова, заставица играча који рекламира „стоји горе“, а заставица његовог противника „стоји доле“.
- Ако су обе заставице пале, партија је реми.

### Брзопотезна игра
Брзопотезна партија је партија у којој сви потези морају бити одиграни у одређеном фиксном времену мањем од 15 минута по играчу, или кад је додељено време + 60 пута било којег повећања, мање од 15 минута.
Брзопотезни шах игра се по овим Правилима игре ФИДЕ за убрзани шах, уз следеће замене:
- Правила везана за игру са убрзаним завршетком, не примењују се.
- Правила везана за неправилан потез у убрзаној игри, не примењују се. Неправилан потез у брзопотезном шаху је завршен чим је противников сат покренут. Противник тада има право рекламирати победу, али само пре него што одигра свој потез. Међутим, ако противник не може матирати играча било каквом серијом исправних потеза ни при крајње невештој игри, тада играч има право рекламирати реми, такође пре него што одигра свој потез. Када противник одигра свој потез, неправилан потез се не може исправити.

### Убрзани завршетак без присуства судије
(в. Игра са убрзаним завршетком)
Када се партије играју са убрзаним завршетком, и када судија није присутан, играч може рекламирати реми ако на свом сату има мање од две минуте, пре него што му падне заставица. Тиме се партија завршава. Он може рекламирати реми на основу тога што његов противник:
- не може добити партију нормалним средствима; тада играч који рекламира реми мора записати завршну позицију, а његов противник мора је проверити.
- не улаже напор да победи на нормалан начин; тада играч који рекламира реми мора записати завршну позицију и поднети ажуриран формулар. Противник ће проверити обоје, формулар и завршну позицију.

Рекламација ће бити поднета судији, чија ће одлука бити коначна.

### Правила за игру са слепим играчима
Директори турнира имају овлашћења прилагодити следећа правила према локалним околностима. У такмичарском шаху између играча који виде и играча хендикепираног вида (стварно слепих), и један и други играч могу затражити коришћење две шаховске табле, од којих нормалну таблу употребљава играч који види, а специјално направљену таблу играч хендикепираног вида. Специјално направљена табла мора задовољити следеће захтеве:
| Слово | Име    |  | Цифра | Назив  |
| ----- | ------ |  | ----- | ------ |
| A     | Anna   |  | 1     | eins   |
| B     | Bella  |  | 2     | zwei   |
| C     | Cesar  |  | 3     | drei   |
| D     | David  |  | 4     | vier   |
| E     | Eva    |  | 5     | fünf   |
| F     | Felix  |  | 6     | sechs  |
| G     | Gustav |  | 7     | sieben |
| H     | Hector |  | 8     | acht   |
- да су јој најмање димензије 20х20 cm.
- да су црна поља незнатно издигнута.
- да има сигурносни отвор за причвршћивање на сваком пољу.
- да свака фигура има колчић који одговара сигурносном отвору за причвршћивање
- да су фигуре типа „Стаунтон“, и да су црне фигуре посебно означене.

У оваквим околностима, потези ће се јасно објављивати, а играч потезе противника понавља и изводи на својој табли. Приликом промоције пешака, играч мора објавити коју је фигуру одабрао. Да би објава потеза била што је могуће јаснија, препоручује се употреба следећих имена и ознака на немачком језику, уместо одговарајућих слова и цифара алгебарске нотације:
Велика рокада се најављује са  , а мала рокада са  .

## Чланци о правилима шаха
- Ан пасан
- Велика рокада
- Мала рокада
- Рокада
- Жадуб
- Такнуто-макнуто
- Реми
- Правило 50 потеза
- Троструко поновљена позиција
- Вечити шах
- Пат
- Мат
- Промоција пешака
- Шаховски сат